# Autostrăzi în Franța
În 2014, Franța avea o rețea de autostrăzi de aproximativ 11.882 km, dintre care 9.048 km erau cu taxă, răspândite în toată țara. Aceasta reprezenta a patra rețea ca mărime la nivel mondial și a șasea dacă se includ drumurile expres cu cel puțin 2×2 benzi. Într-adevăr, anumite regiuni precum Corsica și o mare parte din Bretania (unde rețeaua este în curs de modernizare) nu dispun de autostrăzi, ci de drumuri expres. Astfel, nouă departamente nu sunt deservite de nicio autostradă majoră, în parte din cauza reliefului: Ardèche, Charente, Haute-Corse, Corse-du-Sud, Côtes-d'Armor, Finistère, Gers, Morbihan și Haute-Saône. Totuși, toate sunt deservite de drumuri expres. Franța de peste mări are o singură autostradă: autostrada A1, în Martinica.
Pe autostrăzi, viteza maximă este limitată la 130 km/h. Aceasta este redusă la 110 km/h pentru vehiculele grele, în caz de ploaie sau alte precipitații, dar și la apropierea unor orașe mari (unde poate fi redusă din nou la 90 km/h sau 70 km/h).
Rețeaua de autostrăzi din Franța face parte din rețeaua de drumuri europene.
În Franța, rețeaua de autostrăzi este foarte frecventată:
- Conducătorii auto care parcurg mai puțin de 4.000 de kilometri pe an își petrec 33% din distanțele conduse pe autostradă.
- Conducătorii auto care parcurg mai mult de 20.000 de kilometri pe an își petrec 29% din distanțele conduse pe autostradă[4].

## Reguli de nomenclatură
În Franța, drumurile clasificate ca autostrăzi au prefixul literei A (alte litere nu mai sunt acceptate din 1982). Pentru celelalte drumuri (inclusiv „Drumurile Express”), statutul lor juridic determină clasificarea lor: N pentru drumurile naționale, D pentru drumurile departamentale, etc,. Spre deosebire de alte drumuri, autostrăzile au propriul lor sistem de numerotare.
Principiul este că marile autostrăzi radiale primesc, în ordine crescătoare, în sensul acelor de ceasornic în jurul Parisului, numerele A1 până la A16, cu excepția autostrăzilor A2, A7, A8 și A9. Acestea leagă Parisul de o metropolă regională, de un port de interes național sau chiar de o metropolă străină, conform principiului nomenclaturii istorice a drumurilor naționale.
Dincolo de 20, numerele sunt atribuite pe sectoare:
- A21 la A29 (zona 2): Nord;
- A30 la A39 (zona 3): Nord-Est;
- A40 la A49 (zona 4): Rhône-Alpes;
- A50 la A57 (zona 5): Sud-Est;
- A61 la A69 (zona 6): Sud-Ouest;
- A71 la A79 (zona 7): Centru (în sens geografic);
- A81 la A89 (zona 8): Vest.

Sunt câteva excepții de la această nomenclatură:
- A19 (Orléans-Sens, fără zonă definită);
- A20 (axa Vierzon-Montauban, numită „L'Occitane”);
- A86 (centura periferică în jurul Parisului);
- A89 (transversală care leagă Bordeaux de Lyon).

Ramificațiile mici și prelungirile primesc un număr de trei cifre format din autostrada de la care derivă (de exemplu, A315 este o prelungire a A31) sau, dacă este cazul, din cea mai apropiată autostradă (de exemplu, A837 este o „ramificație” a A83, dar nu este conectată direct la ea).
Centurile ocolitoare din unele mari orașe urmează, de asemenea, această regulă, cu variații în funcție de perioada de numerotare. Centurile ocolitoare complete numerotate în anii 1980 au primit un număr de trei cifre cu un zero terminal (exemple: A620 pentru centurile ocolitoare din Toulouse și A630 pentru Bordeaux). Totuși, tendința mai recentă a fost să se adopte un sistem care constă în atribuirea primei cifre al zonei (de la 1 la 8), urmat de numărul departamentului respectiv (exemple: A814 pentru Caen și A844 pentru Nantes).
Când două autostrăzi au un tronson comun, în general, numărul este stabilit de traseul autostrăzii mai vechi. Dublarea numerotării autostrăzilor pe tronsoane comune este o creație recentă: se întâlnesc A41 și A43 la sud de Chambéry, A4 și A104 la Marne-la-Vallée, A71 și A89 la nord de Clermont-Ferrand din 2006, sau mai recent, A34 și A304 la sud de Charleville-Mézières (doar în direcția Charleville-Mézières-Reims) din 2019. În contrast, tronsonul comun A4/A86, foarte scurt, are o numerotare diferită în funcție de benzi.
Datorită evoluției constante a rețelei de autostrăzi, există însă numeroase excepții de la regulile descrise anterior:
- Autostrăzile cu două cifre considerate „prea scurte” au fost renumerotate adăugând un zero la sfârșit, atunci când numărul lor inițial a fost reatribuit unei autostrăzi mai lungi, cum ar fi A32 devenită A320. Cu toate acestea, noul număr de trei cifre nu urmează nomenclatura, deoarece autostrăzile de legătură sunt foarte îndepărtate.
- Tronsonurile de autostrăzi radiale ale căror trasee au fost deviate sau nu au fost niciodată finalizate au schimbat numărul. De exemplu, A811 este fostul tronson terminal al A11, iar A150 a fost un tronson al A15.
- Unele autostrăzi au preluat numărul drumului național pe care îl dublează, chiar dacă nu se află în zona corespunzătoare. Astfel:
  - A20, care dublează fostul RN 20 între Vierzon și Montauban, ar fi trebuit să fie numerotată în zona 7;
  - A89, care dublează fostul RN 89;
  - A86, care dublează fostul RN 186.

Aceste două din urmă (A89 și A86) se află în afara zonei 8.
- În Île-de-France, multe autostrăzi au preluat numere de trei cifre formate din numărul de două cifre al unei autostrăzi de referință, precedate de cifra 1. Exemplele sunt numeroase și limitate la Île-de-France, astfel că se vorbește uneori de „zona 10”, cu numere de tipul 1xy. Exemple includ:
  - A106, care este o prelungire a A6;
  - A186, care este o prelungire a A86.
- În Île-de-France, pentru cazurile particulare de ramificații de importanță egală, au fost atribuite litere (a și b) fiecărei ramificații. Acest lucru se referă doar la autostrăzile A6a și A6b, ramificații ale A6, și A5a și A5b, ramificații ale A5[6]. Totuși, acest sistem specific pentru aceste ramificații a fost eliminat în 1996[5].

Există, de asemenea, numere ale căror origini sunt mai dificil de explicat, cum ar fi A3 și A19, care nu sunt mari autostrăzi radiale, precum și absența autostrăzilor A17 și A18, etc.
Autostrăzile franceze sunt adesea denumite și cu un nume, cum ar fi Autoroute du Nord, Autoroute de l'Est, etc.

## De la A1 la A19
Autostrăzile radiale A1 până la A19 constituie rețeaua primară radiană care se extinde de la Paris către principalele orașe și alte aglomerări de importanță din Franța. Unele dintre acestea se ramifică la rândul lor către alte autostrăzi radiale. Există o autostradă A1 și în Martinica.
     A1 - Autoroute du Nord: leagă Parisul (Porte de la Chapelle) de Lille
- Lungime: 211 km

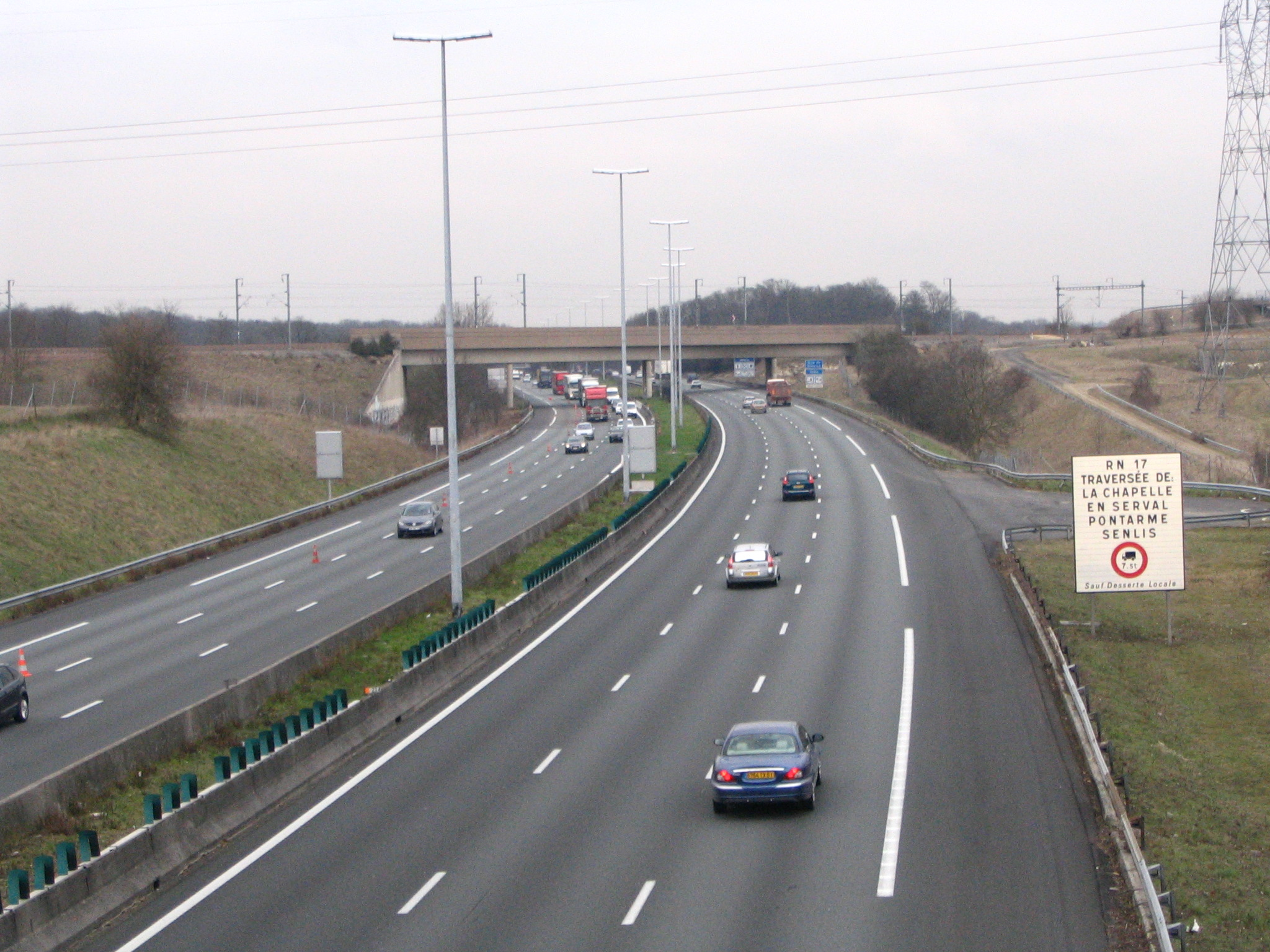
Autostrada A1 la Chennevières-lès-Louvres (Val-d'Oise).

- Traseu: Paris, Aeroportul Paris-Charles-de-Gaulle, regiunea Hauts-de-France, Parc Astérix[n 3], Lille.
- Orașe în apropierea autostrăzii A1: Paris, Saint-Denis, Compiègne, Bapaume, Arras, Lens, Douai, Villeneuve-d'Ascq, Lille.
- A fost prima autostradă complet deschisă circulației în Franța, la sfârșitul anilor 1960.
- Este gestionată de Sanef (Société des autoroutes du Nord et de l'Est de la France). Autostrada A1 este cea mai frecventată autostradă urbană din provincie (în afara regiunii Île-de-France). În caz de trafic intens, numărul de vehicule poate ajunge la aproximativ 200.000 pe zi la nivelul intersectării cu A25 și drumul național 356.
- Autostrada A1 are 23 de ieșiri și intersectează 10 autostrăzi: începând de la Paris, acestea sunt A86, A3, A170, A104, A29, A2, A26, A21, A22 și A25.
- Autostrada A1 traversează 6 departamente: Seine-Saint-Denis, Val-d'Oise, Oise, Somme, Pas-de-Calais și Nord.

  Autostrada A2: Combles (intersecția cu A1) - A7 Belgia (Saint-Aybert).
- Lungime: 78,4 km
- Traseu: Combles (intersecția cu A1) - Cambrai - Denain - Valenciennes - Saint-Aybert (A7, frontieră belgiană).
- Este gestionată de Sanef. Este cu plată între A1 și Hordain, apoi gratuită dincolo de aceasta. Asigură legătura directă între Paris și Bruxelles prin Valenciennes.
- Are 26 de ieșiri și intersectează 4 autostrăzi: de la Combles, A1, A26, A21, și A23.
- Traversează 3 departamente: Somme, Pas-de-Calais, și Nord.

  Autostrada A3: Paris (Porte de Bagnolet) - Roissy-en-France (intersecția cu A1).
- Lungime: 18,4 km

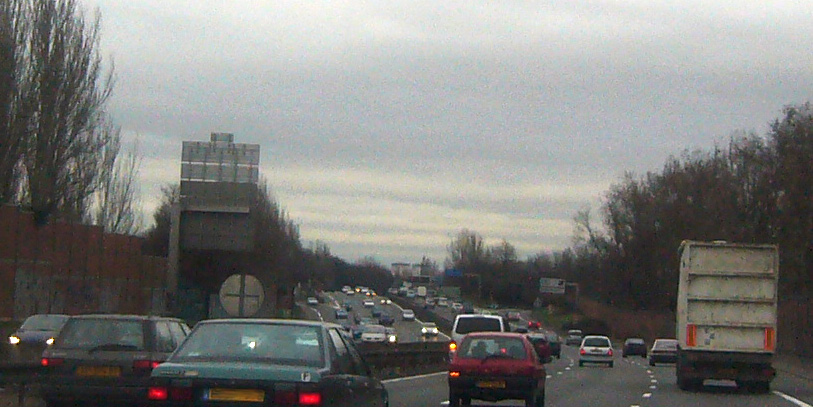
Autostrada A3

- Traseu: Paris - intersecția cu A1 la Roissy-en-France.
- Autostrada A3 trebuia inițial să înceapă de la A104 la Torcy (fosta A199) și să ajungă la actuala A103, dar proiectul a fost abandonat. Drumul național N2, plecând de la intersecția A1/A3, trebuia să fie transformat în autostradă A3 până la Soissons sau chiar Laon. Acest proiect a rămas la stadiul de proiect și este puțin probabil să fie realizat vreodată.
- Autostrada are un sector comun cu A86 pe 1,5 kilometri.
- Este gratuită și permite ocolirea Parisului pe est și conexiunea cu A86 din A1.
- Dispune de 9 ieșiri și intersectează 4 autostrăzi: de la Paris, A86, A103, A170 și A1. De asemenea, intersectează Boulevard Périphérique din Paris.
- Traversează 2 departamente: Seine-Saint-Denis și Val-d'Oise.

      A4 - Autoroute de l'Est: Paris (Porte de Bercy) - Strasbourg
- Lungime: 482 km[9]

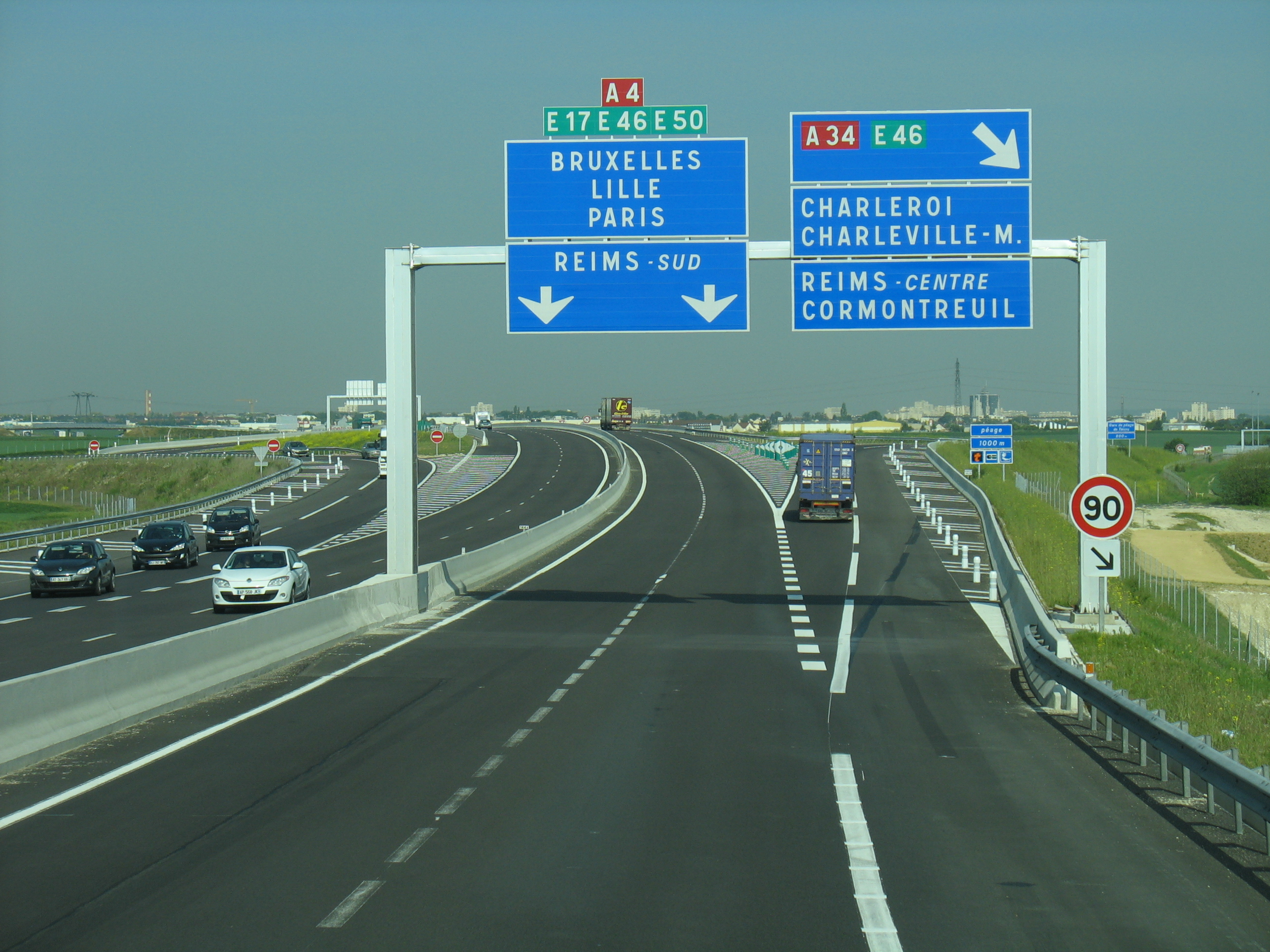
Autostrada A4 și intersectarea cu A34 lângă Reims.

- Autostrada A4 începe din Paris, are un tronson comun cu A86, trece prin Marne-la-Vallée, Disneyland Paris, Reims, Châlons-en-Champagne, Metz, se apropie de granița cu Germania lângă Landul Saar, trece prin Haguenau și ajunge la Strasbourg.
- Inițial, N4 ar fi putut deveni A4, dar traseul său direct nu trecea prin Reims, Châlons-en-Champagne și Metz. Prin urmare, s-a decis construirea A4 pe un traseu propriu pentru a deservi aceste orașe.
- Este gestionată de Sanef.
- Dispune de 50 de ieșiri și intersectează 14 autostrăzi: de la Paris, A86, A104, A140, A26, A31, A314, A315, A320 și A35.
- Traversează 10 departamente: Val-de-Marne, Paris, Seine-Saint-Denis, Seine-et-Marne, Aisne, Marne, Meuse, Meurthe-et-Moselle, Moselle și Bas-Rhin.

    A5 - La Champenoise: Paris (Lieusaint) - Langres (A31)
- Lungime: 225 km

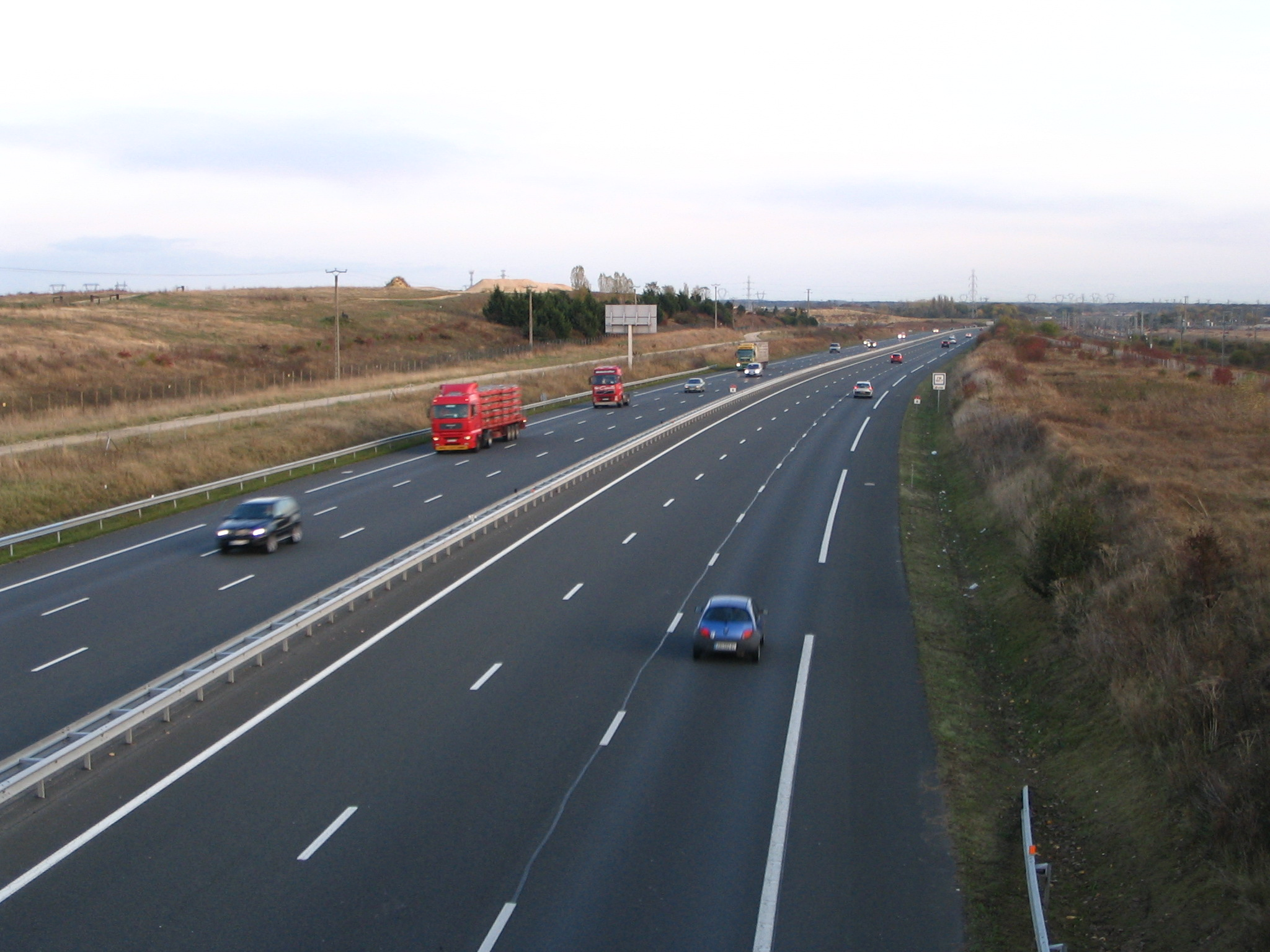
Autostrada A5

- Parcurs: A5a-A5b, Melun, Montereau-Fault-Yonne, Sens, Troyes, Colombey-les-Deux-Églises, Chaumont, Langres.
- Informații suplimentare: Ultimul tronson, între Troyes și Île-de-France, a fost finalizat în 1995. Se preconizează o prelungire spre Vesoul, Belfort (A36), Mulhouse și Elveția. Acest proiect ar fi implicat transformarea RN 19 în autostradă, dar această ipoteză a fost considerată neviabilă. Numărul A5 ar putea fi înlocuit de A319.
- Administrare: Este gestionată de APRR (Autoroutes Paris-Rhin-Rhône) și este pe bază de taxare între Montereau-sur-le-Jard și extremitatea sa (A31).
- Ieșiri: Are 24 de ieșiri și intersectează 3 autostrăzi: plecând de la Paris (A5a și A5b combinate), A19, A26 și A31.
- Departamente traversate: Essonne, Seine-et-Marne, Yonne, Aube și Haute-Marne.

    A6 - Autoroute du Soleil: Paris (Wissous) - Lyon (Limonest)
- Lungime: 445 kilometri[10]
- Parcurs: Évry-Courcouronnes, Fontainebleau, Nemours, Courtenay, Auxerre, Beaune, Chalon-sur-Saône, Mâcon, Villefranche-sur-Saône, Dardilly, Lyon (Șoseaua de centură Lyon, tunelul Fourvière, Gara Rutieră Perrache).
- Informații suplimentare: Prima parte a călătoriei către coastele mediteraneene, A6 a înlocuit N7 în acest rol. A6 a fost una dintre primele autostrăzi care pleacă din Paris. Inițial, lega Parisul de Fontainebleau (inclusiv tronsonul actualei N37 între Cély și Barbizon). La mijlocul anilor 1960, tronsonul următor a fost inaugurat cu fast de Georges Pompidou, extinzându-se până la Avallon. Traversarea Morvanului a fost finalizată la începutul anilor 1970, punând capăt calvarului sezonier de la Saulieu și Chagny și mitului N7.
- Administrare: Este gestionată de Autoroutes Paris-Rhin-Rhône (APRR). Deși traficul este intens, între Auxerre și Beaune, în traversarea Morvanului, autostrada este doar cu 2x2 benzi.
- Declasare: În 2017, la intrarea în Lyon, A6 a fost declasată. De la ieșirea 33 (Limonest) și până la conexiunea cu A7 (Perrache[n 4]), A6 a devenit M6 și nu mai este considerată autostradă.
- Ieșiri: Are 38 de ieșiri și intersectează 12 autostrăzi: pornind de la Paris (A6a și A6b combinate), A106, A86, A10, A126, A77, A19, A38, A31, A40, A406, A46, A466 și A89.
- Departamente traversate: Paris, Val-de-Marne, Hauts-de-Seine, Essonne, Seine-et-Marne, Loiret, Yonne, Côte-d'Or, Saône-et-Loire, Rhône și metropola Lyon.

A6a  A6a - Autoroute du Soleil: Paris (Porte d'Orléans) - Wissous
- Lungime: 10 kilometri
- Parcurs: Paris, Wissous
- Intersecții: Începând din Paris, A6a intersectează 3 autostrăzi: A6b, A106 și A10.

A6b   A6b - Autoroute du Soleil: Paris (Porte d'Italie) - Wissous
- Lungime: 10 kilometri
- Parcurs: Paris, Wissous
- Intersecții: Începând din Paris, A6a intersectează 4 autostrăzi: A6b, A86, A106 și A10.

    A7 - Autoroute du Soleil: Lyon (Pierre-Bénite) - Marsilia
- Lungime: 306 kilometri

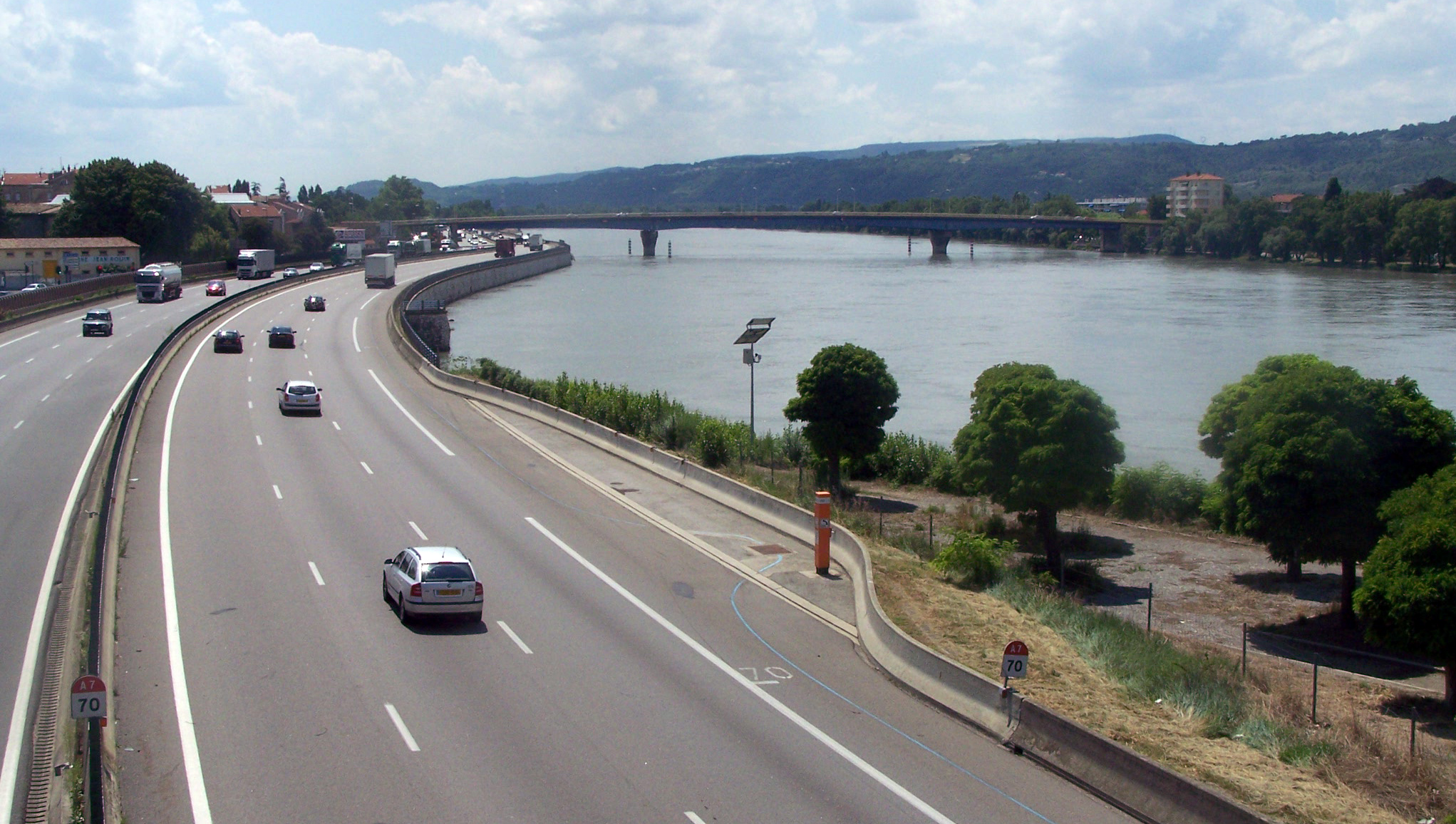
Autostrada A7 pe malul Ronului în Valence (Drôme).

- Parcurs: Lyon (Perrache[n 4], Șoseaua de centură Lyon Est), Givors, Chasse-sur-Rhône, Vienne, Chanas, Tournon-sur-Rhône, Valence, Livron-sur-Drôme, Loriol-sur-Drôme, Montélimar, Pierrelatte, Bollène, Orange, Châteauneuf-du-Pape, Sorgues, Avignon, Cavaillon, Salon-de-Provence, Aix-en-Provence, Vitrolles, Les Pennes-Mirabeau, Marsilia (cartierul Saint-Charles). A7 urmează cursul râului Rhône de la Lyon la Orange.
- Informații suplimentare: În primii ani, A7 se oprea la porțile orașului Vienne, deoarece terenul dificil îngreuna construcția unei centuri ocolitoare. Traversarea orașului era obligatorie și foarte lungă, mai ales vara, înainte de a continua pe autostradă. Acum există o variantă ocolitoare între cartierul Estressin din Vienne și Ampuis, care se alătură barierei de taxare Reventin-Vaugris. La Marsilia, o porțiune de 1 km din A7 a fost demolată, ajungând acum la nivelul Saint Lazare, unde ultimele sute de metri sunt dedicate mijloacelor de transport mai prietenoase cu mediul. Proiectul de extindere la 2x5 benzi a fost abandonat din cauza dificultăților tehnice și a impactului asupra mediului[11], iar populațiile din zona Rhône (în special în Drôme) s-au opus unor astfel de proiecte.
- Administrare: A7 este gestionată de ASF (Autoroutes du Sud de la France), o filială a grupului Vinci, și este cu taxare între Vienne și Salon-de-Provence. Autostrada este cunoscută pentru ambuteiajele masive de peste 200 km între Lyon și Orange în perioadele estivale, ceea ce deschide constant discuții despre o eventuală dublare a traseului.
- Declasare: În 2017, porțiunea inițială a autostrăzii A7, de la Perrache[n 4] până la ieșirea 4 și intersecția cu A450 (Pierre-Bénite), a fost declasată, devenind M7, similar cu porțiunea din A6 devenită M6, și nu mai este considerată autostradă.
- Ieșiri: Are 37 de ieșiri și intersectează 10 autostrăzi: pornind de la Lyon, A6, A450, A46, A47, A9, A54, A8, A55, A557 (accesibilă doar dinspre Lyon).
- Departamente traversate: metropola Lyon, Rhône, Isère, Drôme, Vaucluse și Bouches-du-Rhône.

   A8 - La Provençale: Coudoux (A7) - A10-Italia (Menton)
- Lungime: 224 km

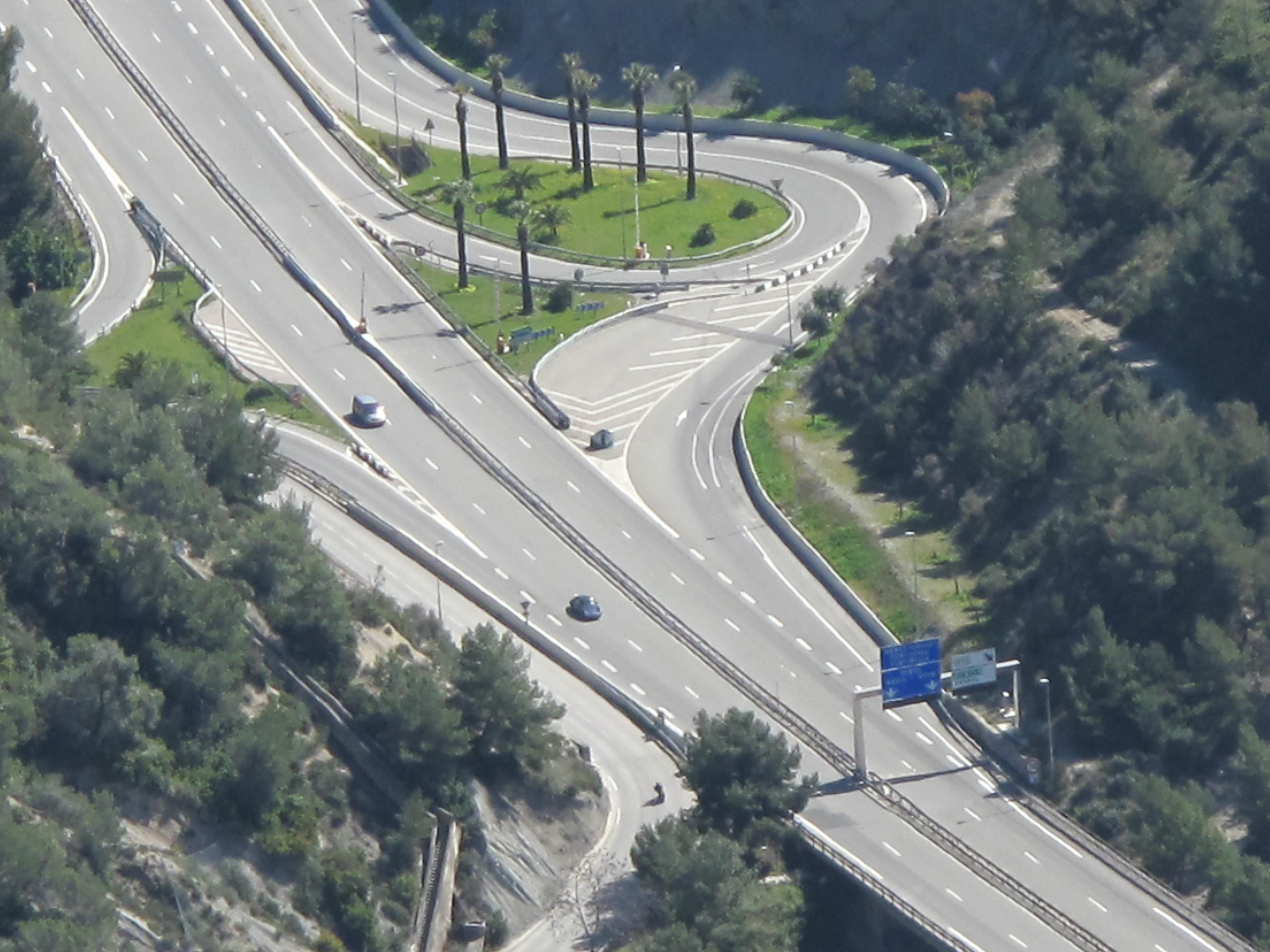
Ieșire spre Menton de pe autostrada A8, văzută din satul Sainte-Agnès, (Alpes-Maritimes).

- Traseu: A7, Coudoux, Aix-en-Provence, Saint-Maximin-la-Sainte-Baume, Brignoles, Le Muy, Fréjus, Cannes, Antibes, Cagnes-sur-Mer, Nisa, Monaco (pe A500), Menton, A10 la frontiera italiană.
- Aceasta a fost una dintre primele autostrăzi construite (sfârșitul anilor 1950) și concesionate. Proiectul de dublare a A8 a generat multă dezbatere din perspectiva terenului. Având în vedere caracteristicile, inclusiv numeroase poduri și tuneluri de construit, proiectul a fost abandonat din cauza costurilor ridicate[12].
- Este gestionată de Escota (Autoroutes Esterel-Côte d'Azur) de la Italia până la Aix-en-Provence și de ASF pe porțiunea cea mai vestică (Grupul Vinci Autoroutes). În jurul Nisei, A8 joacă rolul unei rute de ocolire parțiale în completarea drumului Pierre Mathis. A8 este cunoscută pentru aglomerațiile de pe secțiunea din nordul Nisei. A8 joacă rolul de ocolire periferică urbană. Secțiunea gestionează un trafic variat, atât local, regional, cât și internațional, având în vedere apropierea de Italia.
- Dispune de 59 de ieșiri și intersectează 5 autostrăzi: de la Coudoux, A7, A51, A52, A57, A500.
- Traversază 3 departamente: Bouches-du-Rhône, Var și Alpes-Maritimes.

   A9 - La Languedocienne apoi La Catalane de la Narbonne: Orange (A7) - AP-7 Spania (Le Perthus).
- Lungime: 280 km

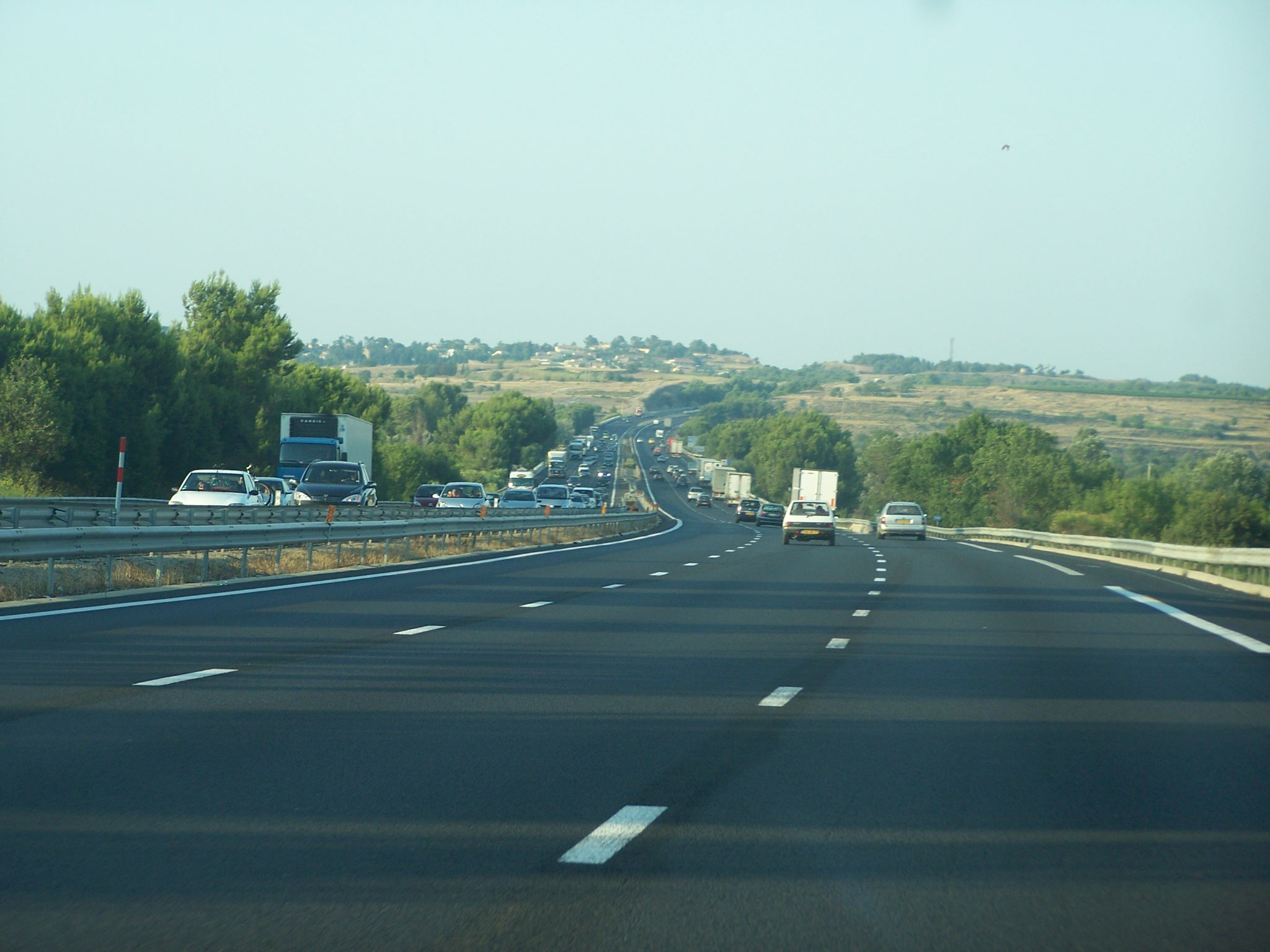
Autostrada A9

- Traseu: Orange, N580 (la Rhodanienne), Villeneuve-lès-Avignon, Avignon, Beaucaire și Tarascon, Nîmes, Lunel, Montpellier, Sète, Agde, Béziers, Narbonne, Port-la-Nouvelle, Perpignan, Le Perthus, AP-7 la frontiera spaniolă.
- Este administrată în totalitate de ASF. A9 face parte din continuarea logică a autostrăzii A7 pentru a deservi întregul arc languedocian. Este principalul ax de comunicare între Franța și Spania. Continuarea autostrăzii A9 este autostrada spaniolă AP-7, care duce la Barcelona.
- La sud de Montpellier, vechea A9 care trecea aproape de oraș a devenit A709 (secțiune gratuită cu 2×3 benzi și administrată de ASF) în martie 2017. Noua secțiune, la câteva sute de metri mai departe, este integrată în sistemul de taxare închis al A9 între Baillargues-Vendargues și Saint-Jean-de-Védas. Pe termen mediu, A9 va fi extinsă la 2×3 benzi pe aproape întregul traseu, din cauza creșterii explozive a traficului rutier spre Spania[13].
- Are 40 de ieșiri și intersectează 5 autostrăzi: începând din Spania, A61, A75, A709 (de două ori, centura Montpellier), A54 și A7.
- Traversează 5 departamente: Pyrénées-Orientales, Aude, Hérault, Gard și Vaucluse.

     A10 - L'Aquitaine: Wissous (A6a-A6b) - Bordeaux (Lormont), și secțiune a Rutei Estuarelor între Saintes și Bordeaux.
- Lungime: 557 kilometri

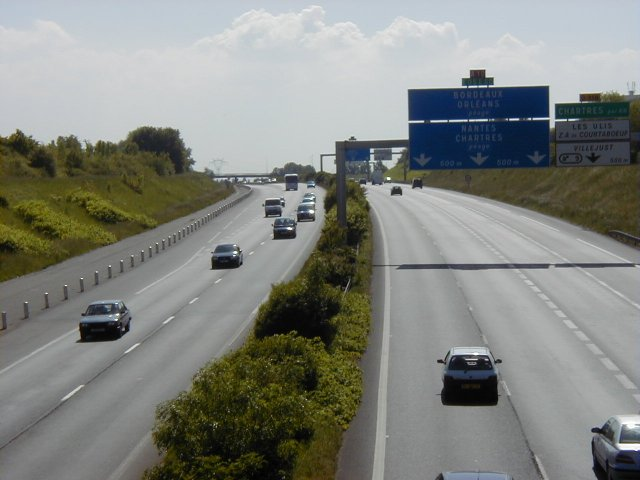
Autostrada A10 lângă Paris, la ieșirea nr. 9

- Este administrată de Cofiroute (grupul Vinci) de la racordarea sa la La Folie-Bessin (comuna Orsay), iar mai la sud de Poitiers de către Autoroutes du Sud de la France (ASF). Astfel, este cel mai lung ax autoroutier francez sub același număr. Leagă sudul aglomerației pariziene de prefectura regiunii Nouvelle-Aquitaine, trecând prin mai multe orașe din regiunile Centre-Val de Loire (Orléans, Blois, Tours) și din fosta regiune Poitou-Charentes (Châtellerault, Poitiers, Niort, Saintes). Pe tronsonul A11 - Orléans este testată banda de urgență continuă.
- La aproximativ doi kilometri de la separarea sa cu A11, A10 este traversată de bariera de taxare de la Saint-Arnoult-en-Yvelines (comuna Ponthévrard), care este cea mai mare din Europa (600 m lățime).
- Are 45 de ieșiri și intersectează 9 autostrăzi: pornind din Paris, A6, A126, A11, A19, A71, A28, A85, A83, A837 (accesibilă doar din Bordeaux) și A630.
- Traversează 11 departamente: Essonne, Hauts-de-Seine, Yvelines, Eure-et-Loir, Loiret, Loir-et-Cher, Indre-et-Loire, Vienne, Deux-Sèvres, Charente-Maritime și Gironde.

    A11 - L'Océane: Ponthévrard (A10) - Nantes.
- Lungă de 347 kilometri, autostrada este administrată de compania Cofiroute (grupul Vinci), cu excepția secțiunii dintre Le Mans și Angers (administrată de ASF).
- Traversează Chartres și Le Mans înainte de a se îndrepta spre sud-vest pentru a ajunge în valea Loarei.
- Deservește și ocolește orașul Angers pe la nord, apoi Nantes.
- Se termină exact în comuna La Chapelle-sur-Erdre.
- Are 27 de ieșiri și deservește 7 autostrăzi: pornind de la Ponthévrard, A10, A28, A81, A85, A87, A811 și A844.
- Traversează 5 departamente: Yvelines, Eure-et-Loir, Sarthe, Maine-et-Loire și Loire-Atlantique.

 A12: Bailly (A13) - Montigny-le-Bretonneux.
- Este compusă dintr-un scurt tronson de 8,8 km, inaugurat în 1950. Este administrată de DIR (Direction régionale et interdépartementale de l'Équipement et de l'Aménagement) Île-de-France.
- Are 3 ieșiri și intersectează o singură autostradă, A13.
- Traversează un singur departament: Yvelines.

    A13 - Autoroute de Normandie: Paris (Porte d'Auteuil) - Caen.

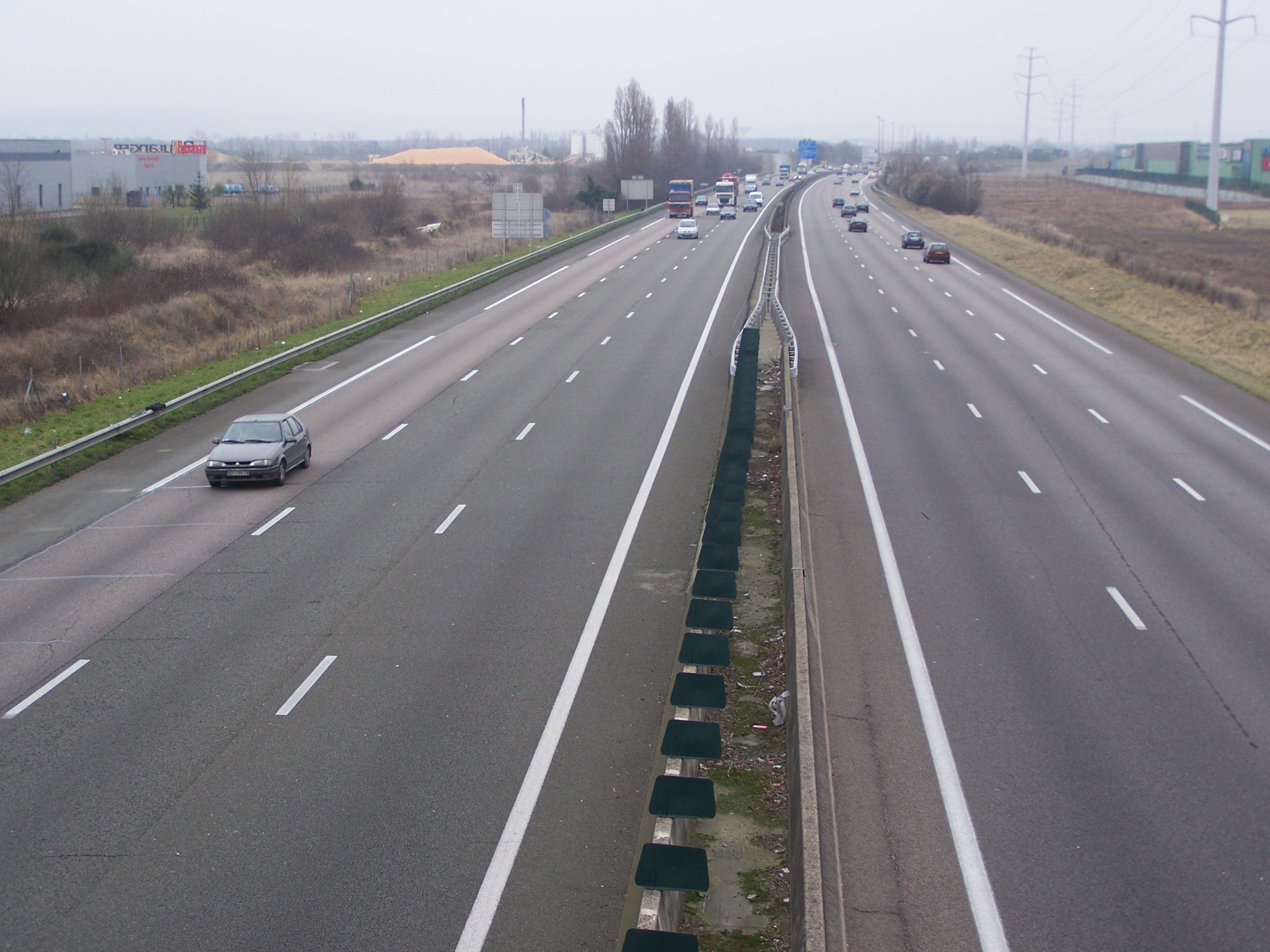
Autostrada A13 traversează Aubergenville (Yvelines).

- Lungă de 226 km, autostrada este administrată de Société des autoroutes Paris-Normandie (SAPN). De la vestul regiunii Île-de-France (Mantes-la-Jolie), traversează regiunea Normandia și deservește orașele Rouen și Caen pe malul stâng al Senei. Are un scurt tronson, A13a, care leagă A13 de Bonnières-sur-Seine. Acesta are o singură ieșire, accesibilă doar din autostrada A13, și măsoară 4 kilometri.
- Secțiunea „Saint-Cloud - Orgeval” ar fi trebuit să fie deschisă în jurul anului 1940 dacă nu ar fi avut loc al Doilea Război Mondial. În cele din urmă, a fost deschisă în 1946, ceea ce a necesitat reconstruirea Podului Saint-Cloud, unde autostrada se termina. În 1974, un viaduct de autostradă a legat bulevardul periferic de A13 prin tunelul Saint-Cloud, care a fost dublat în 1976.
- Autostrada are 32 de ieșiri și intersectează 10 autostrăzi: pornind din Paris, A86, A12, A14, A154, A139, A28, A131, A29, A132 și A813.
- Traversează 6 departamente: Paris, Hauts-de-Seine, Yvelines, Eure, Seine-Maritime și Calvados.

A13a A13a: Bonnières-sur-Seine - Rosny-sur-Seine (A13)
- Lungime: 4 kilometri
- Traseu: Bonnières-sur-Seine, Rosny-sur-Seine
- Este compusă dintr-un scurt tronson de 4 km, A13a, care leagă A13 de Bonnières-sur-Seine. Are o singură ieșire, accesibilă doar din autostrada A13.
- Intersectează o autostradă: A13
- Traversează un singur departament: Yvelines.

 A14: Paris (La Défense) - Orgeval (A13).
- Lungime: 21,7 km

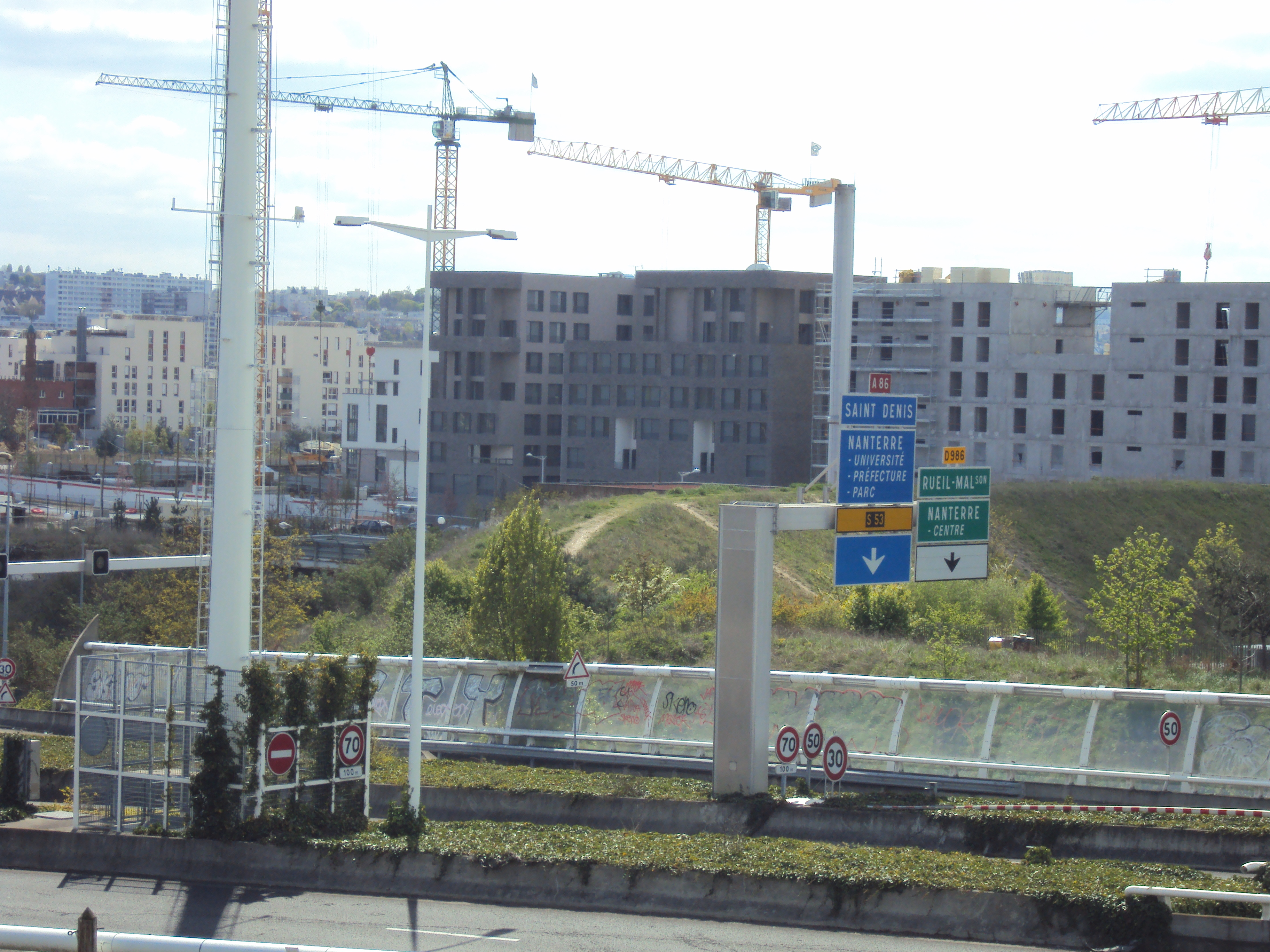
Autostrada A14 între Viaduct și tunelul din Nanterre.

- Autostrada este gratuită de la podul de Neuilly până la A86, dar este cu plată dincolo de aceasta, din cauza tunelurilor care trec sub pădurea Saint-Germain-en-Laye. Exploatarea secțiunii concesionate este încredințată la Société des autoroutes Paris-Normandie. Este un nou concept de autostradă cu taxare în zona urbană. Persoanele care practică carpooling (în franceză covoiturage) pot obține un badge care le permite să utilizeze autostrada gratuit.
- Are 7 ieșiri și intersectează 2 autostrăzi: pornind din Paris, A86 și A13.
- Traversează 2 departamente: Hauts-de-Seine și Yvelines.

 A15 - Gennevilliers (A86) - Cergy-Pontoise.
- Lungime: 26,6 km
- Este administrată de Direcția Drumurilor Île-de-France (DIRIF).
- Inițial, autostrada trebuia să ajungă la Rouen și apoi la Le Havre, urmând malul drept al Senei. Unele secțiuni din Normandia ale acestei autostrăzi au fost finalizate, cum ar fi Rouen - Yvetot (preluată de A150) și podul de Tancarville - Harfleur (preluată de A131).
- Are 13 ieșiri și intersectează 2 autostrăzi: pornind din Paris, A86 și A115.
- Traversează 2 departamente: Hauts-de-Seine și Val-d'Oise.

    A16 - L'Européenne: Montsoult - A18 Belgia (Ghyvelde).

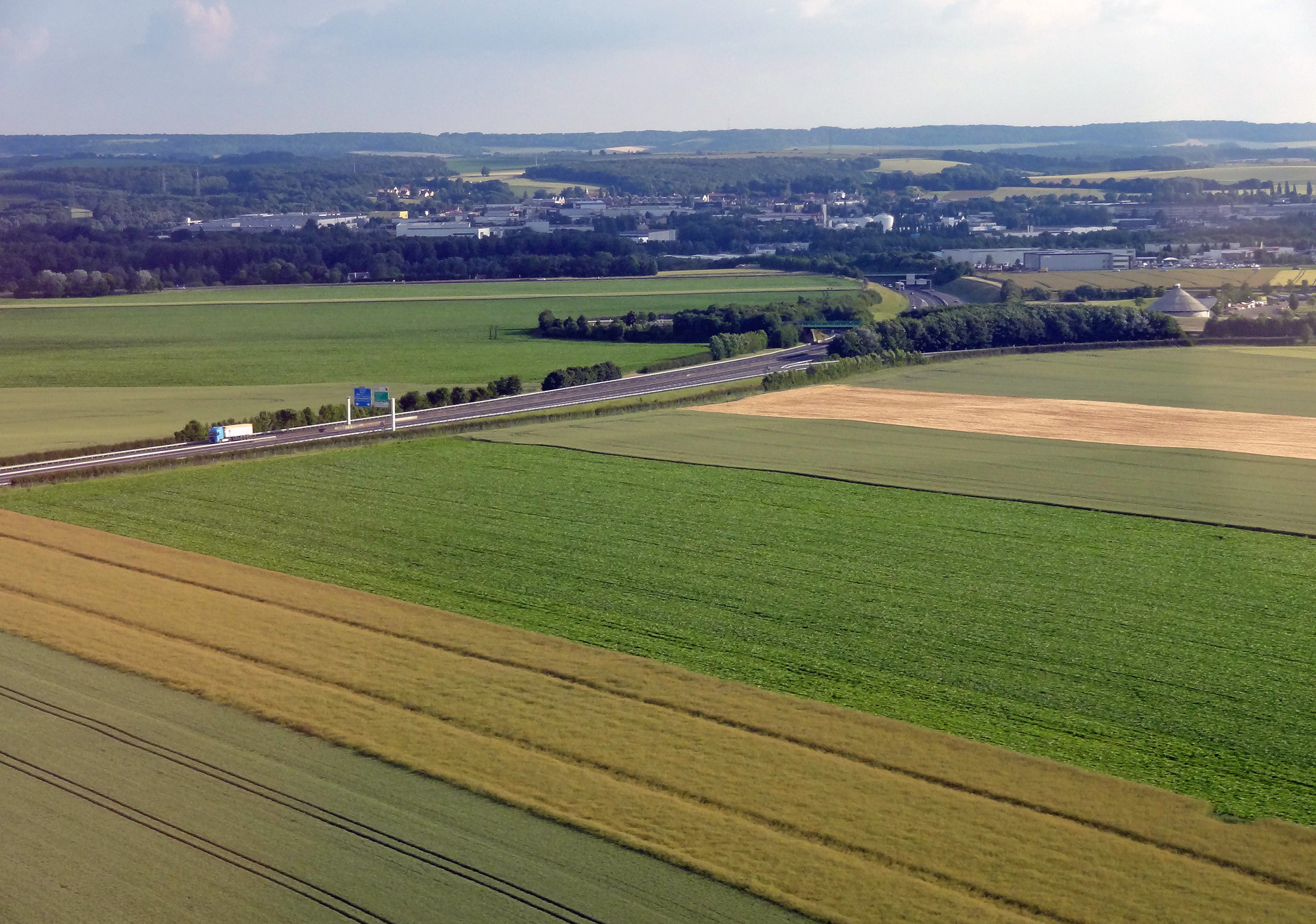
Autostrada A16 la Therdonne (Oise).

- Această autostradă constituie un tronson al Rutei Estuarelor[n 5] între Abbeville și frontieră[14].
- Lungime: 337 kilometri
- Traseu: Montsoult D 301/N104, L'Isle-Adam, Beauvais, Amiens, Abbeville, Boulogne-sur-Mer, Calais, Dunkerque, Ghyvelde, A18 la frontiera belgiană.
- Este administrată de SANEF de la L'Isle-Adam până la racordarea cu RN 1 până la Boulogne-sur-Mer. Dincolo de această secțiune, Direcția Interdepartamentală a Drumurilor din Nord se ocupă de gestionarea sa. Între Abbeville și Boulogne-sur-Mer, autostrada este adesea interzisă pentru caravane și camioane din cauza vântului puternic care suflă dinspre Canalul Mânecii.
- Autostrada are 56 de ieșiri și intersectează 4 autostrăzi: pornind din Montsoult, A29, A28, A26 și A216.
- Traversează 5 departamente: Val-d'Oise, Oise, Somme, Pas-de-Calais și Nord.

Autostrăzile A17 și A18 nu există
   A19 - L'Éco Autoroute: Sens (A5) - Artenay (A10)
- Lungime: 131 kilometri

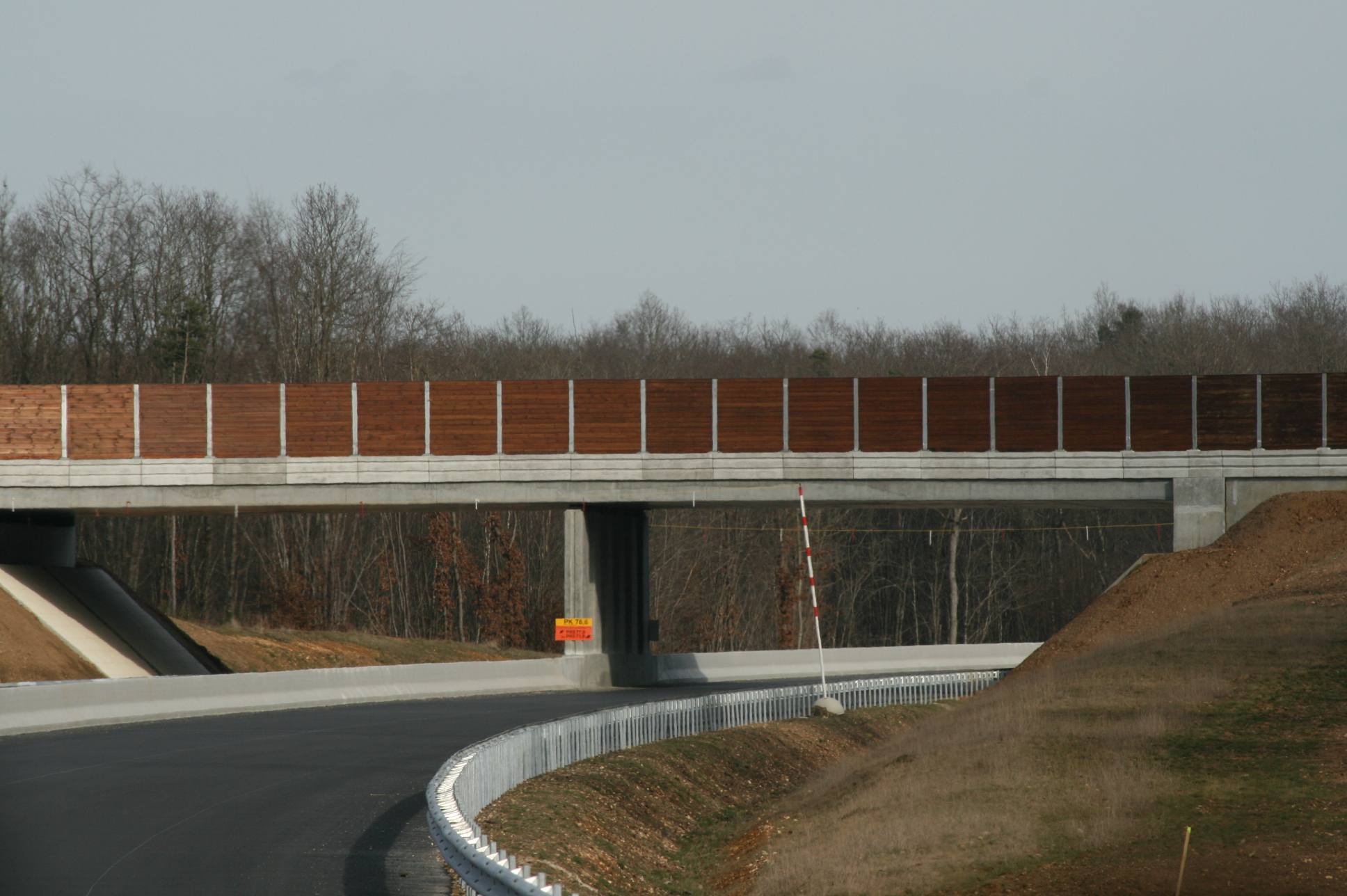
Autostrada A19 in constructie

- Autostrada A19 leagă A5 de A10 între Sens în departamentul Yonne și Artenay în departamentul Loiret. Face parte din planul marii centuri de ocolire a Parisului[n 6]. Prima secțiune, de 30 km, care leagă Sens de intersecția A19-A6 situată lângă Courtenay, a fost pusă în funcțiune în 1993, iar exploatarea este concesionată APRR.
- A doua secțiune, de 101 km, care leagă Courtenay de Artenay, a fost pusă în funcțiune pe 16 iunie 2009. Proiectarea, construcția și exploatarea au fost concesionate companiei Arcour, care a concesionat apoi exploatarea către compania Cofiroute.
- Numele Éco Autoroute a fost inspirat de lucrările specifice realizate pentru integrarea autostrăzii în mediu (integrare peisagistică, bazine de tratare a apelor de ploaie, treceri pentru animale sălbatice, ziduri anti-zgomot), ceea ce l-a determinat pe Dominique Bussereau, pe atunci secretar de stat pentru transporturi, să declare că „prin calitatea acestei integrări [...], A19 constituie un model spre care întreaga rețea autoroutieră ar trebui să tindă”[15].
- Autostrada are 7 ieșiri și intersectează 3 autostrăzi: pornind din Sens, A6, A77 și A10.
- Traversează 2 departamente: Yonne și Loiret.

## De la A20 la A29
Autostrăzile A2x sunt în principal situate în nordul Parisului (cu excepția autostrăzii A20 și a unei părți din A28). Autostrada A24 nu există.
   A20 - L'Occitane: Vierzon (A71) Montauban (A62).
- Autostrada A20 are o lungime de 428 km și preia o parte din vechea șosea cu două benzi pe sens, N20. În cadrul planului de dezvoltare al Masivului Central, autostrada este gratuită între Vierzon și Brive-la-Gaillarde. După această secțiune, administrarea este preluată de ASF până la nord de Montauban, unde autostrada devine din nou gratuită.
- A20 traversează partea vestică a Masivului Central, trecând prin orașele Châteauroux, Limoges, Brive-la-Gaillarde, Cahors și Montauban.
- Centura de ocolire Montauban folosește vechiul N20 și a fost recent adusă la standardele autostradale. Unul dintre aspectele unice ale autostrăzii A20 este faptul că nu se termină la A62; în schimb, există un nod complet între aceste două autostrăzi, iar A20 continuă pentru aproximativ 600 de metri înainte de a se încheia într-un sens giratoriu, dincolo de care vechea N20 continuă spre sud.
- Autostrada A20 este cunoscută pentru faptul că are cel mai mare număr de ieșiri din Franța aparținând unei singure autostrăzi: 68. Ea intersectează 3 autostrăzi: pornind din Vierzon, A71, A89 și A62.
- Autostrada traversează 7 departamente: Cher, Indre, Creuse, Haute-Vienne, Corrèze, Lot și Tarn-et-Garonne.

 A21 - Rocade minière: Bully-les-Mines - Douchy-les-Mines.

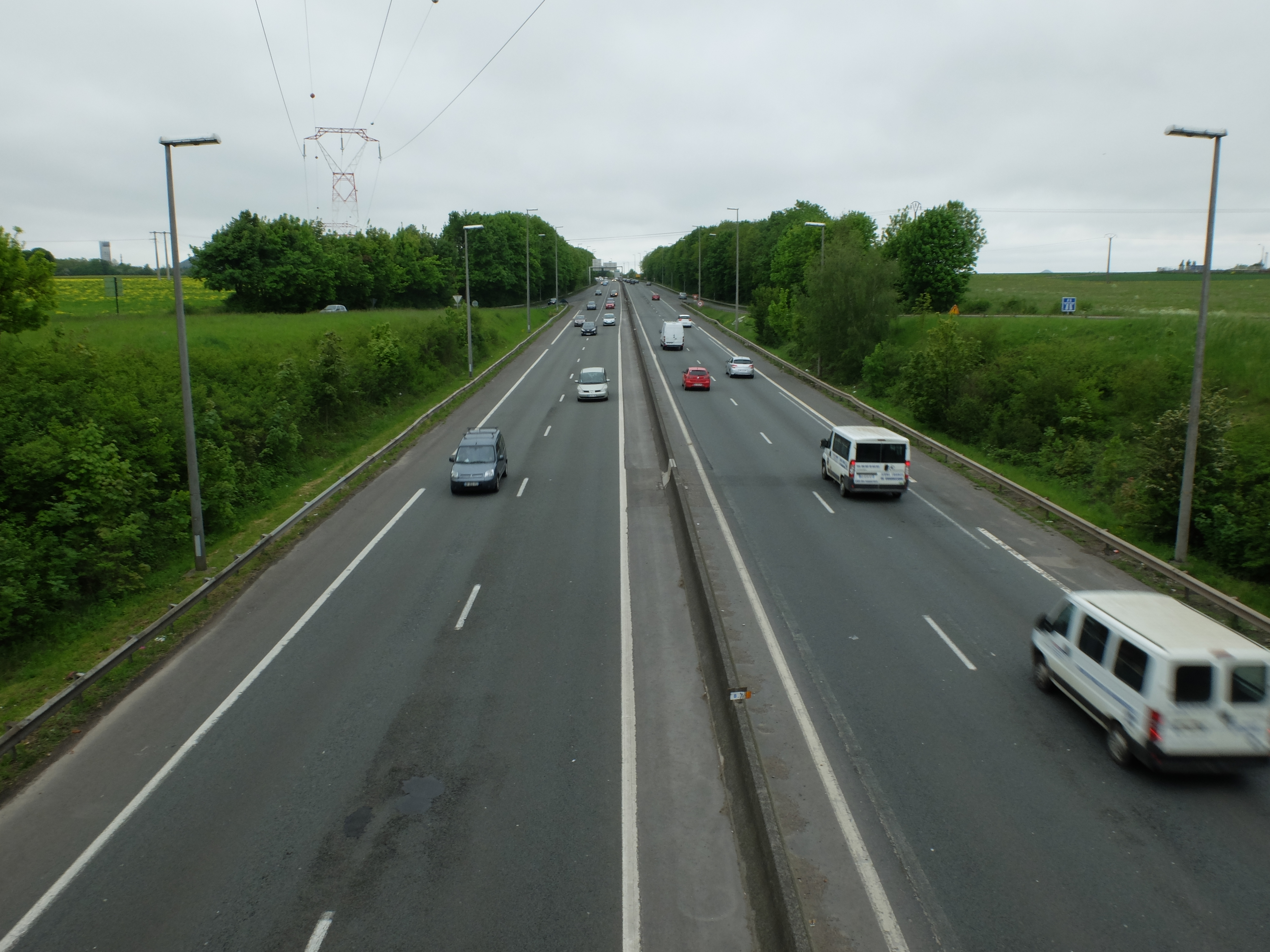
Vedere a autostrăzii A21 la Lens.

- Autostrada A21, cu o lungime de 58,9 km, leagă orașele Lens, Douai și Valenciennes și este complet gratuită. Este cunoscută pentru un viraj periculos, numit virajul Marais, care se află la intersecția cu A211 și este asociat cu un risc ridicat de accidente.
- Autostrada dispune de o prelungire, A211, care oferă acces direct în Lens-Liévin și face legătura cu N17 către Arras.
- A21 are un total de 33 ieșiri și intersectează 4 autostrăzi: începând din Bully-les-Mines, acestea sunt A26, A211, A1 și A2.
- În 2016, extremitatea vestică a autostrăzii a fost declasată la D301 pe o distanță de aproximativ 600 m, pentru a permite dublarea podului peste A26 de către Departamentul Pas-de-Calais. Ca urmare, punctul de plecare al autostrăzii s-a mutat din comuna Aix-Noulette în Bully-les-Mines[16].
- Autostrada A21 traversează două departamente: Pas-de-Calais și Nord.

  A22: (A1) (Ronchin) - A14 Belgia (Neuville-en-Ferrain).
- Autostrada A22 are o lungime de 15,8 kilometri și traversează nordul aglomerației Lille, trecând prin Mons-en-Barœul, Roubaix, Tourcoing și Neuville-en-Ferrain până la granița cu Belgia, unde continuă ca A14 belgiană. Un aspect unic al A22 este faptul că nu este conectată la restul rețelei de autostrăzi franceze.
- Extensia logică a A22 este N227, care are statut de drum expres. În viitor, acest drum ar putea fi recalificat pentru a deveni parte din A22, legând astfel sudul aglomerației lilloise de autostrăzile A1, A23 și A27.
- A22 are 10 ieșiri (deși numerotarea oficială indică 18, incluzând ieșirile de pe N227), dar nu intersectează nicio altă autostradă franceză. Totuși, la graniță, se leagă de continuarea logică, autostrada belgiană A14.
- Autostrada traversează un singur departament: Nord.

 A23: Villeneuve-d'Ascq - Valenciennes.
- Autostrada A23 are o lungime de 42,7 kilometri și începe în sudul metropolei Lille, la Lesquin, continuând până la Valenciennes. Este o autostradă gratuită.
- A23 traversează Parcul Natural Regional Scarpe-Escaut, oferind un peisaj natural în timpul călătoriei.
- Această autostradă are 9 ieșiri și intersectează 2 autostrăzi: A27 și A2.
- A23 traversează un singur departament: Nord.

A24 Proiectul de autostradă A24 a fost un plan vechi care prevedea conectarea orașului Amiens cu granița belgiană, trecând prin Lille. Această autostradă ar fi trebuit să faciliteze legătura între nordul Franței și Belgia. Totuși, din cauza diferitelor controverse și preocupări legate de mediu, proiectul a fost abandonat oficial în anul 2011. Astfel, autostrada A24 nu a fost niciodată construită și rămâne doar un proiect care nu a fost realizat.
  A25: Lille - Bergues.
- Autostrada A25 are o lungime de 62,7 kilometri și conectează partea nordică a departamentului Nord cu sudul metropolei Lille.
- Începând cu începutul lunii septembrie 2011, limita de viteză pe anumite secțiuni ale acestei autostrăzi a fost redusă. Între Englos (ieșirea 7) și Sequedin (ieșirea 6), limita de viteză a fost scăzută de la 110 km/h la 90 km/h. Între Englos (ieșirea 7) și Armentières (ieșirea 8), limita a fost redusă de la 130 km/h la 110 km/h.
- Din 2009, A25 a fost supusă unor lucrări majore de reabilitare a carosabilului. De asemenea, este planificată aducerea la standardele autostrăzii a drumului național RN225 între Bergues și Dunkerque, pe o distanță de aproximativ 10 kilometri.
- Autostrada A25 are 16 ieșiri și intersectează o altă autostradă, A1.
- Traversează un singur departament: Nord.

    A26 - Autoroute des Anglais: Calais - Troyes.

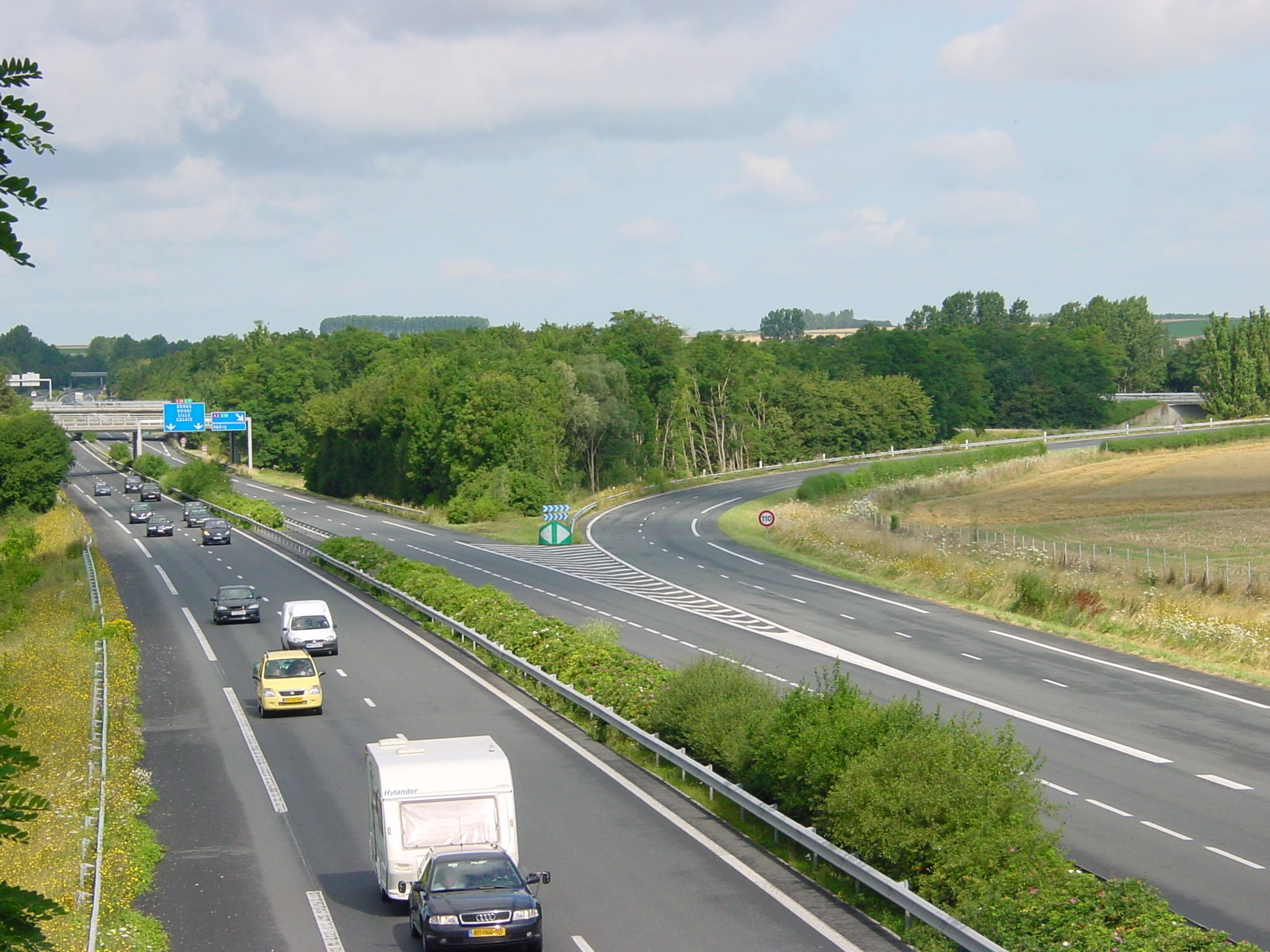
Autostrada A26 la intersecția cu A2, lângă Cambrai.

Autostrăzile A28, A29 și A26, segmente ale Marii centuri de ocolire a Parisului.

- Autostrada A26 are o lungime de 395 kilometri și este gestionată de Sanef, cu excepția ultimilor zece kilometri, care constituie centura de ocolire orașului Troyes și sunt gestionați de Autoroutes Paris-Rhin-Rhône. Între Reims și Châlons-en-Champagne, A26 împarte același tronson cu A4, care include centura de ocolire a orașului Reims; această secțiune comună păstrează denumirea de A4.
- Autostrada A26 oferă o legătură directă de la Calais pe coasta Mării Nordului către estul și sud-estul Franței, evitând zona aglomerată a Île-de-France. Traseul trece prin orașele Saint-Omer, Béthune, Liévin, Arras, Cambrai, Saint-Quentin, Laon, Reims, Châlons-en-Champagne și Troyes. Secțiunea dintre Saint-Quentin și Troyes face parte din Marea centură de ocolire a Parisului[n 6].
- Autostrada are 23 de ieșiri și intersectează 9 alte autostrăzi: A216, A16, A21, A1, A2, A29, A344, A4 și A5.
- A26 traversează 6 departamente: Pas-de-Calais, Nord, Somme, Aisne, Marne și Aube.

  A27: (Villeneuve-d'Ascq) - A8 Belgia (Camphin-en-Pévèle)
- Autostrada A27 are o lungime de 13,7 kilometri și leagă orașele Villeneuve-d'Ascq și Camphin-en-Pévèle până la granița cu Belgia. Aceasta face legătura între Lille și Bruxelles și face parte din Drumul european E42. La intrarea în Belgia, A27 devine A8 - E429.
- Autostrada are 3 ieșiri și intersectează 3 alte autostrăzi: A1, A23, și prelungirea sa belgiană A8.
- A27 traversează un singur departament: Nord.

    A28: Abbeville - Tours
- Autostrada, cu o lungime de 366,5 kilometri (inclusiv tronsonul comun cu A11, dar fără a include traversarea orașului Rouen), face legătura între Abbeville și Tours prin Rouen, Alençon și Le Mans.
- Particularitatea acestei autostrăzi este că este împărțită în două, deoarece traversarea orașului Rouen nu este o autostradă.
- Secțiunea Rouen – Alençon este concesionată companiei Alis. Secțiunea Alençon – Tours este concesionată companiei Cofiroute. În această secțiune, A28 are un tronson comun cu A11 în Le Mans.
- Între Neufchâtel-en-Bray și Tours, autostrada face parte din Marea centură de ocolire a Parisului[n 6].
- Între Abbeville și Saint-Saëns, face parte din Ruta Estuarelor[n 5].
- Ea traversează 7 departamente: Somme, Seine-Maritime, Eure, Calvados, Orne, Sarthe și Indre-et-Loire.
- Autostrada are 27 de ieșiri și intersectează sau se unește cu 6 alte autostrăzi, și anume, de la nord la sud: A16, A29, A13, A88, A11, A10.

   A29: A13 (Beuzeville) - Saint-Quentin.

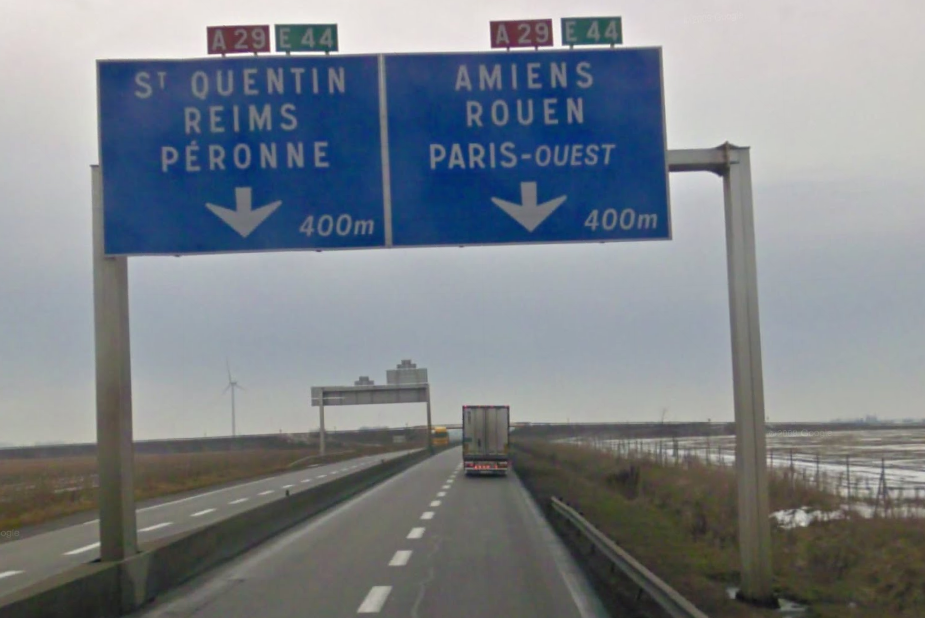
Autostrada A29

- Având o lungime de 183 de kilometri, autostrada A29 este împărțită în trei secțiuni distincte: de la A13 la Beuzeville până la A28 la Saint-Saëns, apoi de la A28 la Ménonval până la A16 (intersecția Amiens-Ouest), și de la A16 (intersecția Amiens-Sud) până la A26 la Saint-Quentin. Ea trece peste Podul Normandiei.
- Autostrada este concesionată companiei SAPN la vest de A28 și companiei Sanef la est de A28.
- De la Saint-Saëns la Beuzeville, face parte din Ruta Estuarelor[n 5].
- A29 are 57 de ieșiri și intersectează sau se unește cu 8 alte autostrăzi, și anume, de la est la vest: A26, A1, A16, A28, A151, A150, A131 și A13.
- Autostrada traversează 4 departamente, în ordine de la est la vest: Aisne, Somme, Seine-Maritime și Calvados.

## De la A30 la A39
Autostrăzile A3x sunt situate în nord-estul Franței.
   A30 - Autoroute de la Vallée de la Fensch: Uckange - Aumetz/Crusnes.
- Tronsonul de autostradă gratuit, cu o lungime de 29,8 kilometri, este gestionat de DIR (Direction interdépartementale des Routes) Est.
- Acesta este prelungit în Meurthe-et-Moselle de drumul național N52, care duce către Longwy și granița cu Belgia.
- Tronsonul este accesibil de pe autostrada A31 doar din direcția Metz-Luxemburg.
- Are 8 ieșiri și intersectează o autostradă, A31.
- Traversează 2 departamente: Moselle și Meurthe-et-Moselle.

       A31 - Autoroute Lorraine-Bourgogne: (Beaune) - A3 Luxemburg (Zoufftgen).

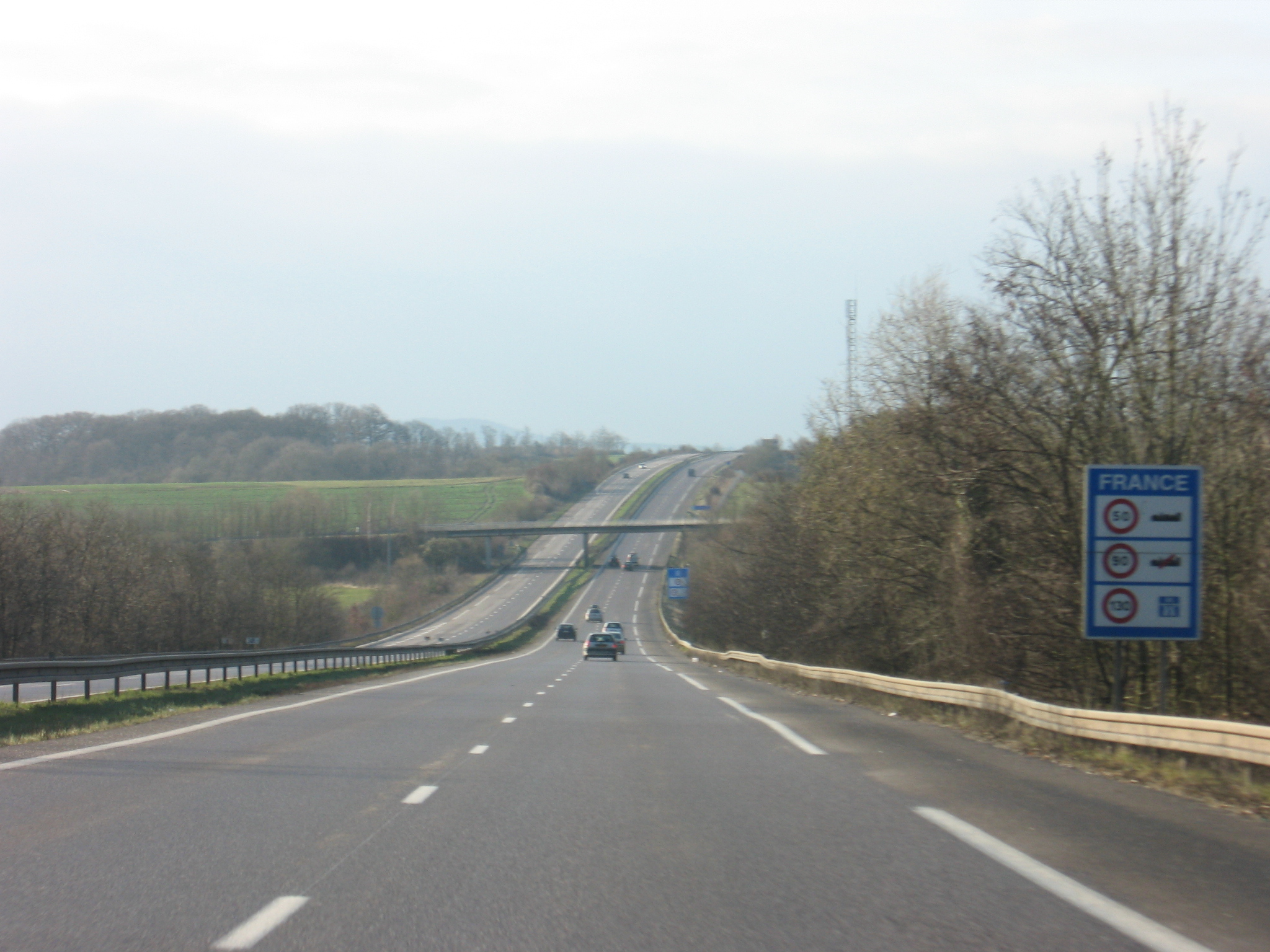
Începutul A31 la granița cu Luxemburg.

- Cu o lungime de 350 de kilometri, autostrada este gestionată de APRR între Beaune și Gye (232 km), iar de la Gye la Zoufftgen este administrată de Direcția Interdepartamentală a Drumurilor Est.
- Traseul său include localitățile Beaune, Dijon, Langres, Toul/Nancy, Pont-à-Mousson, Metz, Thionville și Zoufftgen, până la granița cu Luxemburgul (A3).
- Autostrada leagă văile Ron și Saône de Dijon, Langres și Lorena (Toul, Nancy, Metz, Thionville), ajungând la granița cu Luxemburgul pentru a forma legătura rutieră dintre Dijon și Bruxelles. Totuși, aceasta este concurată de la punerea în funcțiune a autostrăzilor A34 și A304, care oferă un traseu mai scurt, dar mai costisitor spre Bruxelles.
- Autostrada are 44 de ieșiri și intersectează 8 alte autostrăzi: pornind din Luxemburg, A30, A4, A33, A5, A39, A311, A36 și A6.
- Ea traversează 5 departamente: Moselle, Meurthe-et-Moselle, Vosges, Haute-Marne și Côte-d'Or.

 Fostul nume al autostrăzii A320 la Forbach.
  A33: Nancy-Hudiviller - Lunéville.
- Autostrada măsoară 27,1 kilometri și este complet gratuită.
- Această autostradă făcea parte din drumul național 4 înainte de a fi adusă la standardele autostrăzilor.
- Ea permite legătura între Nancy-vest, Nancy-sud și Lunéville.
- Continuarea sa este drumul național N4, în direcția Strasbourg și Baccarat.
- Are 7 ieșiri și intersectează 2 autostrăzi, începând de la Lunéville: A330 și A31.
- Traversează un singur departament: Meurthe-et-Moselle.

    A34 - L'Ardennaise: Reims - Sedan.

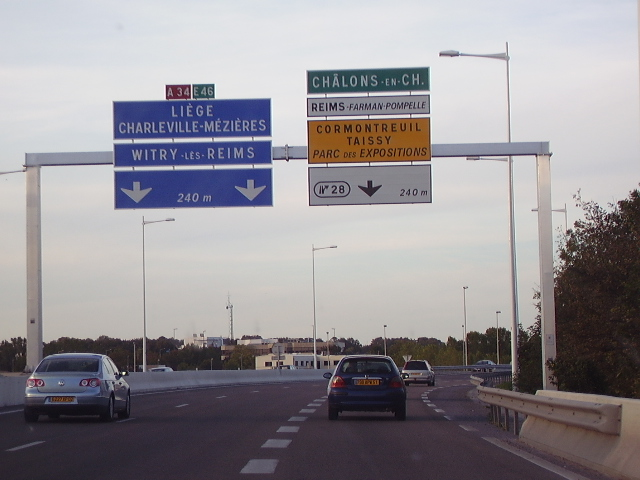
Autostrada A34 la est de Reims (Marne).

- Autostrada măsoară 89,9 kilometri (fără tronsonul N51 între Tagnon și Rethel) și este complet gratuită.
- Are 29 de ieșiri și intersectează 3 autostrăzi: începând de la Sedan, A304, A344 și A4.
- Traversează două departamente: Ardennes și Marne.

   A35 - Autoroute des Cigognes sau L'Alsacienne: A3 Elveția (Saint-Louis) - Bundesautobahn 65 Germania (Lauterbourg).

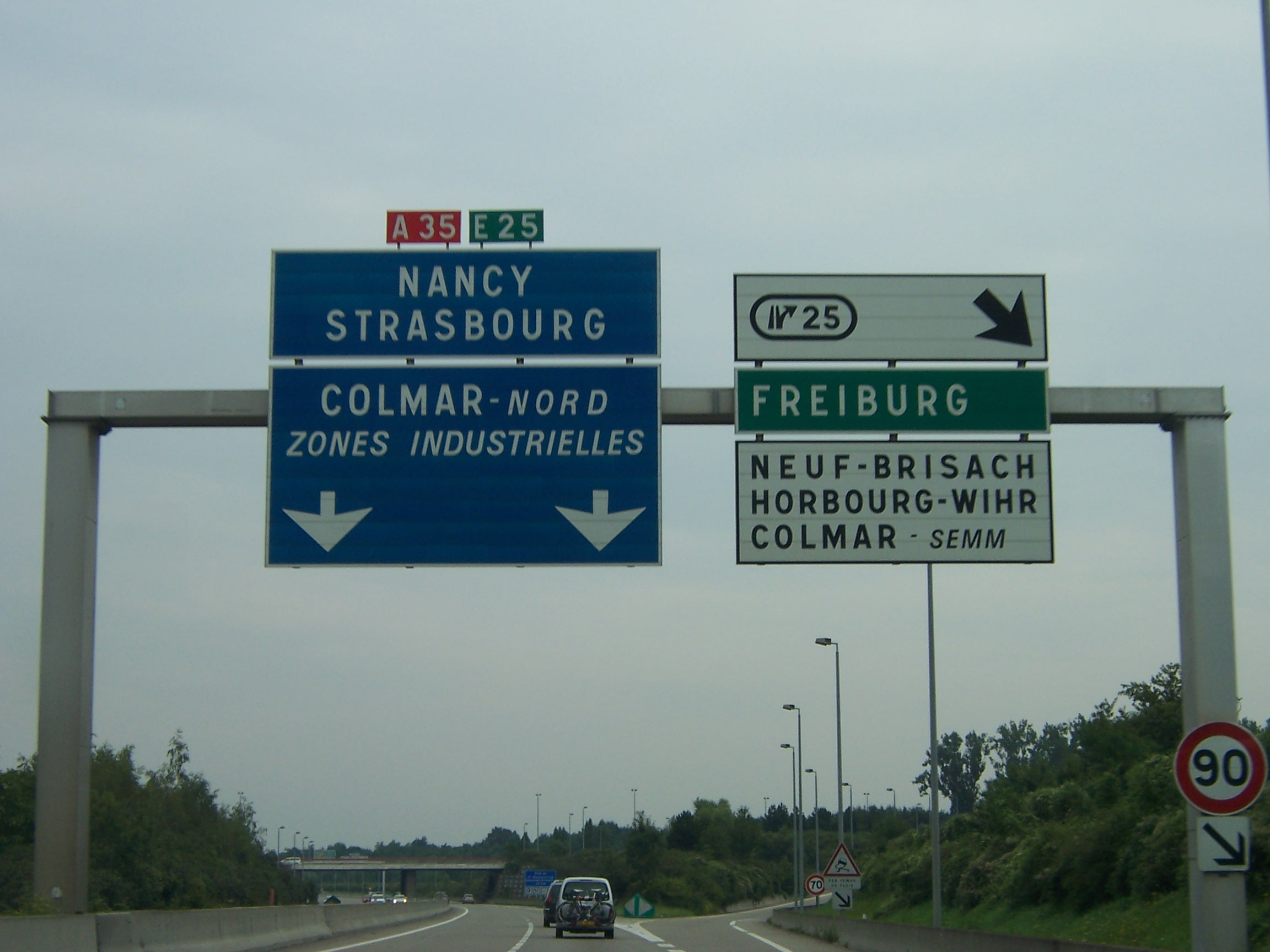
Autostrada A35

- Traseul autostrăzii trece de la granița cu Elveția, la Saint-Louis, prin Mulhouse, Colmar, Sélestat și Strasbourg, până la Lauterbourg, la granița cu Germania, acoperind sudul și nordul Alsaciei.

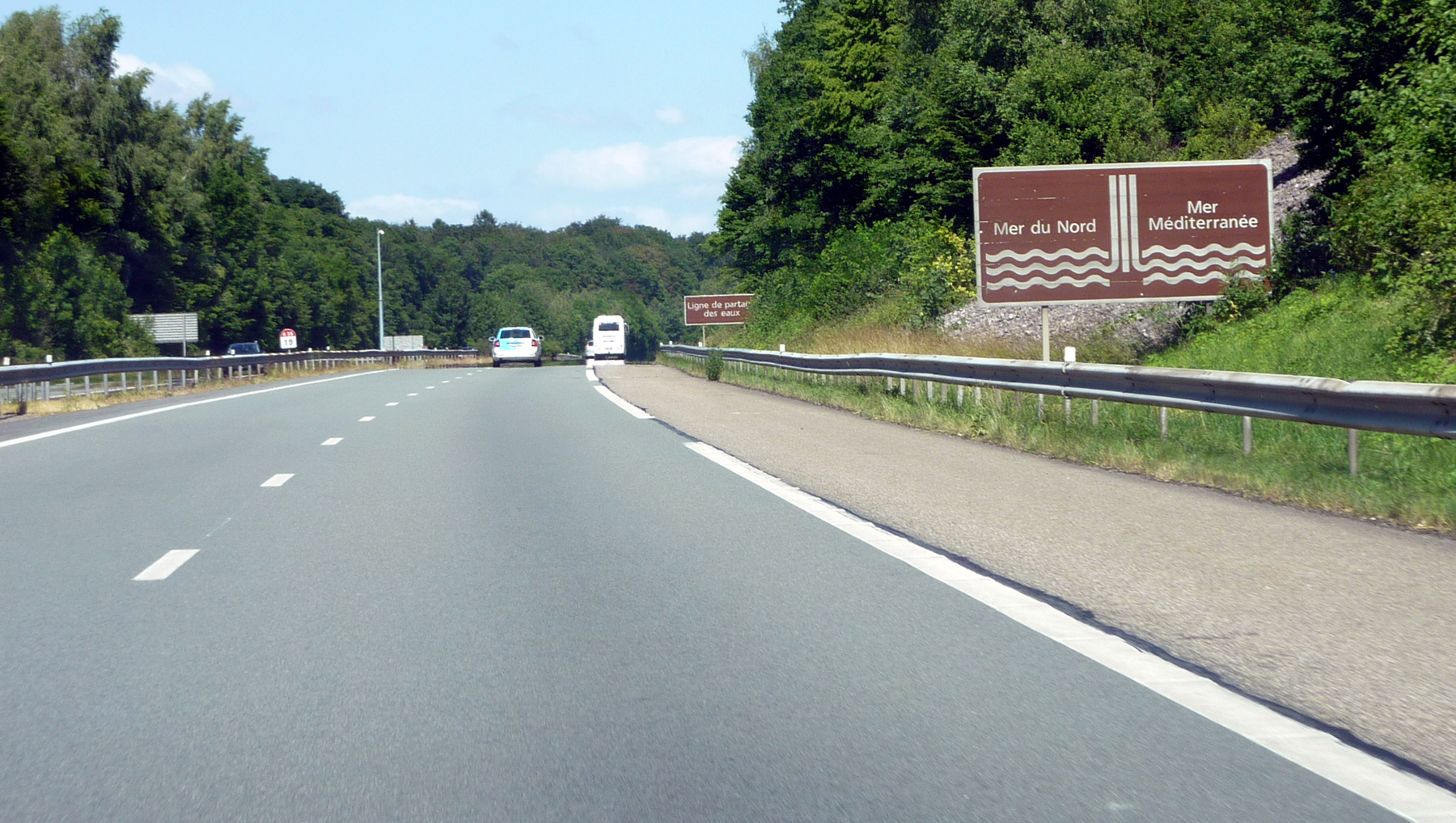
Autostrada A36.

- Autostrada are o lungime de 172 de kilometri și este gratuită (gestionată de Colectivitatea Europeană a Alsaciei din 2021).
- Secțiunea care traversează Eurometropola Strasbourg a fost redenumită M35 din 2021.
- După introducerea sistemului de taxare electronică pentru camioane în Germania, traficul pe această autostradă a crescut considerabil.
- Se discută introducerea unui sistem similar pentru camioane în Alsacia.
- Există un proiect de modernizare la standarde de autostradă a tronsonului dintre Sélestat-sud și Colmar, care aparține de D83 (fostul N83).
- Autostrada are 54 de ieșiri și intersectează 6 autostrăzi: începând de la Saint-Louis, A36, A352, A355 și A4.
- Traversează două departamente: Bas-Rhin și Haut-Rhin.

   A36 - La Comtoise: Ladoix-Serrigny - Bundesautobahn 5 Germania (Ottmarsheim).
- Autostrada are o lungime de 237 de kilometri și este administrată de APRR.
- Traseul său trece prin Ladoix-Serrigny, Dole, Besançon, Montbéliard, Belfort, și Mulhouse, continuând până la granița cu Germania, la Ottmarsheim, unde se conectează cu autostrada germană Bundesautobahn 5.
- Deservește în principal regiunea Franche-Comté, trecând aproape de orașele principale Dole, Besançon, Montbéliard și Belfort. După aceea, A36 traversează sudul Alsaciei, ajungând la Mulhouse. În 2017, a fost extinsă la 2 × 3 benzi în apropiere de Mulhouse, servind drept centură nordică a orașului, și între Belfort și Montbéliard, ca autostradă urbană. Continuă spre est, traversând Rinul pentru a se conecta cu Bundesautobahn 5 germană la 35 km sud de Freiburg im Breisgau. Este gratuită în zona urbană Belfort-Montbéliard și în partea sa alsaciană.
- Autostrada are 24 de ieșiri și intersectează 3 autostrăzi: începând de la Dijon, A31, A39 și A35.
- Traversează 5 departamente: Côte-d'Or, Jura, Doubs, Territoire de Belfort și Haut-Rhin.

 vechea autostrada.
 A38 - La Côte-d’Orienne: Pouilly-en-Auxois - Dijon.

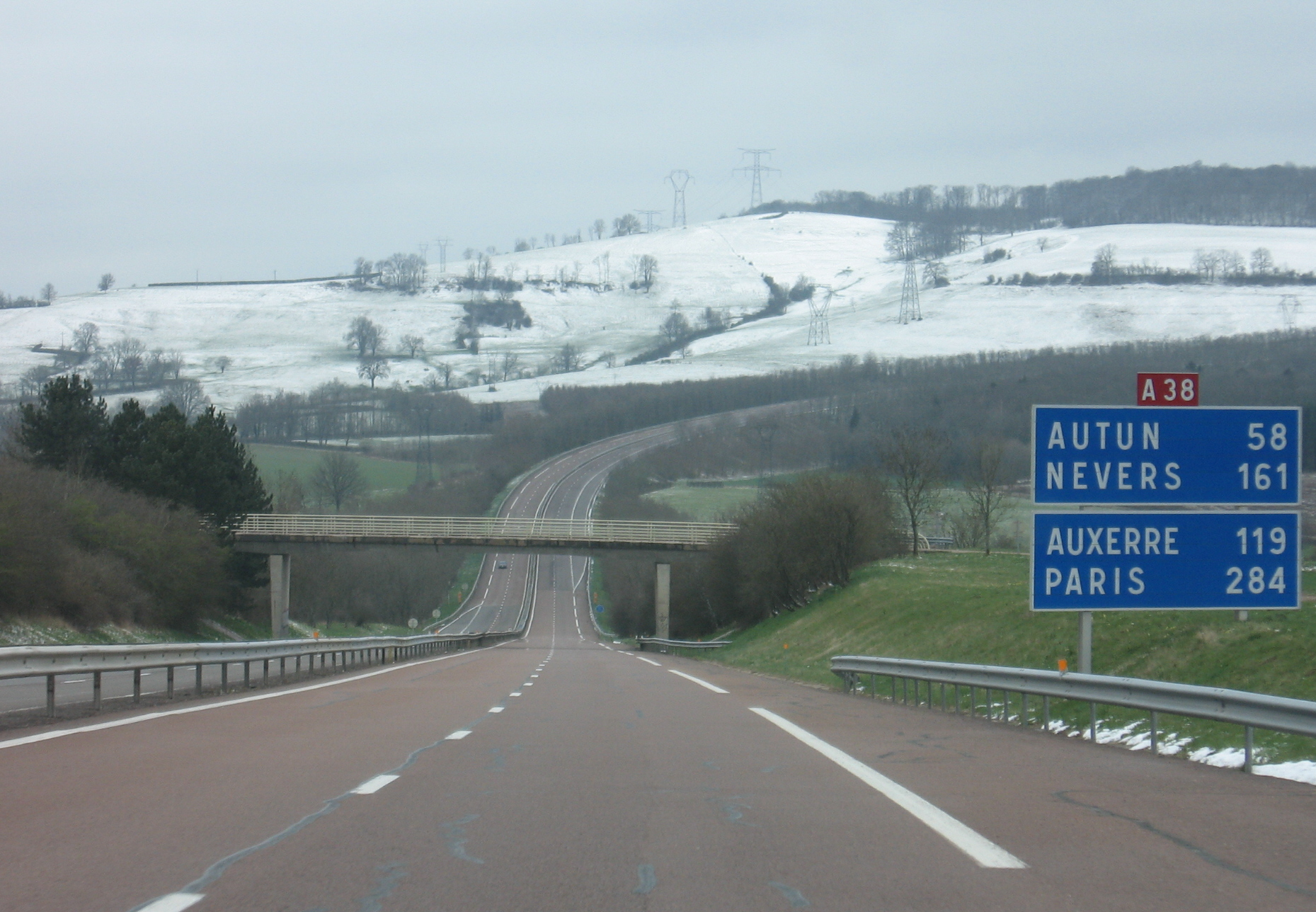
Autostrada A38

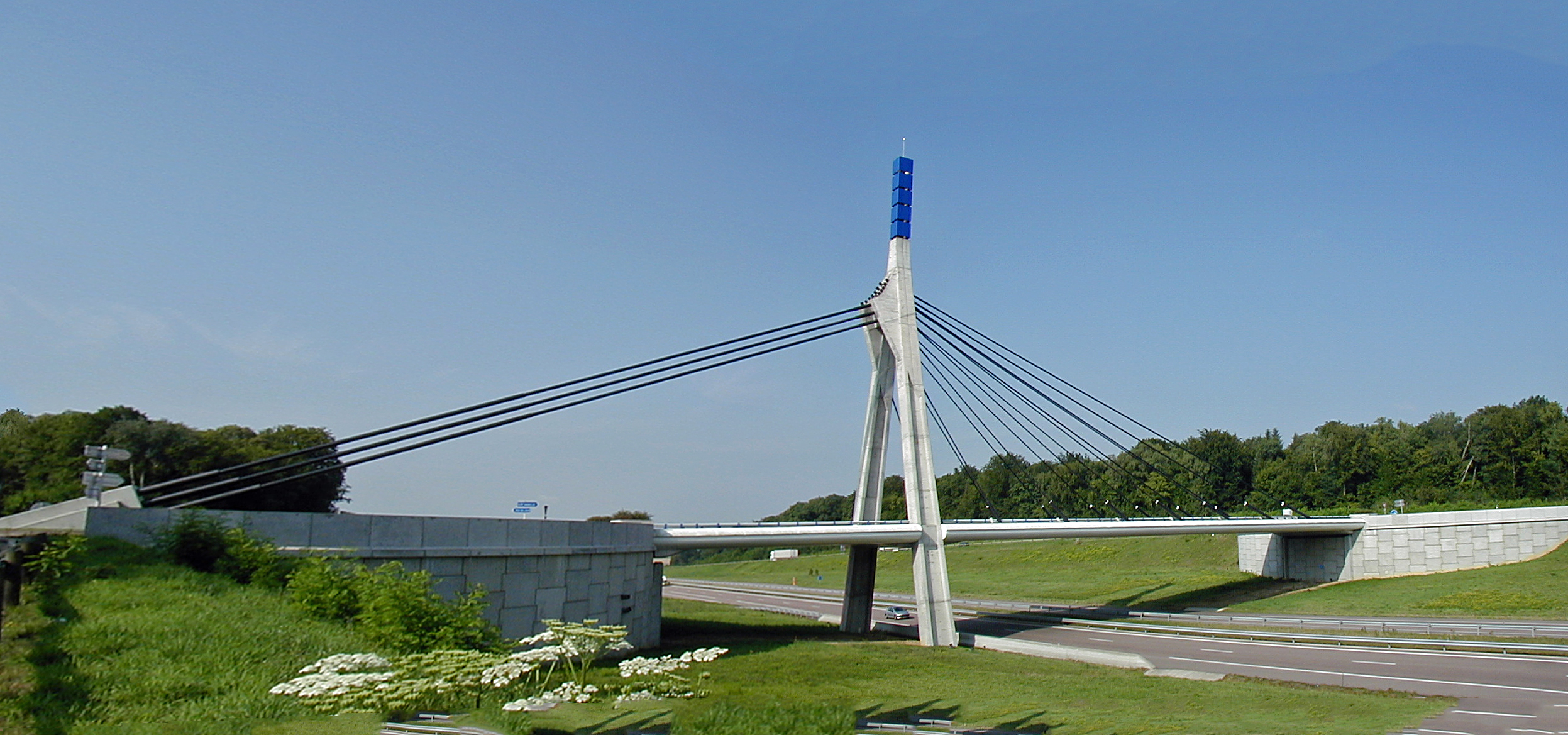
Autostrada A39.

- Această autostradă, cu o lungime de 37,3 km, denumită H6 la momentul construcției, permite o legătură mai directă între Dijon și Île-de-France, trecând prin A6.
- Administrată de DIR Centre-Est, este gratuită.
- Are 11 ieșiri și intersectează o singură autostradă: A6.
- Traversează un singur departament: Côte-d'Or.

 A39 - Autoroute Verte sau La Bressane : Dijon-Est - Bourg-en-Bresse.
- Această autostradă, cu o lungime de 145 km, este administrată de APRR.
- Conectând direct Dijon de Dole (A36), autostrada deschide accesul către departamentul Jura, trecând prin prefectura sa, Lons-le-Saunier. Astfel, leagă acest departament de cele trei prefecturi regionale (Besançon, Dijon și Lyon, via Bourg-en-Bresse) și ajută la decongestionarea A6 pentru traficul care se îndreaptă spre Italia și stațiunile de iarnă din Haute-Savoie.
- Deși are 2 × 2 benzi, este pregătită să fie extinsă la 2 × 3 benzi între A36 și A40 dacă traficul o va cere.
- Autostrada are 10 ieșiri și intersectează 3 autostrăzi: începând de la Dijon, A31, A36 și A40.
- Traversează 4 departamente: Côte-d'Or, Jura, Saône-et-Loire și Ain.

## De la A40 la A49

Autostrăzile de la A40 până la A49.

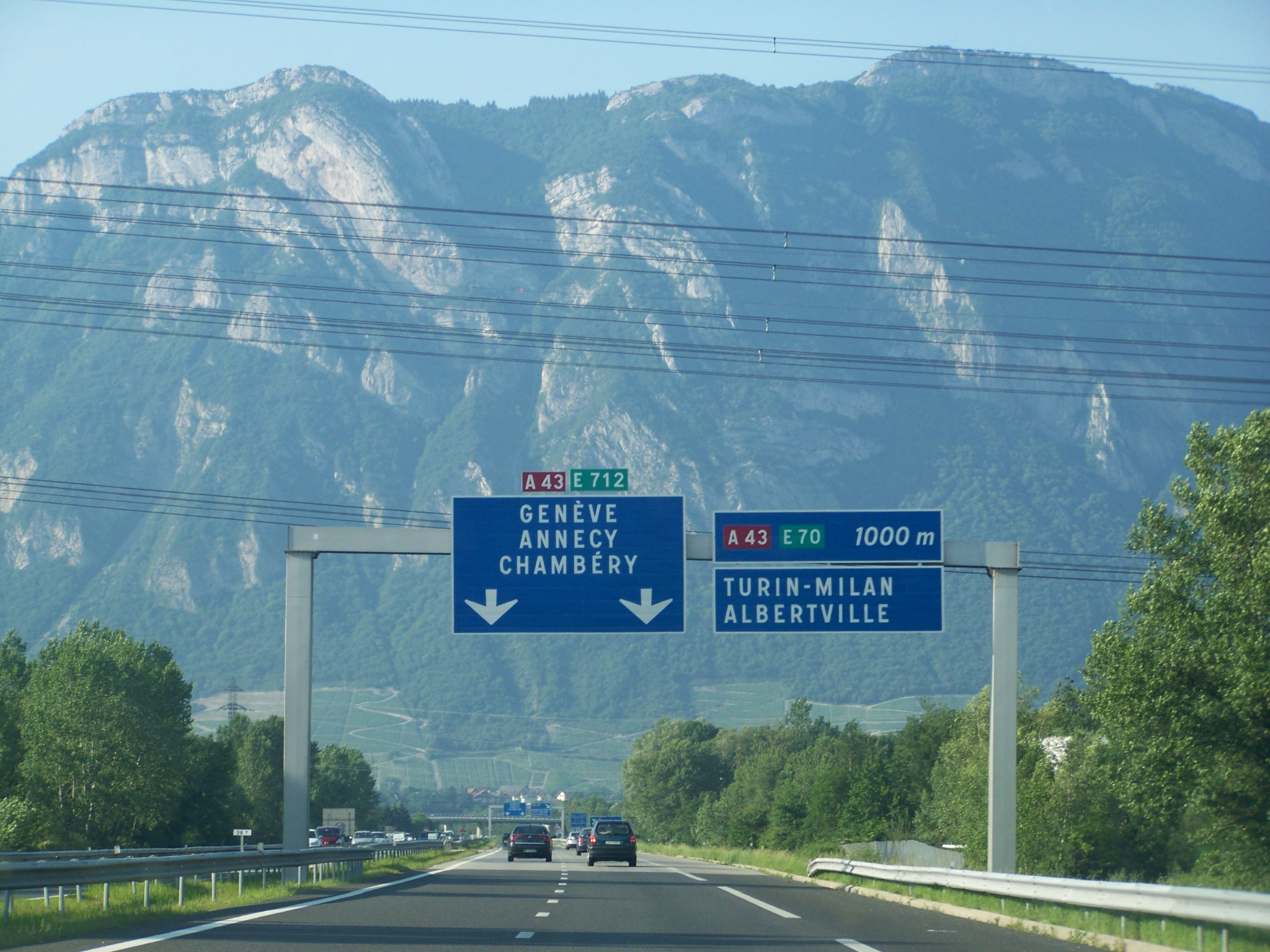
Legătura dintre A41 și A43 la Montmélian la sud de Chambéry.

Infrastructura autostrăzilor în zona metropolitană Lyon.

Toate autostrăzile A4x sunt concentrate în regiunea Rhône-Alpes, iar majoritatea dintre ele sunt concesionate companiei AREA, cu o mică parte a A40 situată în Bourgogne-Franche-Comté.
    A40 - Autoroute des Titans apoi Autoroute Blanche: Mâcon - Tunelul Mont Blanc
- Autostrada A40, cu o lungime de 207 km, deservește Bourg-en-Bresse și trece la sud de orașul elvețian Geneva. Înainte de a ajunge la Tunelul Mont Blanc, urmează Vallée de l'Arve.
- Numele său provine de la numeroasele viaducte și tuneluri care o punctează între Bourg-en-Bresse și Geneva.
- Autostrada A40 se leagă de A6 la nivelul intersecției Mâcon-Nord. Între Mâcon și Bellegarde-sur-Valserine, autostrada este concesionată de APRR și este cunoscută sub numele de „autostrada titanilor”. De la Bellegarde până la Passy, este concesionată de ATMB (Autoroutes et tunnel du Mont-Blanc) și se numește „autostrada albă”.
- Autostrada A406 deservește sudul aglomerației mâconnaise și leagă A40 de RCEA[n 7] (N79) în direcția Moulins.
- Autostrada A40 are 31 de ieșiri și intersectează 8 autostrăzi: începând de la Mâcon, A6, A406, A39, A42, A404, A41, A411 și A410.
- Traversează 3 departamente: Saône-et-Loire, Ain și Haute-Savoie.

   A41 - L'Alpine: Geneva - Grenoble.
- Autostrada A41 măsoară 112,6 kilometri (fără tronsonul comun cu A43).
- Începând de la granița cu Elveția, traversează nordul fostei regiuni Rhône-Alpes, trecând prin cele două prefecturi ale Savoiei: Annecy și Chambéry.
- Este legată de drumul național 201 și A43 între Chambéry Nord și Montmélian.
- Autostrada A41 este concesionată de autoritățile AREA, gestionate de SAPRR după fuziunea din 2006, când Eiffage a preluat compania.
- Ultimul tronson al autostrăzii, între Geneva și Allonzier-la-Caille, a fost deschis sub numele de LIANE (Liaison Annecy-Nord Express) pe 22 decembrie 2008. Acest lucru a dus la modificarea intersecției de la Saint-Julien-en-Genevois și la reclasarea tronsonului Allonzier-la-Caille/La Roche-sur-Foron în autostrada A410.
- Autostrada A41 are 28 de ieșiri și intersectează 3 autostrăzi: începând de la Grenoble, A43, A410 și A40.
- Traversează 3 departamente: Isère, Savoie și Haute-Savoie.

   A42: Lyon - Pont-d'Ain
- Autostrada A42, pusă în funcțiune definitiv în 1987, leagă Villeurbanne - La Croix-Luizet de Pont-d'Ain și de autostrăzile A40 și A39, direcționând traficul spre Geneva/Chamonix-Mont-Blanc și Mulhouse.
- Cu o lungime de 54 de kilometri, aceasta deservește Ambérieu-en-Bugey și orașele din zona Côtière[n 8], fiind concesionată de APRR.
- Autostrada A42 permite locuitorilor din departamentul Ain să acceseze Aeroportul Lyon–Saint Exupéry, datorită conexiunii cu autostrada A432 la La Boisse.
- Are 9 ieșiri și intersectează 3 autostrăzi: pornind de la Pont-d'Ain, A40, A432 și A46.
- Traversează un departament (Ain) și o colectivitate teritorială cu statut special (Métropole de Lyon).

   A43 - Autoroute de la Maurienne: Lyon - Tunelul rutier Fréjus

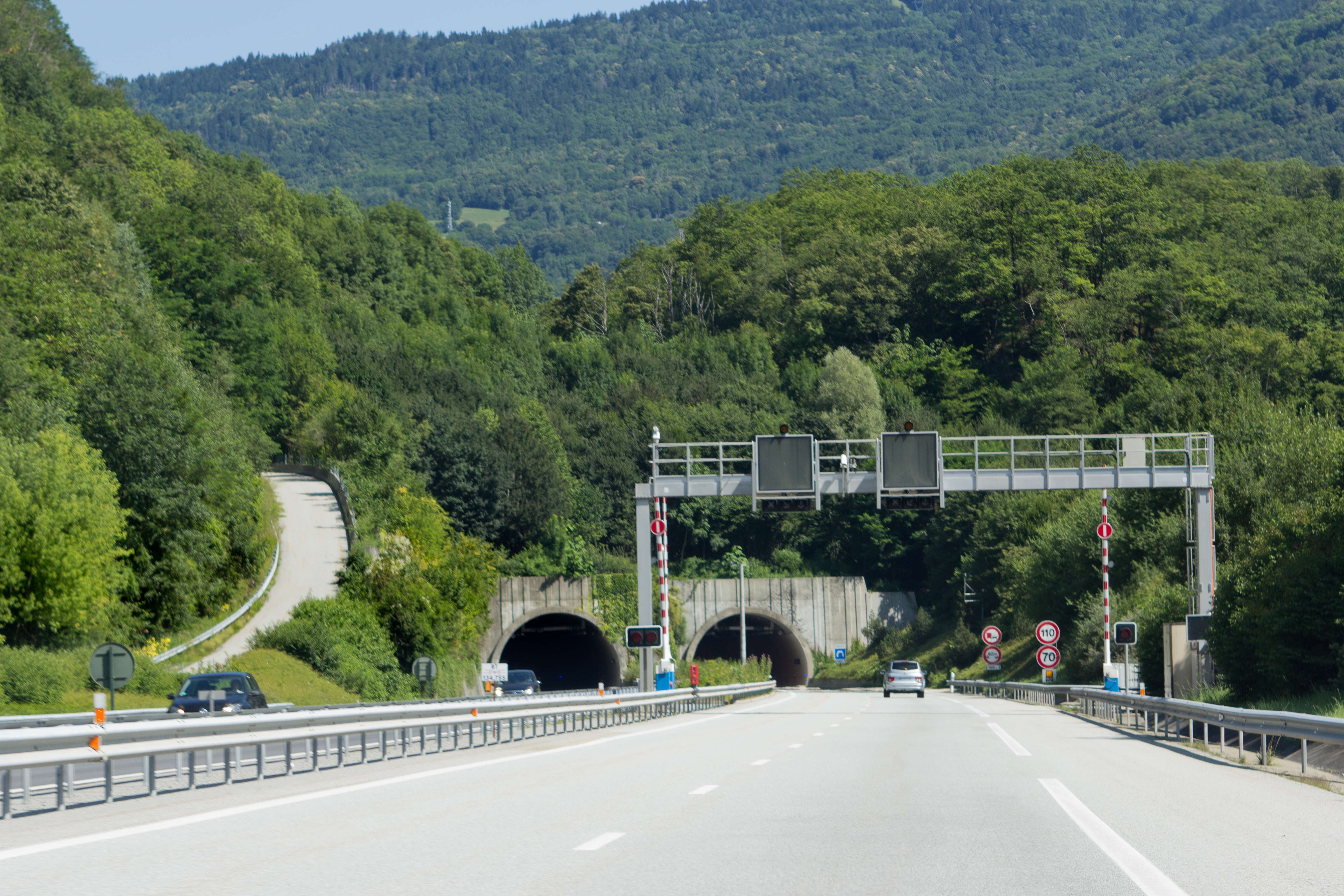
Autostrada A43.

- Autostrada A43, cu o lungime de 194 km, este concesionată de AREA și SFTRF (Société française du tunnel routier du Fréjus). Ea se conectează cu A41 la La Motte-Servolex, cele două autostrăzi fuzionând în drumul național 201 pentru traversarea orașului Chambéry, după care se despart la Montmélian. A43 este cunoscută sub numele de „autostrada Maurienne” de la Pont Royal încolo.
- Autostrada are 30 de ieșiri și intersectează 5 autostrăzi: pornind de la Lyon, A46, A432, A41 și A430.
- Traversează o colectivitate teritorială cu statut special (Métropole de Lyon) și trei departamente: Rhône, Isère și Savoie.

 Proiectul centurii de ocolire în vestul Lyonului.
 Proiect de autostradă abandonat pentru dublarea A47 pentru a conecta Saint-Étienne de Lyon.
   A46: Anse - Chasse-sur-Rhône/Givors

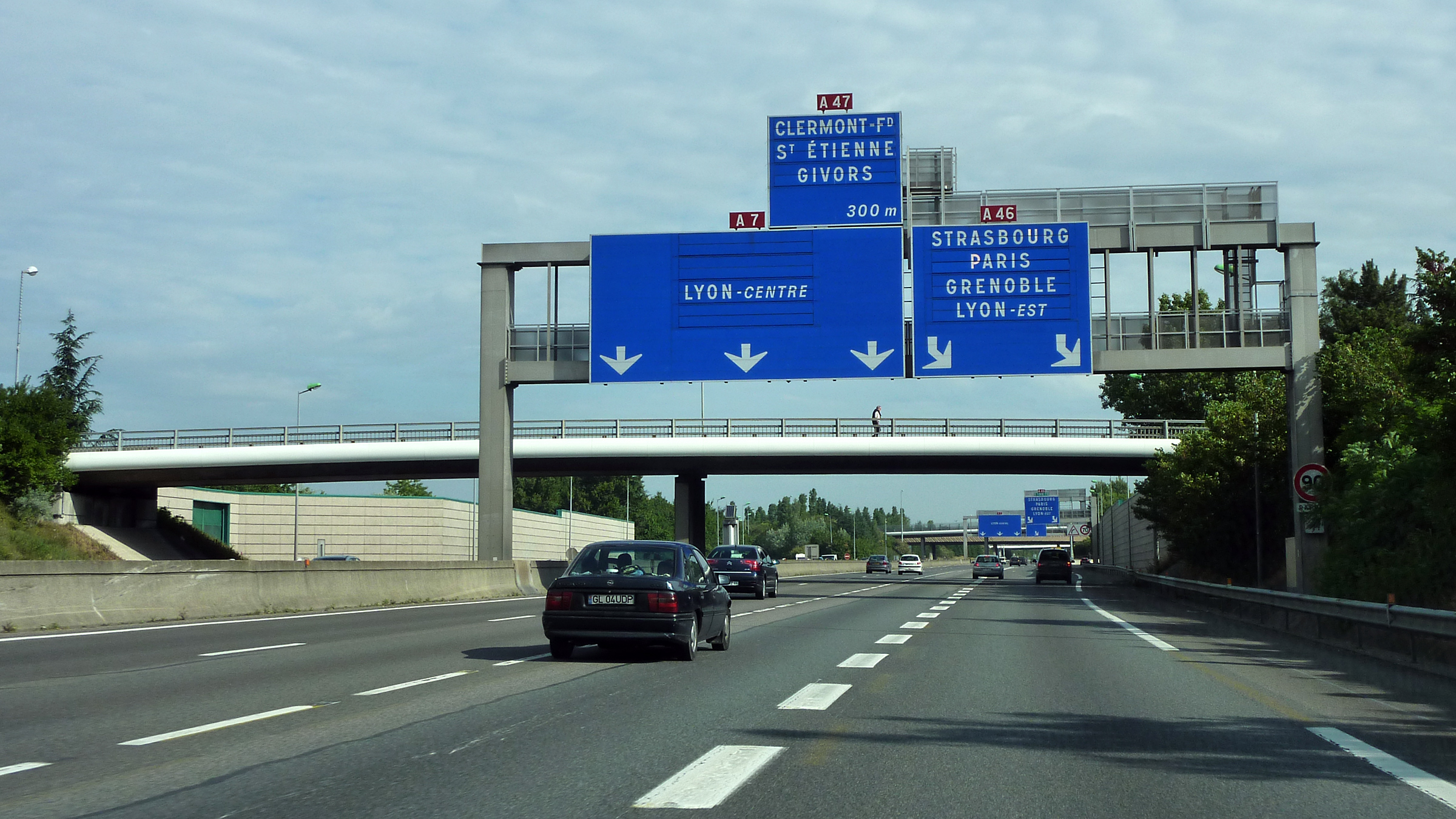
Autostrada A46.

- Autostrada A46 măsoară 27,2 kilometri și este gestionată de APPR. Este o autostradă cu taxă între Les Échets și Anse.
- Această scurtă autostradă asigură ocolirea estică a orașului Lyon.
- A46 este compusă din trei secțiuni:
  - A46N: De la A6 Anse până la Nœud des Îles, unde se intersectează cu A42.
  - Centura de ocolire est de Lyon: Continuă ca ruta națională 346, gestionată de DIR Centre Est.
  - A46S: De la Saint-Priest-Manissieux (A43) până la Chasse-sur-Rhône (A7/A47), această secțiune este gratuită și gestionată de ASF.
- Autostrada are 12 ieșiri și intersectează 7 autostrăzi: pornind de la Anse, A6, A466, A432, A42, A43, A7 și A47.
- Traversează o colectivitate teritorială cu statut special (Métropole de Lyon) și trei departamente: Rhône, Ain și Isère.

 A47 Chasse-sur-Rhône/Givors – Saint-Chamond, apoi drumul național 88 mai departe spre Saint-Étienne.
- Autostrada măsoară 30,5 km și este gratuită. Foarte veche (din anii 1960), ea cunoaște un trafic intens, servind drept ax principal de legătură între Lyon și Saint-Étienne. Echipamentul acesteia este minim (lipsa benzii de urgență, rampe de intersecție prea scurte etc.).
- Are 16 ieșiri și intersectează 2 autostrăzi: A46 și A7.
- Traversează o colectivitate teritorială cu statut special (Métropole de Lyon) și două departamente: Rhône și Loire.

   A48 - Autoroute du Dauphiné: Bourgoin-Jallieu - Grenoble.

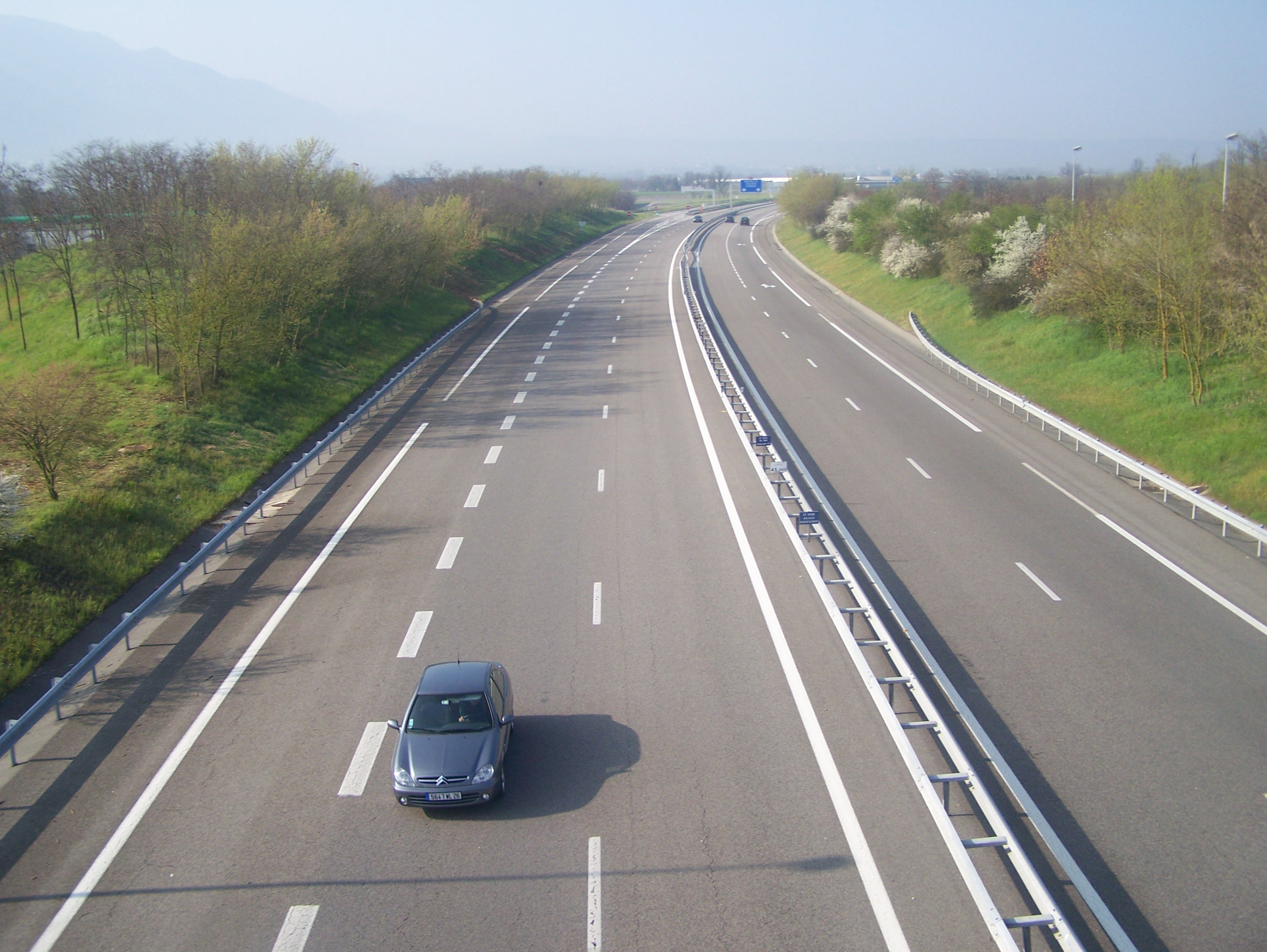
A49 spre Valence.

- Autostrada măsoară 52,7 kilometri și este concesionată de AREA.
- Este gratuită între Voreppe și Grenoble.
- Pe tot parcursul său, autostrada are 2 × 2 benzi, cu excepția tronsonului Voreppe - intersecția cu A480, care are 2 × 3 benzi.
- Autostrada are 9 ieșiri și intersectează 3 autostrăzi: pornind de la Grenoble, A480, A49 și A43.
- Traversează un singur departament: Isère.

  A49: Moirans - Romans-sur-Isère.
- Autostrada măsoară 61,5 kilometri și este concesionată de AREA.
- Urmând strict valea joasă a râului Isère, aceasta completează legătura dintre Elveția și Mediterană, între A48 și valea Ronului. După Romans-sur-Isère, este prelungită de drumul național 532 până la Valence și A7.
- Autostrada are 6 ieșiri și intersectează o singură autostradă, A48.
- Traversează două departamente: Isère și Drôme.

## De la A50 la A58
Autostrăzile A5x sunt concentrate în regiunea Provence-Alpes-Côte d'Azur și în zonele sale imediate, inclusiv partea din Gard a autostrăzii A54.
 A50: Marsilia - Toulon

Harta autostrăzilor A50 - A57

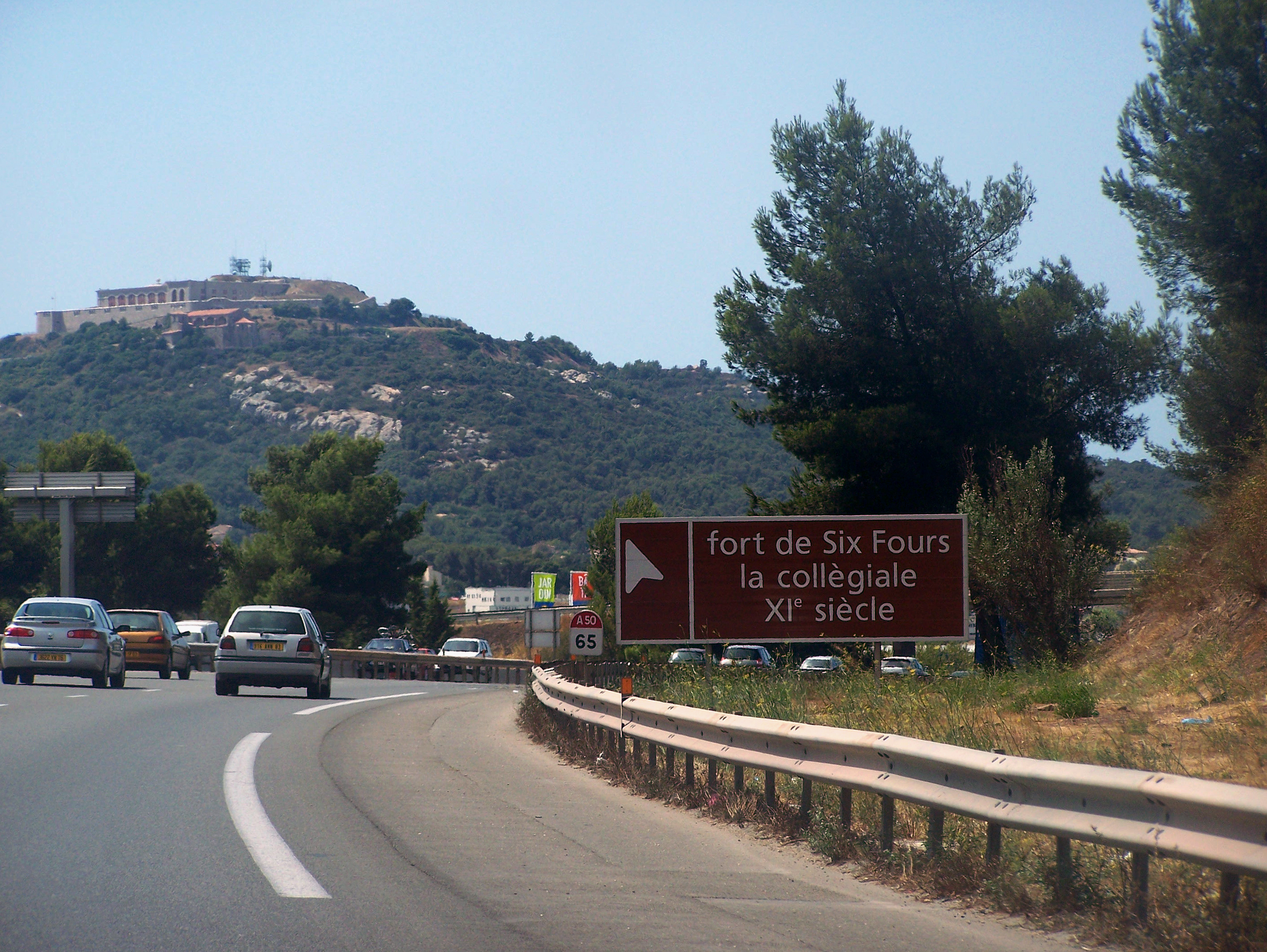
Autostrada A50 la intrarea în Six-Fours-les-Plages, venind din Toulon.

- Autostrada măsoară 72 de kilometri și este concesionată de Escota.
- A50 este conectată la A57 prin tunelul Toulon, care a întâmpinat numeroase probleme în timpul construcției. Autostrada este frecvent aglomerată, în special între Marsilia și Aubagne.
- Are 16 ieșiri și intersectează 4 autostrăzi: pornind de la Toulon, A57, A52, A502 și A501.
- Autostrada traversează două departamente: Bouches-du-Rhône și Var.

  A51 - Autoroute du val de Durance: Marsilia (Septèmes-les-Vallons) - Gap (La Saulce) și Autoroute du Trièves : Claix - Col du Fau.
- Autostrada măsoară 152 kilometri pentru tronsonul situat între Marsilia și La Saulce (la sud de Gap) și 26 kilometri pentru tronsonul dintre Grenoble și Col du Fau[n 10].
- La nord, secțiunea Grenoble - Saint-Martin-de-la-Cluze a fost pusă în funcțiune în 1999. Secțiunea Saint-Martin-de-la-Cluze - Col du Fau[n 10] a fost finalizată în martie 2007.
- La sud, autostrada pleacă din nordul Marsiliei și urcă de-a lungul văii râului Durance până la La Saulce (la sud de Gap), trecând prin Manosque și Sisteron.
- Tronsonul central lipsă între Gap (La Saulce) și Monestier-de-Clermont (Col du Fau) a fost subiectul multor decizii ministeriale adesea contradictorii, între un traseu prin estul Gap și altul prin Buëch și colul de la Croix-Haute[n 11].
- Autostrada are 25 de ieșiri și intersectează 4 autostrăzi: pornind de la Grenoble, A480, A8, A515 și A7.
- Traversează 5 departamente: Bouches-du-Rhône, Vaucluse, Alpes-de-Haute-Provence, Hautes-Alpes și Isère.

 A52: A8 (lângă punctul de taxare La Barque, între Châteauneuf-le-Rouge și Fuveau) – A50 Aubagne.
- Autostrada măsoară 25,8 kilometri și este gestionată de Escota.
- Autostrada are 4 ieșiri și intersectează 4 autostrăzi: pornind din Aubagne, A50, A501, A520 și A8.
- Traversează un singur departament: Bouches-du-Rhône.

  A54 - La Camarguaise: Nîmes - Salon-de-Provence.

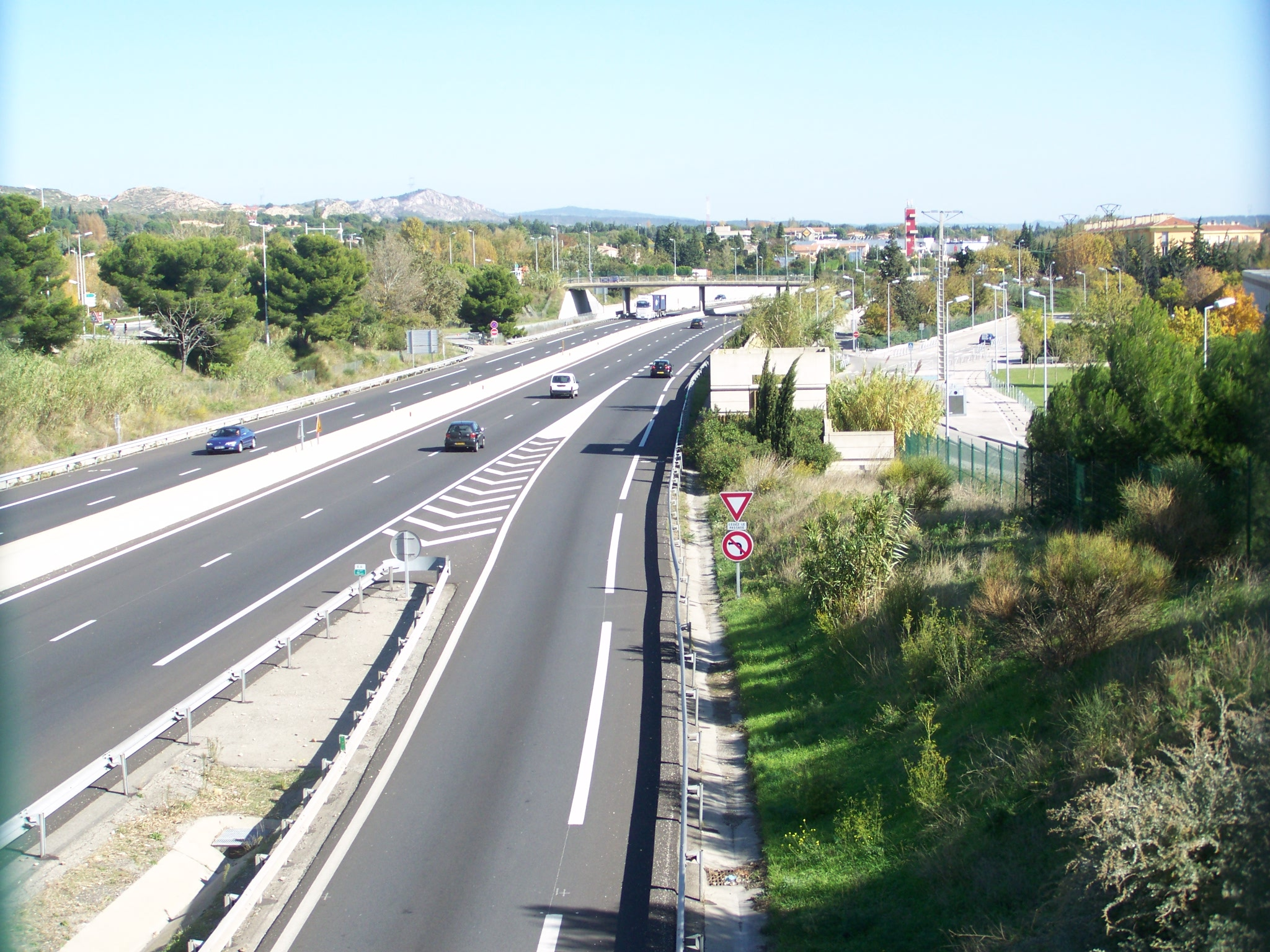
Autostrada A54

- Autostrada măsoară 53,5 kilometri și este gestionată de ASF. Inaugurată pe 28 iunie 1990 pentru tronsonul său din departamentul Gard, această autostradă este împărțită în două tronsoane legate de drumurile naționale 572 și 113 între Arles (ieșirea 3) și Saint-Martin-de-Crau (ieșirea 12). Este un element esențial al legăturii dintre Italia și Spania.
- Autostrada are 15 ieșiri și intersectează 2 autostrăzi: pornind din Nîmes, A9 și A7.
- Traversează 2 departamente: Gard și Bouches-du-Rhône.

 A55 - Autoroute du Littoral: Marsilia (La Joliette) – Martigues
- Autostrada măsoară 36,7 kilometri și nu este concesionată.
- Este prelungită printr-un tronson care leagă Martigues de Saint-Martin-de-Crau pe 2x2 benzi (drumul național 568), având intersecții la nivel și semafoare.
- Autostrada are 18 ieșiri și intersectează 2 autostrăzi: pornind din Marsilia, A557 și A7.
- Traversează un singur departament: Bouches-du-Rhône.

 Proiect de autostradă între Salon-de-Provence (A54) și Fos-sur-Mer (A55).
 A57: A50 (Toulon) - A8 (Le Cannet-des-Maures).

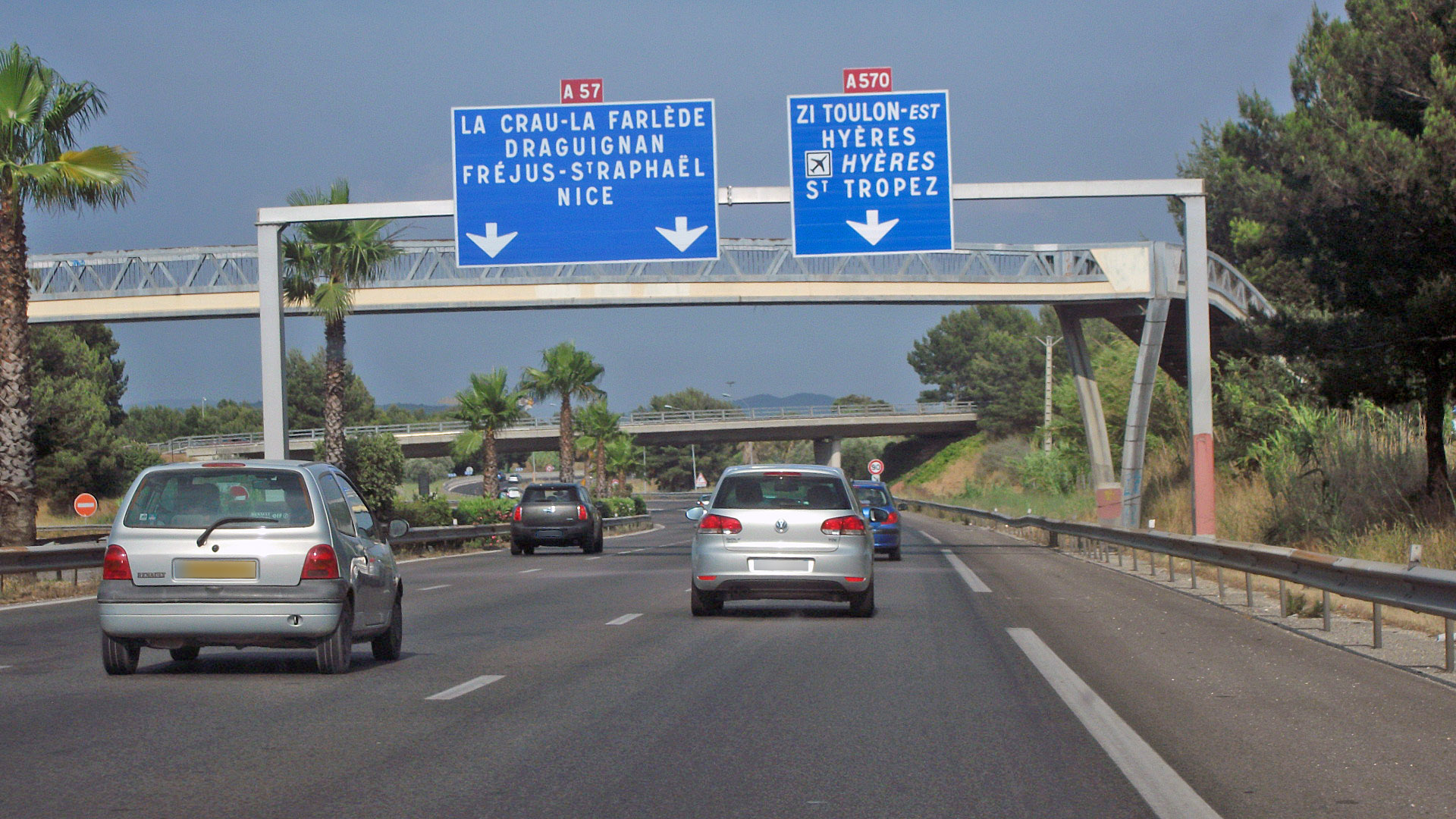
Autostrada A57

- Autostrada măsoară 52,6 kilometri și este concesionată de Escota.
- Este cu plată între Cuers și intersecția cu A8. În 2013, A57 a fost dublată în Toulon.
- Autostrada are 13 ieșiri și intersectează 3 autostrăzi: pornind din Toulon, A50, A570 și A8.
- Traversează un singur departament: Var.

A58: Fost proiect de autostradă între Cannes și Sisteron prin Digne-les-Bains.

## De la A61 la A69

Harta autostrazilor A6x.

Autostrăzile A6x sunt concentrate în sud-vestul Franței și sunt exploatate de ASF, cu excepția A65, care este gestionată de A'lienor. Autostrada A67 nu există.
   A61 - Autoroute des Deux Mers: Narbonne-Sud (A9) - Toulouse-Sud (A62)
- Are o lungime de 148 de kilometri. Este gestionată de ASF și deservește orașele Narbonne, Carcassonne și Toulouse.
- Aceasta reprezintă secțiunea de est a „autostrăzii celor Două Mări”.
- Autostrada are 11 ieșiri și intersectează 5 autostrăzi: pornind din Narbonne, A9, A66, A620, A68 și A62.
- Traversează 2 departamente: Aude și Haute-Garonne.

   A62 - Autoroute des Deux Mers: Toulouse-Nord (A61) - Bordeaux-Sud (A630)

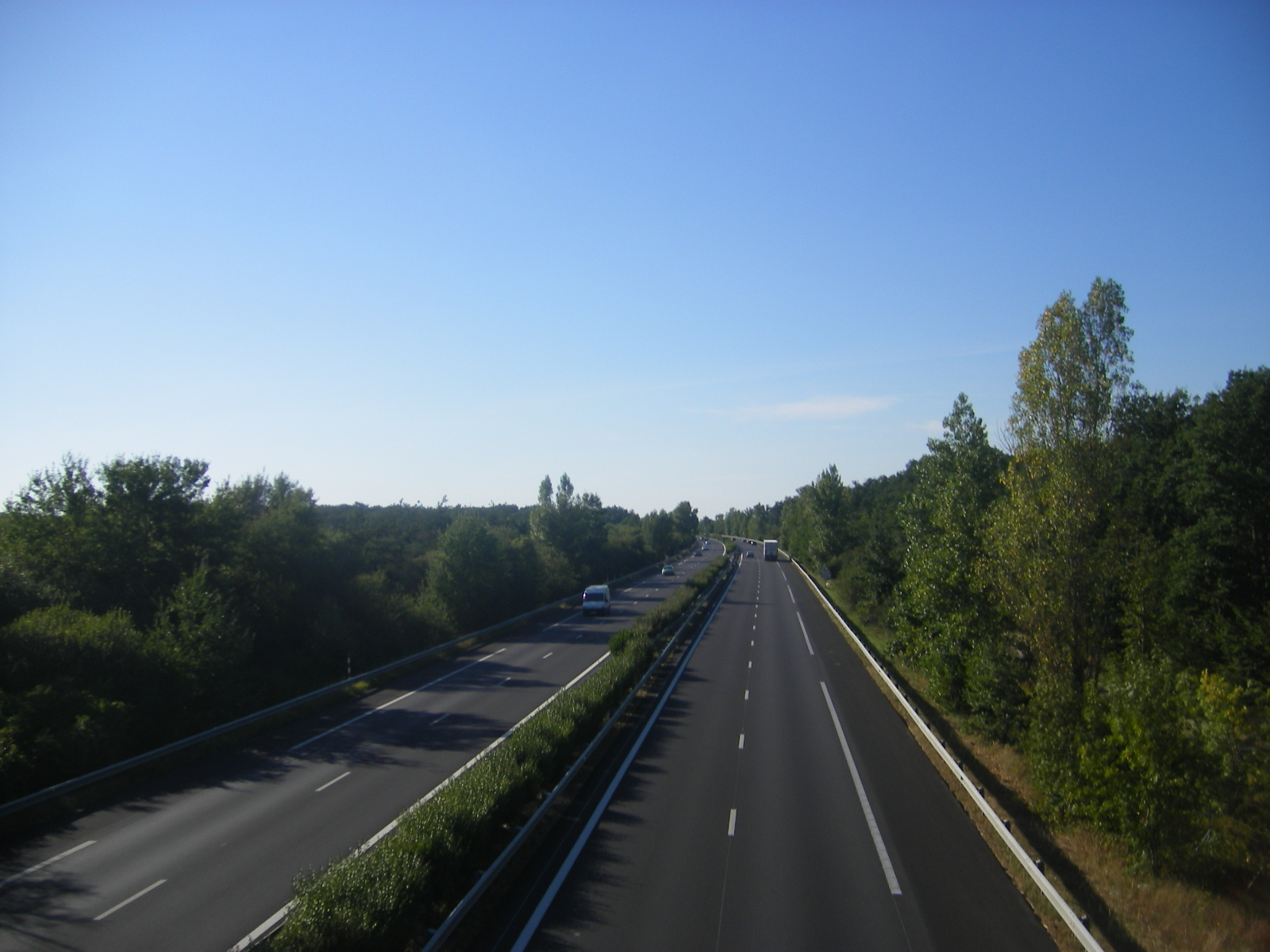
Autostrada Deux Mers din Montech, lângă Castelsarrasin

- Are o lungime de 234 de kilometri. Este gestionată de ASF și deservește orașele Toulouse, Montauban, Agen și Bordeaux.
- Aceasta reprezintă secțiunea de vest a „Autostrăzii celor Două Mări”.
- Autostrada are 15 ieșiri și intersectează 6 autostrăzi: pornind din Bordeaux, A630, A65, A20, A620, A61 și A68.
- Traversează 4 departamente: Haute-Garonne, Tarn-et-Garonne, Lot-et-Garonne și Gironde.

    A63 - Autoroute de la Côte Basque leagă Bordeaux-Sud (A630) de Bayonne și Biriatou, la granița cu Spania, unde se continuă cu autostrada spaniolă AP-8.

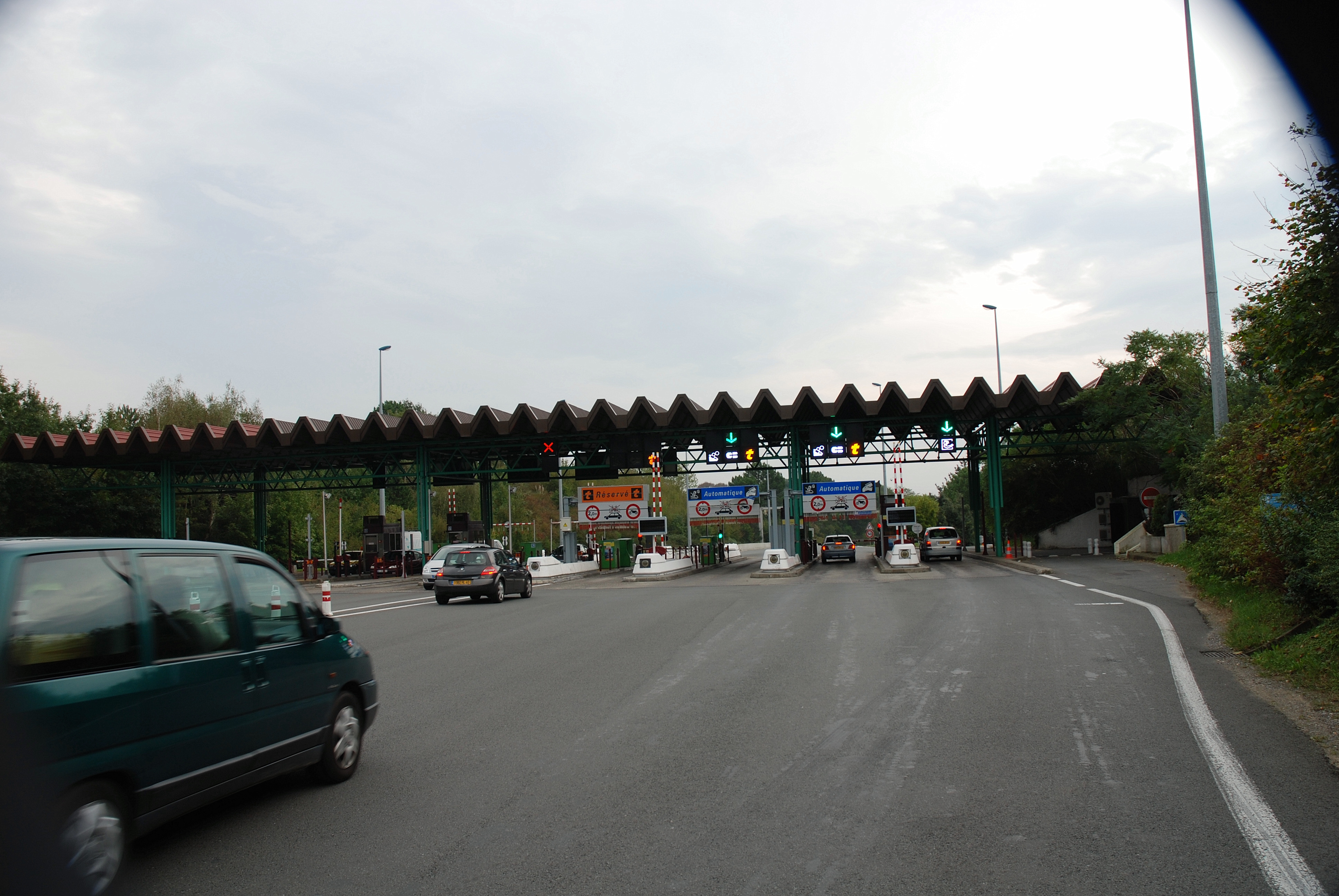
A63 la Bariera de taxare Négresse din Biarritz

- Autostrada A63 are o lungime de 206 kilometri și este administrată de mai multe entități: DIRA între Bordeaux și Salles, Atlandes între Salles și Saint-Geours-de-Maremne, și ASF între Saint-Geours-de-Maremne și granița cu Spania.
- Aceasta deservește orașele Bordeaux, Dax, Biarritz, Bayonne, Saint-Jean-de-Luz și se continuă în Spania.
- Partea sa din Ruta Estuarelor[n 5] și Transeuropéenne a devenit cu taxă din mai 2013.
- Ea are 28 de ieșiri și intersectează 4 autostrăzi: A630, A660, A64 și AP-8 (Spania).
- Traversează 3 departamente: Gironde, Landes și Pyrénées-Atlantiques.

  A64 - La Pyrénéenne: Toulouse-Ouest (A620) - Briscous - Bayonne (A63).
- Autostrada A64 are o lungime de 287 kilometri și este administrată în mare parte de ASF, cu o porțiune gestionată de DIR Sud-Ouest.
- A fost mult timp legată de A63 printr-o prelungire de 11 kilometri, D1, drum concesionat la ASF și adus la standarde de autostradă.
- Aceasta deservește orașele Toulouse, Munții Pirinei, Tarbes, Pau, Orthez și Peyrehorade.
- Are 40 de ieșiri și intersectează 4 autostrăzi (fără a include A63 la Bayonne): A620, A645, A65 și A641.
- Traversează 4 departamente: Haute-Garonne, Hautes-Pyrénées, Pyrénées-Atlantiques și Landes (la Peyrehorade).

  A65 - Autoroute de Gascogne: Langon (A62 depuis Bordeaux) - Mont-de-Marsan - Pau (A64).

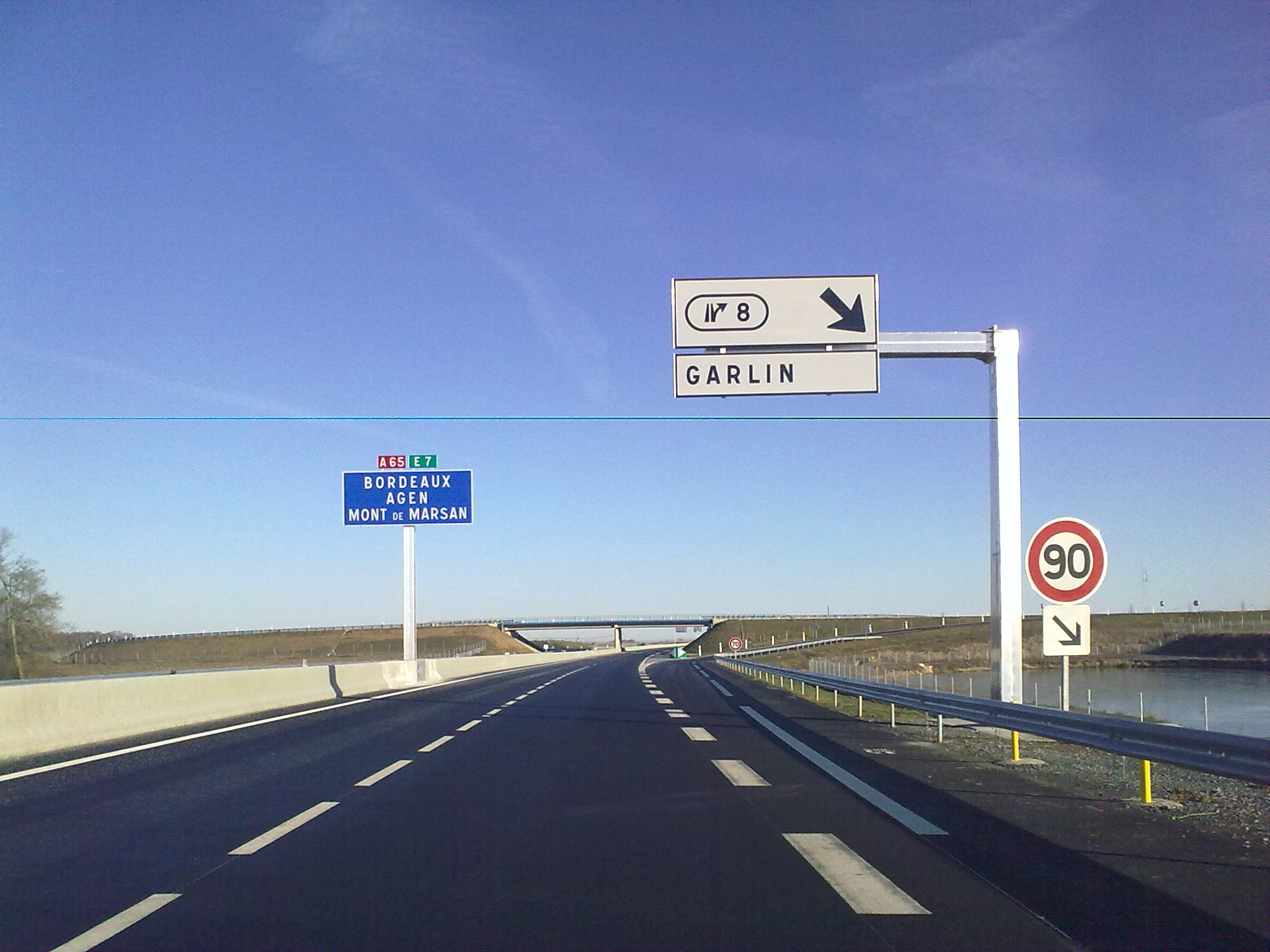
Autostrada A65, directia Pau-Bordeaux

- Autostrada A65 are o lungime de 153 kilometri și este operată de A'lienor pe întreaga sa lungime.
- A fost inaugurată și deschisă circulației pe 16 decembrie 2010.
- Aceasta deservește orașele Pau, Mont-de-Marsan și Langon.
- Are 9 ieșiri și intersectează 2 autostrăzi: A64 și A62, plecând de la Pau.
- Traversează 3 departamente: Gironde, Landes și Pyrénées-Atlantiques.

  A66 - L'Ariégeoise, leagă Vieillevigne (unde se conectează la A61 dinspre sudul Toulouse) de Pamiers-Sud (N20).
- Autostrada A66 măsoară 39,1 kilometri și este exploatată de ASF pe toată lungimea sa.
- Aceasta deservește în principal localitățile Villefranche-de-Lauragais, Pamiers și zona de la poalele Munților Pirinei.
- La sud de Pamiers, autostrada continuă prin drumul național N20, care are două benzi pe sens până la Tarascon-sur-Ariège. În viitor, acest drum ar putea fi modernizat la standarde de autostradă pentru a crea un coridor autostradal de la Toulouse la Barcelona via Andorra[24].
- Autostrada A66 are 5 ieșiri și intersectează o singură altă autostradă, A61.
- Ea traversează 2 departamente: Haute-Garonne și Ariège.

 A68 - Autoroute du Pastel: Toulouse-Nord (La Roseraie, A62/A61) - Albi (N88)
- Autostrada A68 măsoară 62,2 kilometri și este concesionată companiei ASF.
- Aceasta deservește în principal localitățile Albi, Gaillac și Toulouse.
- Porțiunea dintre Montastruc-la-Conseillère și Albi este gratuită. În viitor, autostrada A68 va fi prelungită pentru a lega Toulouse de Lyon, proiectul urmând să fie realizat în paralel cu cel al drumului național RN88. De asemenea, aceasta ar putea ocoli orașul Albi.
- Autostrada are 10 ieșiri și intersectează 3 autostrăzi: A61, A62 și A680.
- Ea traversează 2 departamente: Haute-Garonne și Tarn.

A69: Castelmaurou (A68) - Castres
- Autostrada A69 va prelua traseul actual al A680 și al drumului național RN126[25].

## De la A71 la A79
Autostrăzile A7x sunt concentrate în principal în centrul Franței.
   A71 - L'Arverne: Orléans (Ingré) - Clermont-Ferrand.
- Aceasta are o lungime de 267 de kilometri, dintre care Orléans → Bourges măsoară 112 km (Cofiroute), iar Bourges → Riom măsoară 155 km (SAPRR).
- Ea deservește în special localitățile Vierzon, Bourges, Montluçon și Riom.
- Această autostradă, prelungită de A89 și A75, are ca obiectiv deblocarea regiunilor Auvergne și Masivul Central și oferirea unui traseu mai scurt de la Paris la Marea Mediterană și Spania, comparativ cu A6, A7 și A9.
- Din septembrie 2010, A71 are integral 2 × 3 benzi în zona aglomerației din Orléans, datorită dublării podului care traversează Loara.
- Autostrada are 16 ieșiri și intersectează 7 autostrăzi: plecând din Orléans, A10, A85, A20, A714, A79, A719 și A89.
- Ea traversează 5 departamente: Loiret, Loir-et-Cher, Cher, Allier și Puy-de-Dôme.

 A72: Saint-Étienne - Nervieux (A89).
- Aceasta are o lungime de 56 de kilometri și este exploatată de ASF.
- Anterior, era numită B71. Ea urmează aproape pe toată lungimea sa cursul Loarei.
- Până în 2008, începea de la Clermont-Ferrand (în zona de intersecție a autostrăzilor A711 și A710), care a devenit ulterior A89, ce leagă Bordeaux de Lyon.
- Are 14 ieșiri și intersectează doar o singură autostradă, A89.
- Traversează un singur departament: Loire.

  A75 - La Méridienne: Clermont-Ferrand (A71) - Béziers.

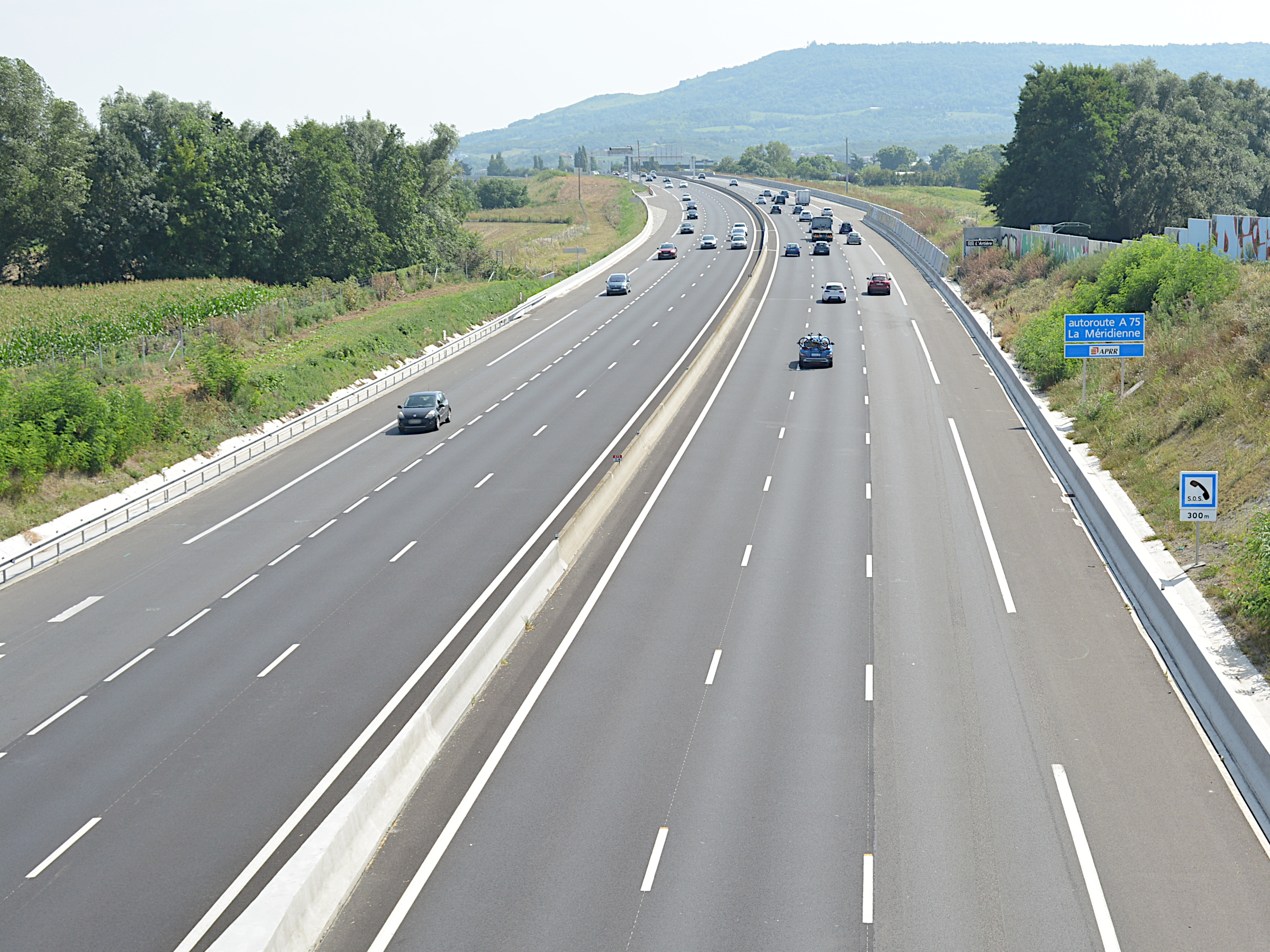
Începutul autostrăzii A75 în Clermont-Ferrand.

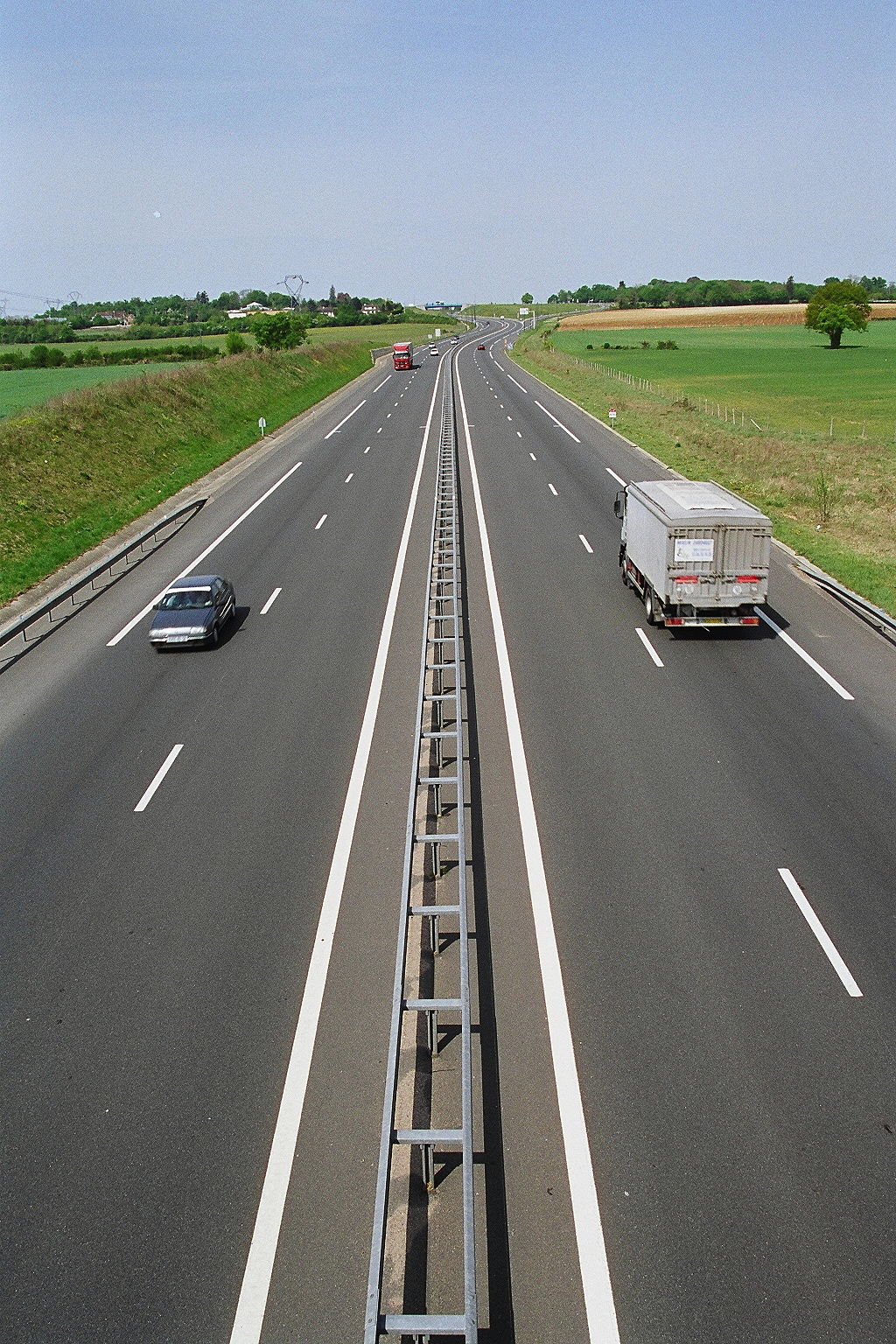
Autostrada A77.

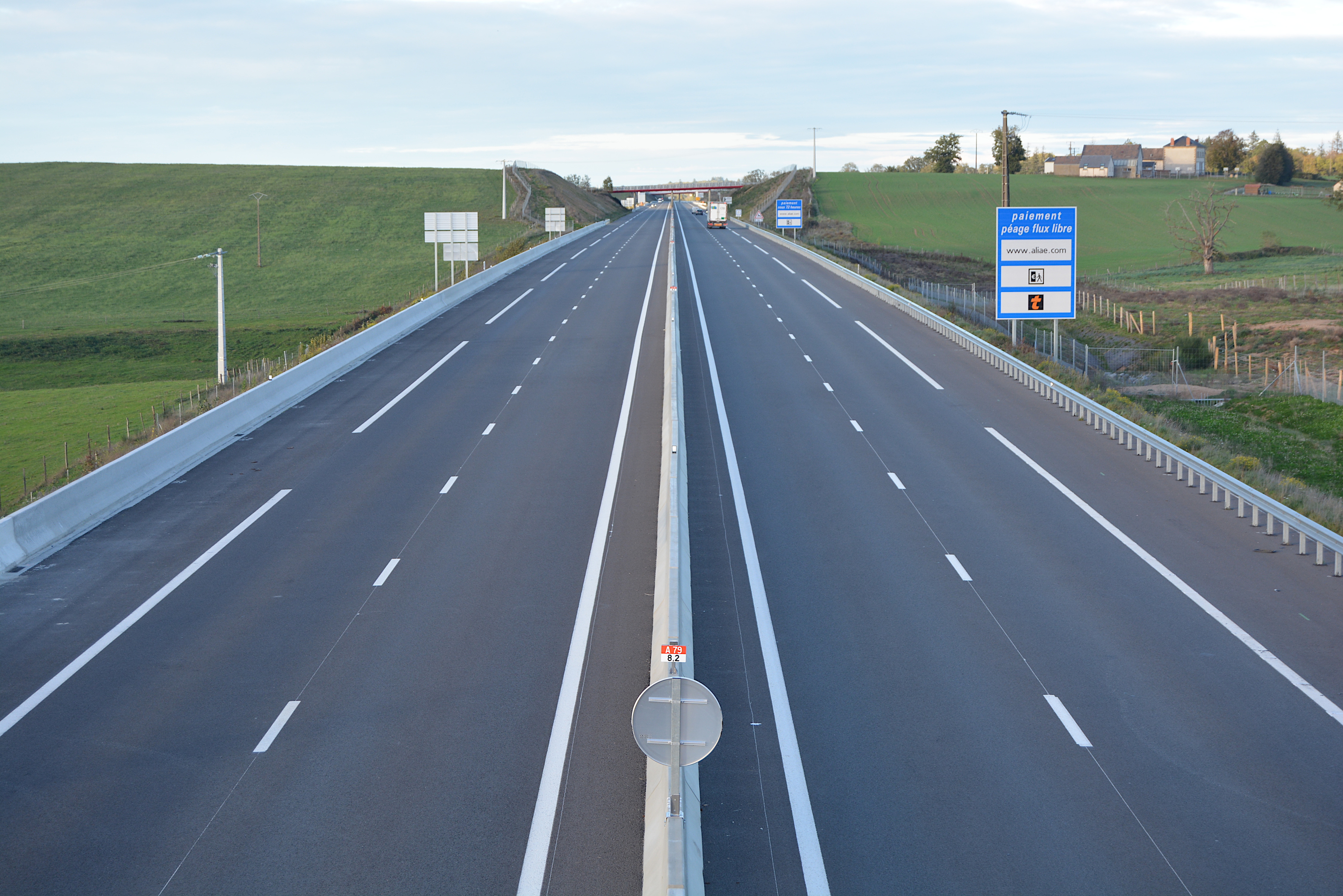
Autostrada A79 la Deux-Chaises spre Mâcon.

- Această autostradă are o lungime de 336 de kilometri, este parțial cu plată și este concesionată la CEVM pentru Viaductul Millau și la ASF între Béziers și A9.
- A75 deblochează sudul Masivului Central, traversează râul Tarn prin Viaductul Millau și trece apoi prin Hérault via Lodève.
- Este gratuită (cu excepția Viaductul Millau) și include câteva lucrări de artă remarcabile (viaducte, tuneluri).
- Din 5 octombrie 2010, A75 este conectată la A9 printr-o nouă intersecție.
- Are 64 de ieșiri și intersectează 4 autostrăzi: plecând din Clermont-Ferrand, A71, A711, A750 și A9.
- Traversează 6 departamente: Puy-de-Dôme, Haute-Loire, Cantal, Lozère, Aveyron și Hérault.

 A77 - Autoroute de l'Arbre: Rosiers (A6) - Sermoise-sur-Loire.
- Această autostradă are o lungime de 162 de kilometri, este cu plată între A6 și Cosne-Cours-sur-Loire și este gestionată de APRR.
- Este ultima autostradă radială deschisă din suburbia pariziană (1999).
- Exploatată între Dordives și Cosne-Cours-sur-Loire, continuă apoi pe drumurile expres ale RN 7 (secțiune care, în 2012, a fost modernizată la standardele autoroutiere) până la Nevers.
- Pe parcursul autostrăzii, între A6 și Cosne-Cours-sur-Loire, sunt plantate numeroase specii de copaci, iar ariile de odihnă poartă numele arborilor.
- A77 este prelungită spre Moulins / Roanne / Balbigny prin drumul național 7 și drumul național 82, care sunt deja parțial cu 2 × 2 benzi și al căror amenajament progresează pe etape până la A89.
- Se remarcă faptul că A77 va servi ca traseu alternativ între Lyon și Paris, traversând centrul Franței, evitând astfel necesitatea lărgirii A6 între Dordives și Beaune la 2 × 3 benzi, și va prelua o parte din traficul din Île-de-France, evitând amestecul cu traficul provenind de la A31 la Beaune (încărcat în perioada estivală).
- Autostrada are 21 de ieșiri și intersectează o autostradă: A19, la Gondreville.
- Traversează 3 departamente: Seine-et-Marne, Loiret și Nièvre.

  A79 - La Bourbonnaise: Montmarault (A71) – Digoin (N79).
- Această autostradă are o lungime de 92 de kilometri și înlocuiește drumul național 79, cunoscut pentru accidentogenitatea ridicată pe porțiunea situată în departamentul Allier.
- A fost pusă în funcțiune pe 4 noiembrie 2022. Este concesionată la APRR pe primii patru kilometri ai traseului, între Montmarault și Sazeret, apoi la ALIAE (Autoroute de Liaison Atlantique Europe) de la Sazeret la Digoin.
- Este prima autostradă din Franța cu plată pe bază de flux liber[n 12].
- Dispune de unsprezece ieșiri și intersectează o singură autostradă la extremitatea sa, A71.
- Traversează două departamente: Allier și Saône-et-Loire.
- Un proiect anterior de dublare a autostrăzii A7, care avea numărul A79, a fost oficial abandonat[27].

## De la A81 la A89
Cu excepția autostrăzilor A86 și A89, autostrăzile A8x sunt concentrate în vestul Franței.
   A81 - L'Armoricaine : Le Mans (A11) - La Gravelle (N157).
- Partea de autostradă măsoară 94,5 kilometri. Este cu plată și este gestionată de Cofiroute.
- Este prelungită dincolo de La Gravelle de către drumul expres N157 până la Rennes (centura de ocolire N136), secțiunea situată în Bretagne fiind gratuită.
- Proiectul de modernizare a N157 și N12 la caracteristicile autoroutiere până la Brest a fost abandonat în 2014.
- Autostrada are 5 ieșiri și intersectează o singură autostradă, în apropiere de Le Mans, A11.
- Ea traverse două departamente: Sarthe și Mayenne.

   A82 - La Bretonne: Orvault (A844) - Sautron (N165)
- Această secțiune face parte din drumul rapid N165, care are o lungime de 292 de kilometri și leagă Nantes de Brest.
- Este complet gratuită și nu este concesionată.
- Partea autorutieră situată între periferia Nantes și Sautron măsoară 2,3 kilometri, fiind una dintre cele mai scurte autostrăzi din rețea.
- Deși are borne kilometrice, autostrada are doar statutul de drum rapid, în continuitate cu RN 165, așa cum este indicat pe cartușele de direcție.
- Proiectul de modernizare a drumului național 165 la caracteristicile autoroutiere până la Brest a fost abandonat în 2014.
- Dispune de 2 ieșiri și intersectează o singură autostradă, A844 (centura de ocolire Nantes).
- Traversează 3 departamente: Loire-Atlantique, Morbihan și Finistère.

  A83 (Nantes - Fontenay-le-Comte): Nantes - Niort-Est (intersecție cu A10).

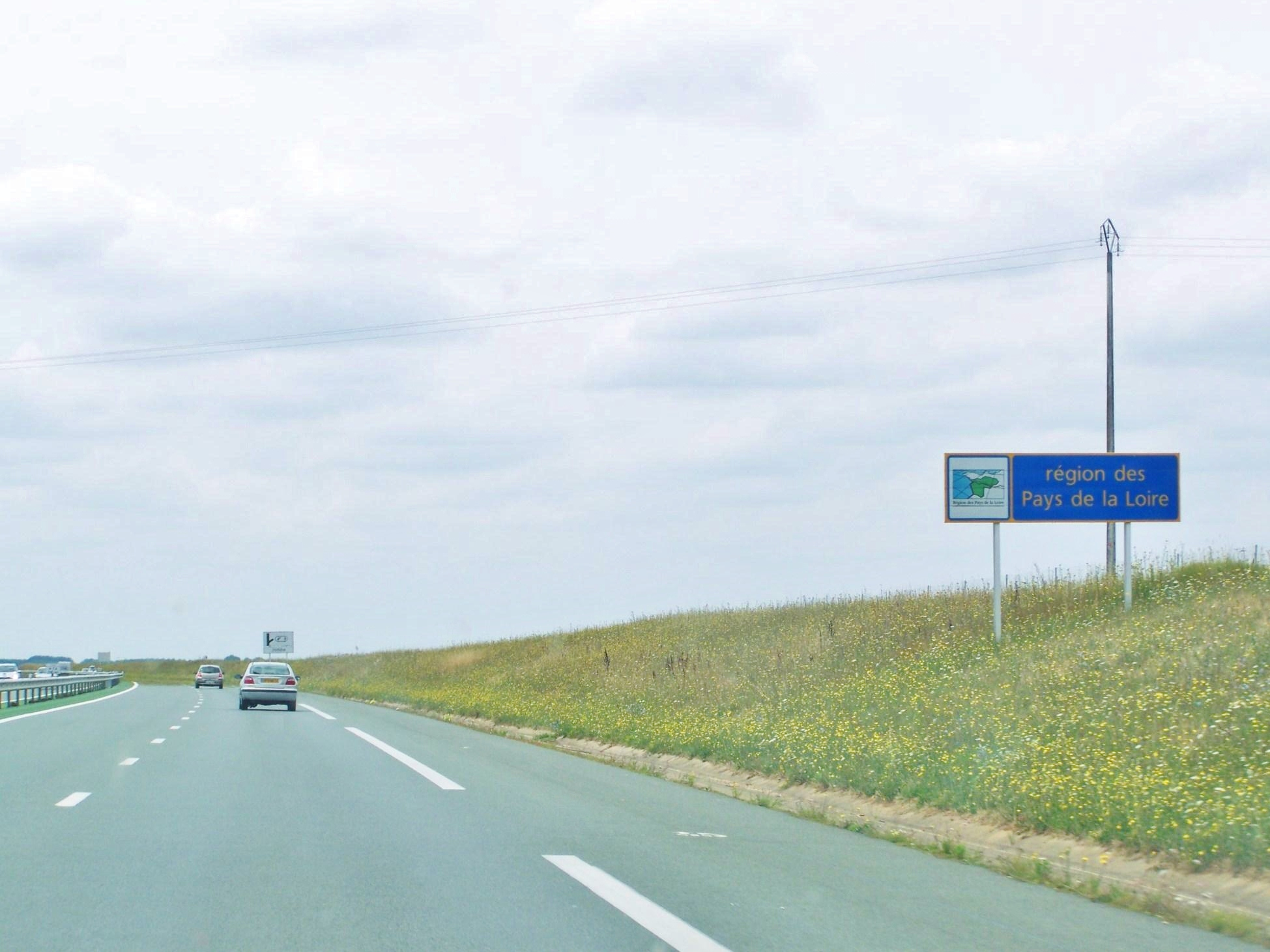
Intrarea pe autostrada franceză A83 pentru Nantes în regiunea Pays de la Loire (departamentul Vendée).

- Aceasta măsoară 151 kilometri și este exploatată de ASF. Este cu plată pe o mare parte a traseului său.
- Secțiunea dintre Nantes și periferia Nantes-ului, care era prevăzută să fie cu 2x2 benzi, a fost retrogradată, în timp ce secțiunea dintre periferia Nantes-ului și ieșirea 2 este clasată ca drum expres.
- Se ia în considerare un proiect contestat de ramificație din sudul Vendée-ului, care evită ocolirea lungă pe estul Niort-ului, pentru a ajunge la La Rochelle și apoi la Bordeaux prin A10 (pentru a prelungi Ruta Estuarelor[n 5]), dar acest proiect concurează cu un reamenajament al drumului național 137 (retrogradat D 137) și se confruntă cu dificultăți ecologice pentru traversarea mlaștinilor Poitevin.
- Dispune de 11 ieșiri și se intersectează cu 2 autostrăzi: plecând din Niort, A10 și A87.
- Traversează 3 departamente: Loire-Atlantique, Vendée și Deux-Sèvres.

   A84 - Autoroute des Estuaires: Caen (N814) - Rennes (N136).

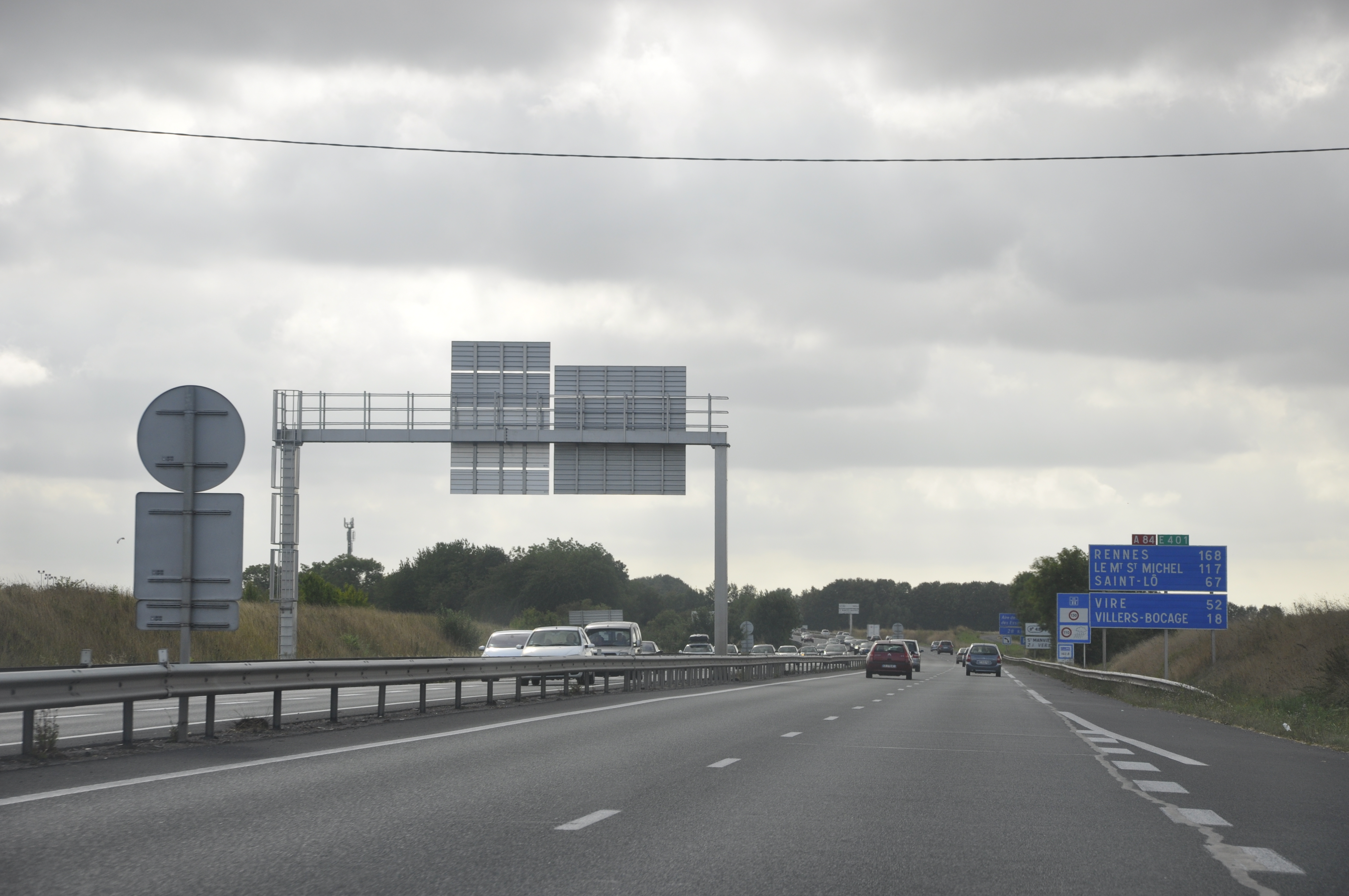
Intrarea pe autostrada A 84 la Verson spre Rennes.

- Aceasta măsoară 157 kilometri și este complet gratuită.
- Face parte din proiectul Rutei Estuarelor[n 5].
- În 2004, este singura autostradă oficial deschisă în Regiunea Bretania (deși marile drumuri naționale de coastă bretoniene sunt considerate autostrăzi conform clasificării europene).
- Este întreruptă de centura de ocolire a Avranches, care nu are caracteristici de autostradă. O centură de ocolire în regim de autostradă la est de oraș a fost prevăzut, dar abandonat în 2014.
- Dispune de 24 de ieșiri (fără a include ieșirile de pe centura de ocolire a Avranches) și are particularitatea de a nu se intersecta cu nicio altă autostradă.
- O altă particularitate este că autostrada începe de la kilometrul 96 în Rennes.
- Un proiect de prelungire între Rennes și Nantes prin modernizarea drumului N137 a fost abandonat în 2014.
- Traversează 3 departamente: Calvados, Manche și Ille-et-Vilaine.

   A85:(A11) - Theillay (Loir-et-Cher) près de Vierzon (Cher) (A71).
- Aceasta măsoară 207 kilometri și este exploatată de Cofiroute. Este în mare parte cu plată.
- Este clasificată ca E60 până la intersecția cu D 751, apoi preia denumirea de E604.
- Trece la nord de Saumur și se intersectează cu A10 la sud de Tours, dar are o secțiune gratuită între Langeais și bariera de taxare din Veigné.
- Are 14 ieșiri și se intersectează cu 3 autostrăzi: începând de la Angers, A11, A10 și A71.
- Traversează 3 departamente: Maine-et-Loire, Indre-et-Loire și Loir-et-Cher.

 A86 - Le Superpériphérique: centura de ocolire a suburbiilor apropiate de Paris.

L'autoroute A86 (cu albastru) și șoseaua de centură (cu galben).

- Aceasta măsoară 80 de kilometri. Este complet gratuită și neconcesionată, cu excepția secțiunii Duplex A86[n 13].
- Se intersectează cu A6 în zona Fresnes. Secțiunile deschise nu sunt toate clasificate ca autostradă (N186, N385). Legătura dintre Vélizy-Villacoublay (Pont-Colbert) și Rueil-Malmaison (cu o cale de conexiune cu A13) se face complet prin tunel[n 13] și este singura cu plată (Cofiroute). În partea de est, există o secțiune comună cu A4. Proiectul de construire a unei porțiuni distincte cu tunel sub râul Marna a fost abandonat din motive de cost. Un sistem care permite adăugarea unei benzi suplimentare prin utilizarea benzii de urgență în orele de vârf a fost implementat în septembrie 2005.
- Dispune de 37 de ieșiri și se intersectează cu 7 autostrăzi: începând de la Nanterre spre sud, A14, A13, A6(b), A4, A3, A1 și A15.

 A87 - Autoroute de Vendée: Angers (Mûrs-Erigné) (A11) ↔ La Roche-sur-Yon
- Aceasta măsoară 142 de kilometri.

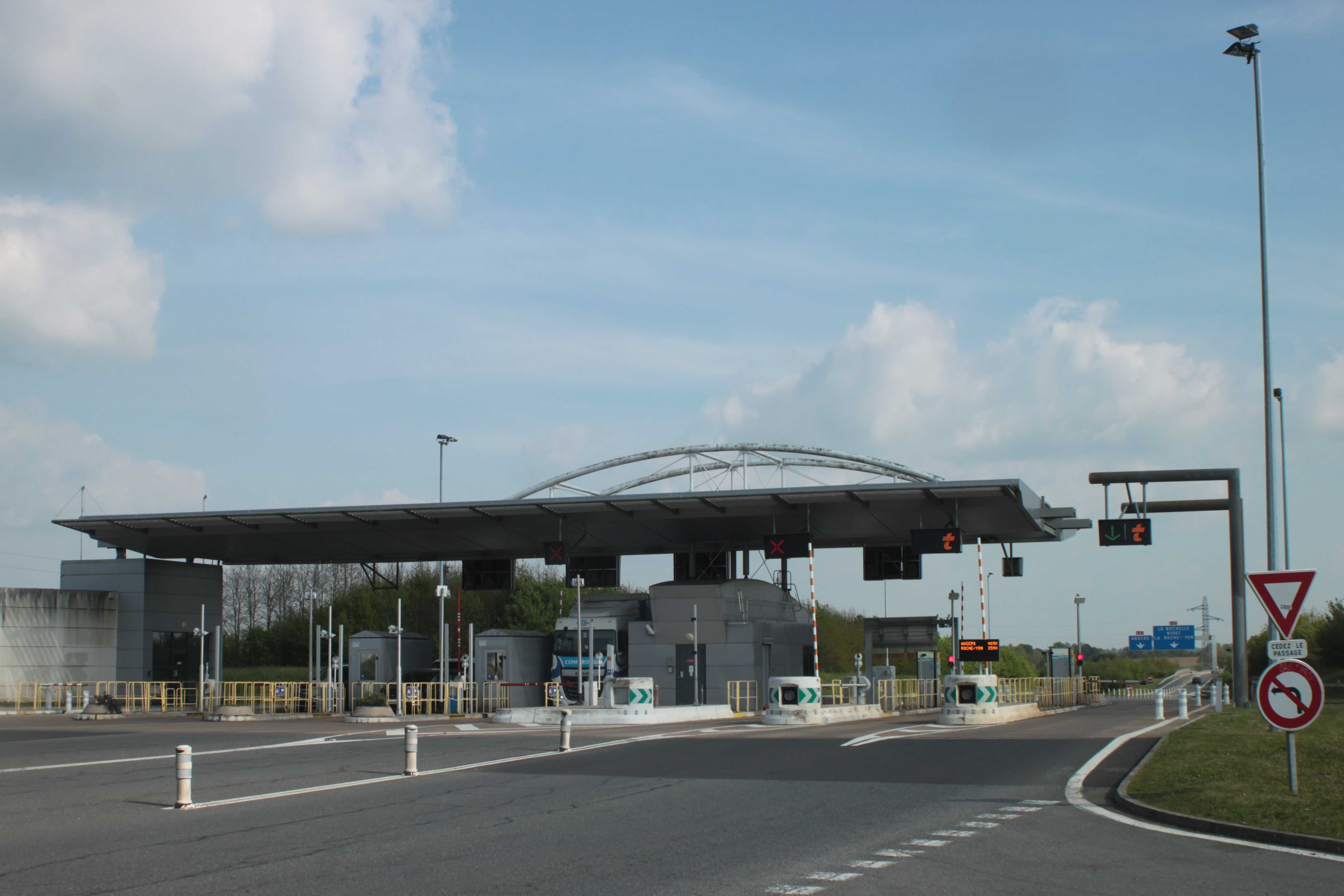
Punctul de taxare Cholet-sud, A87

- Este în principal cu plată și este concesionată companiei ASF.
- A fost finalizată în iulie 2008. Această autostradă este conectată la A11, permițând o legătură directă între Paris și Vendée, ceea ce reprezintă un avantaj pentru turismul din acest departament.
- Dispune de 22 de ieșiri și se intersectează cu 2 autostrăzi: începând de la Angers, A11 și A83.

  A88: Falaise (N158) - A28 (Sées)

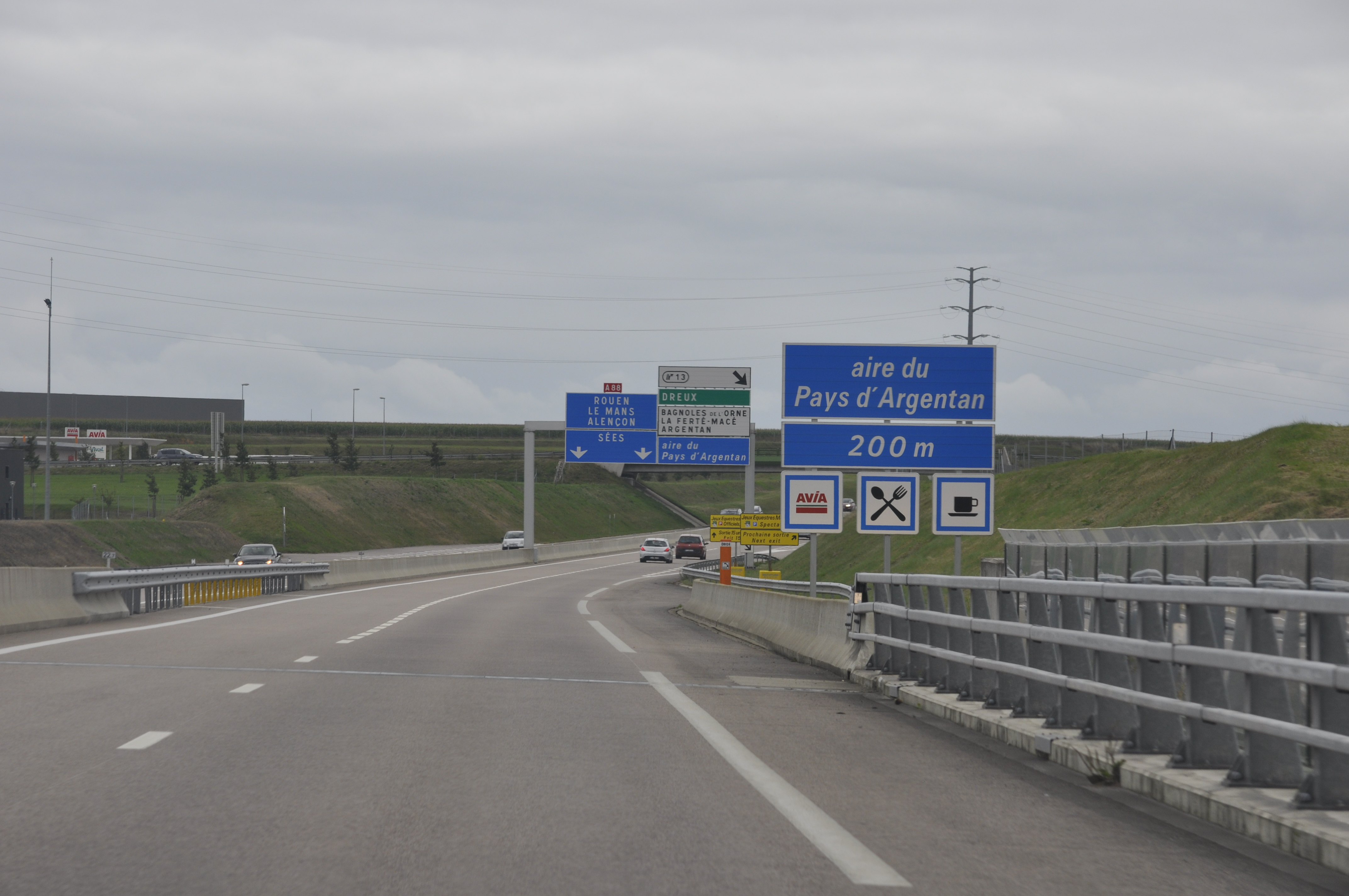
A88 semn aire du pays d'Argentan

- Acest tronson hibrid de drum rapid/autostradă care leagă Caen (N814) de Sées (A28) măsoară 76 de kilometri, dintre care 46 de kilometri sunt autostradă.
- Secțiunea de autostradă este în mare parte cu plată și este concesionată companiei ALICORNE.
- Tronsonul de autostradă a fost deschis integral în august 2010.
- Acesta deservește comunele Falaise și Argentan și este prelungit pe ultimii treizeci de kilometri de drumul național N158 până la Caen.
- Dispune de 11 ieșiri și se intersectează cu o singură autostradă, A28.

  A89 - Transeuropéenne (numită și Autoroute des Présidents sau La Transcorrézienne) este un coridor rutier care leagă Bordeaux de Lyon.
- Aceasta măsoară 489 de kilometri și este cu plată pe majoritatea traseului său. Este concesionată companiei ASF.
- Această autostradă leagă Bordeaux de Lyon. Ultima secțiune, Balbigny - La Tour-de-Salvagny, a fost deschisă la începutul anului 2013. Anumite părți ale acestei autostrăzi sunt comune cu A20, la Brive, și cu A71, lângă Clermont-Ferrand. În plus, A89 nu ajunge direct la centura Bordeaux-ului, iar legătura se face prin RN 89, o șosea cu 2×2 benzi care ar trebui să fie modernizată la standarde de autostradă pe termen mediu.
- Autostrada este gratuită doar la Périgueux și pe secțiunea comună cu A20.
- Dispune de 38 de ieșiri și se intersectează cu 6 autostrăzi: începând de la Libourne, A20, A71, A710, A75, A711 și A72.

## Autostrăzi cu număr din 3 cifre (A103 până la A844)
Majoritatea autostrăzilor cu numere de 3 cifre sunt ramificații ale autostrăzilor cu numere de 2 cifre. Aceste autostrăzi secundare sau de legătură servesc pentru a conecta principalele autostrăzi de două cifre între ele sau pentru a deservi anumite zone sau orașe care nu sunt direct accesibile de pe autostrăzile principale. Numerele de 3 cifre sunt adesea utilizate pentru a indica aceste ramificații și legături regionale.
Principalele autostrăzi cu numere de 3 cifre în Franța sunt:
A103 - Ramificație a autostrăzii A3, destinată să ofere o conexiune între Villemomble și A3.
- Ea măsoară doi kilometri. Este gratuită și nu este concesionată.
- A făcut parte din A3 până în 1982. Era prevăzută să fie extinsă până la A199, dar proiectul a fost abandonat în 2005.
- Are o singură ieșire și se intersectează doar cu o singură autostradă, A3.

  A104 - La Francilienne:  Marea centură de ocolire a regiunii Île-de-France

A104 - La Francilienne (cu verde), A86 (cu albastru) și Boulevard périphérique (portocaliu).

- Aceasta este constituită din două tronsoane independente între A4 și A1, legate de RN2. În plus, este gratuită și nu este concesionată.
- Centura nu este completă: partea vestică lipsește.
- Unele secțiuni nu sunt clasificate ca autostrăzi (N 104, N 184).
- Se intersectează cu trei autostrăzi: plecând din Marne-la-Vallée, A4, A170, după transferul său în centura de ocolire Est de Roissy, și A1.

A105 - Ramificație a autostrăzii A5, destinată să ofere o conexiune între Melun și A5.
- Ea măsoară 10,3 kilometri. Este gratuită pe întreaga sa lungime. Este concesionată către APRR.
- Se numea anterior A5b, dar numele său a fost schimbat în A105 (semnalizarea direcțională nu a fost modificată). Leagă N 104 (Combs-la-Ville) de Melun (mai precis, de N105).
- Are 4 ieșiri (fără a include ieșirea către N104) și se intersectează doar cu o singură autostradă, A5.

 A106 - Ramificație a autostrăzii A6, destinată să ofere o conexiune între Aeroportul Paris–Orly și A6.
- Ea măsoară 4,6 kilometri. Este complet gratuită și nu este concesionată.
- Leagă în principal A6 de Aeroportul Paris–Orly. Este adesea aglomerată, deoarece leagă direct centrul Parisului de Aeroportul Paris–Orly.
- Are două ieșiri și se intersectează doar cu o singură autostradă, A6 (A6a și A6b), având în vedere că niciun schimbător nu permite accesul la A86.

 Autoroute de la Beauce (proiect)
- Cunoscută și sub numele de A10 bis, această autostradă era un proiect destinat să decongestioneze A10 între Paris și Tours.
- Proiectul măsoară 201 kilometri și a fost abandonat.
- Era destinat să leagă Chartres (A11), Châteaudun și Tours (A10, A28 și A85).

 Tunnel de Rueil-Malmaison (proiect)
- Acest proiect de prelungire a autostrăzii A12 măsoară 7,5 kilometri. Din cauza costului prea ridicat, a fost abandonat[31].
- Ar fi fost destinat să lege A12, la sud de Triunghiul Rocquencourt[n 14], de Duplexul A86[n 13]. Ar fi fost majoritar în tunel, cu o pantă ușoară de sub 1,5%.
- Ar fi intersectat A12, A13 și A86.

 A115 - Ramificație a autostrăzii A15, destinată să ofere o conexiune între Taverny și A15.
- Ea măsoară 12,3 kilometri. Este gratuită și nu este concesionată.
- Leagă A15 (Ermont) de Francilienne RN 184 (Méry-sur-Oise). Deservește orașele Taverny, Ermont și Franconville.
- A fost deschisă complet în 2004 prin racordarea la N 184. Dispune de un tunel de 700 m lungime, tunelul Taverny.
- Are 5 ieșiri și se intersectează doar cu o singură autostradă, A15.

 A126 - Ramificație a autostrăzii A6, destinată să ofere o conexiune între Palaiseau și A6.
- Această autostradă foarte scurtă măsoară 2,3 kilometri. Este gratuită și nu este concesionată.
- Leagă A6 de A10, dar are doar o singură bandă pe sens (2x1).
- La început, această autostradă a fost prima parte a unui proiect pentru o a treia centură periferică, proiect care a fost anulat și preluat de La Francilienne.
- Nu are nici o ieșire, dar se intersectează cu două autostrăzi, A6 și A10.

 A131 - de la A13 (Bourneville) la Le Havre. Ea traverse Podul Tancarville (accesul este cu plată). Face parte din ramurile mari ale A13.
 A132 - de la A13 în direcția Deauville-Trouville.
 A139 - de la A13 în direcția Le Grand-Quevilly și Rouen.
 A140 - leagă A4 de RN 3 la vest de Meaux. Este gratuită și o mică parte este concesionată între intersecția nr. 1 și A4.
 A150 - de Rouen la A29 la Yvetot.
 A151 - de la A151 la A29 la Tôtes. Este prelungită de N 27 sub formă de drum expres pentru a ajunge la Dieppe.
  A154 - de la A13 (Val-de-Reuil) la Louviers, se transformă apoi în RN 154 sub formă de drum expres până la Nonancourt, unde se intersectează cu N 12, apoi cu A10.
A170 - Renumerotarea La Francilienne între Gonesse și Mitry-Mory, aceasta din urmă ocolind acum aeroportul pe partea de est.
   A203 - fostul nume al autostrăzii A34 între Charleville-Mézières și Sedan.
- Ea are o lungime de 15 kilometri și este gratuită.

A211 - de la Lens la Méricourt. Permite accesul de la N17 și A21 prin estul orașului Lens pe o distanță de 5 kilometri. Este prelungită de N17, care are statut de drum expres și este limitată la 110 km/h. Cu 500 de metri înainte de intersecția N17/A26/N17, lipsește un tronson pentru a dubla drumul.
 A216 - leagă portul Calais de intersecția dintre A16 și A26. Banda de urgență este frecvent supraîncărcată cu camioane în timpul evenimentelor care perturbă traficul, cum ar fi intemperii, accidente sau greve. De asemenea, este uneori închisă din cauza migranților care încearcă să ajungă în Anglia agățându-se de camioane.
   A304 - Autoroute des Ardennes - La Francheville (A34) - Gué-d'Hossus (frontiera franco-belgiană).
- Ea leagă A34 în zona La Francheville (la sud de Charleville-Mézières) de frontiera belgiană la nord de Rocroi.
- Are o lungime de 31 kilometri și este complet gratuită.
- Dispune de 5 ieșiri.

 A311 - leagă A31 de Dijon.
 A313 - leagă A31 de Pont-à-Mousson.
 A314 - permite accesul de la RN 3, la nivelul Metz-Borny, la A4 în direcția Strasbourg.
 A315 - permite accesul la centura de est a orașului Metz (RN 431) în comuna Vantoux, de pe A4 venind din direcția Paris.
  A320 - de la Freyming-Merlebach (A4) la Saarbrücken. Lungă de 13,7 kilometri și gratuită, aceasta este conectată la Bundesautobahn 6 (Germania), care, la rândul ei, se racordează la rețeaua de autostrăzi cehe.
  A330 - de Vandœuvre-lès-Nancy la Richardménil. Lungă de 11 kilometri și gratuită, aceasta este continuată de RN 57, o șosea rapidă care se extinde până la Plombières-les-Bains. Este destinată să preia traficul urban (spre Nancy).
A340 - Ramificație a autostrăzii A4, destinată să ofere o conexiune între Haguenau și A4.
- Ea măsura 8 km, nu era concesionată și era gratuită.
- Înainte de 2008, ea conecta direct A4 cu Haguenau, dar o parte a fost retrogradată la D1340.
- În 2021, A340 a fost complet retrogradată și integrată în D1340 (ca urmare a transferului său către Collectivité européenne d'Alsace).
- Această ramură are un trafic intens în orele de vârf, deoarece este principalul traseu între Haguenau și Strasbourg.

 A344 - Traversée urbaine de Reims (nom utilisé à la place du numéro en pratique)

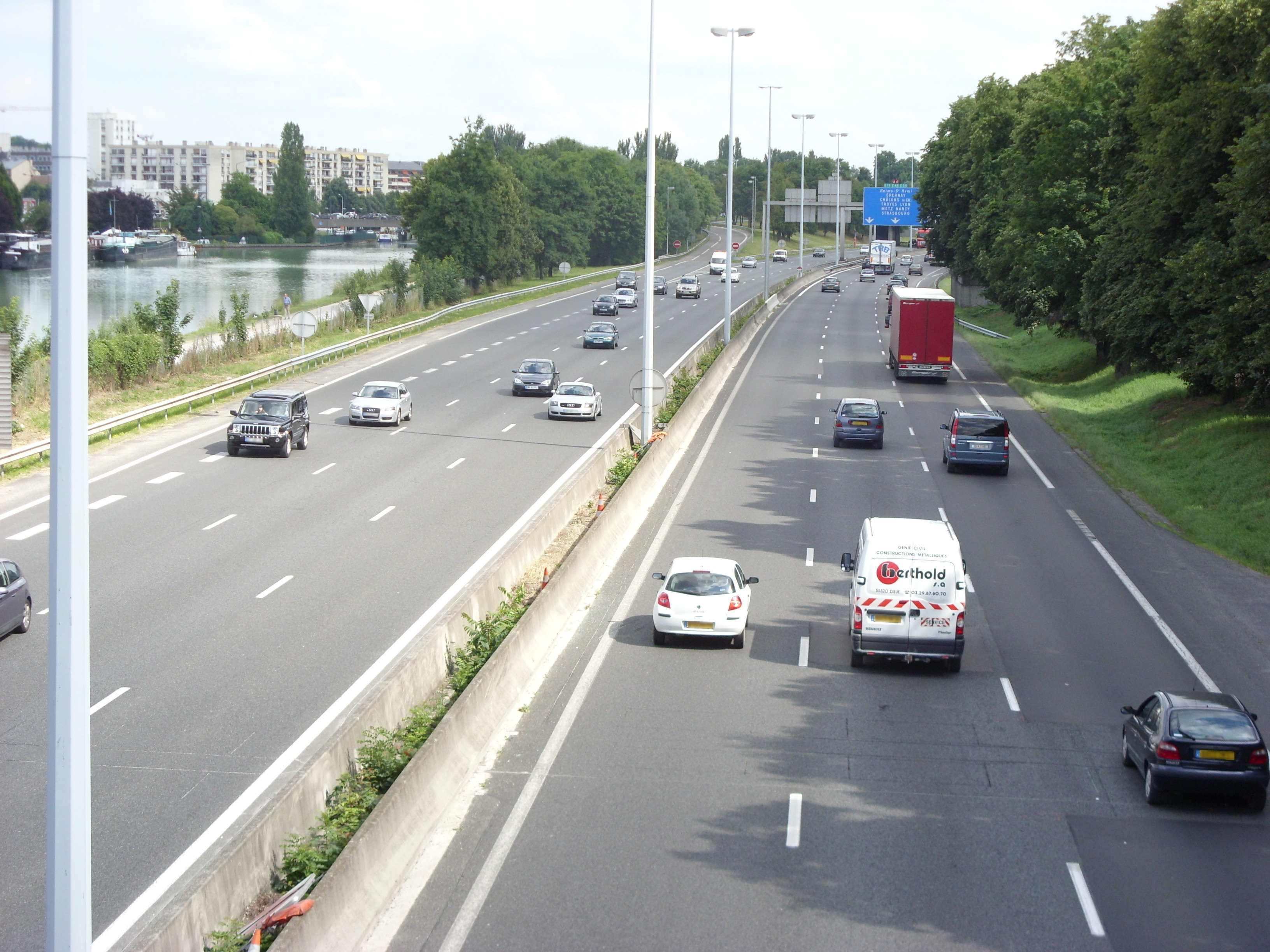
L'A344 în centrul orașului Reims.

- Anterior A4 înainte de devierea sa pe partea sudică a aglomerării.
- Concesionată SANEF, dar gratuită și cu limitare de viteză la 90 km/h.

A350 - ramificație a A4/A35 la nord de Strasbourg. Lungă de 1,6 km, a devenit N 2350 în 2015.

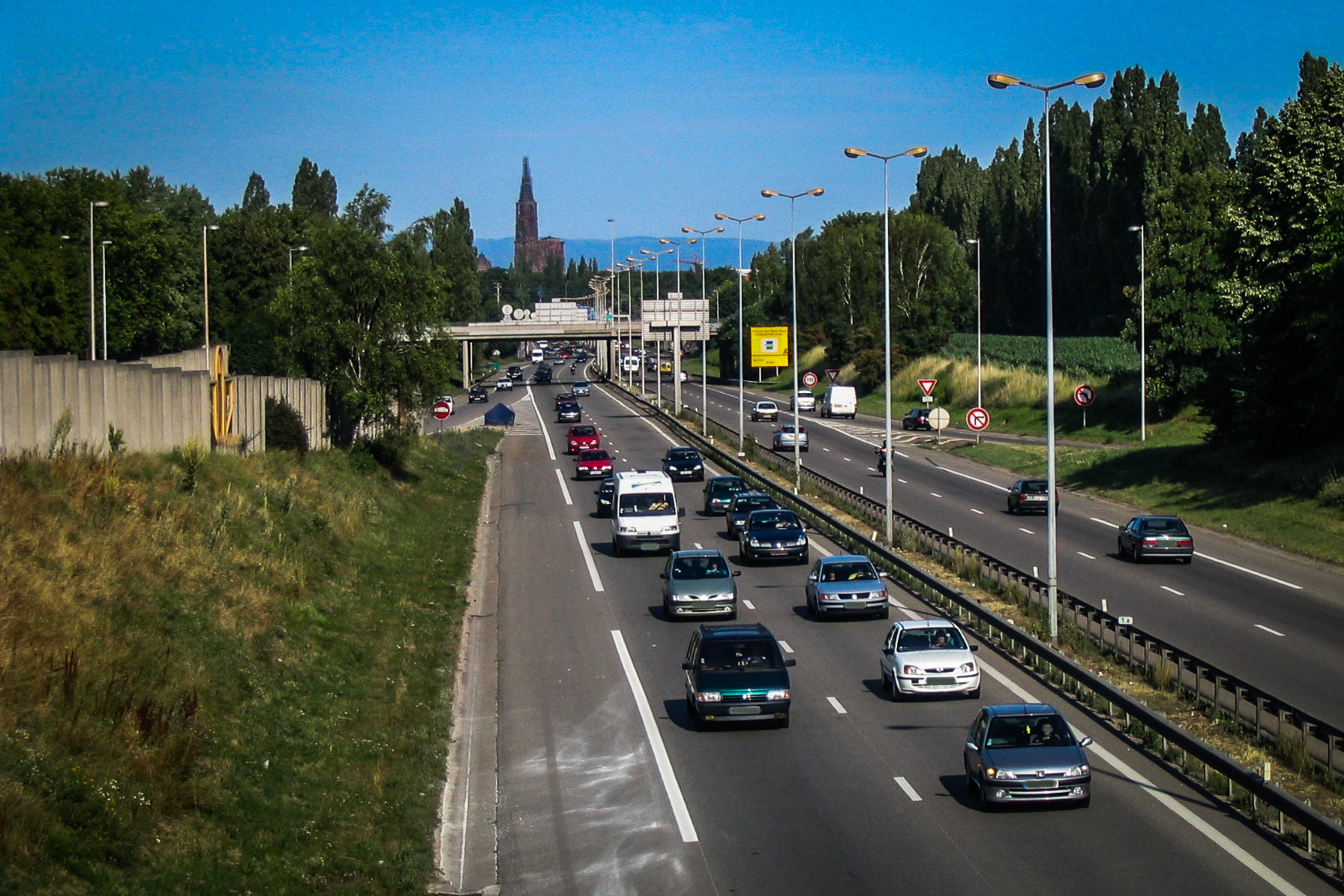
A351 la Strasbourg-Hautepierre.

A351 - ramificație a A35 (M35) la vest de Strasbourg, lungă de 6,8 km. A fost transferată către Eurométropole de Strasbourg și a devenit M351 în 2021.
 A352 - ramificație a A35. Lungă de 7 km, de la intersecția A35/A352 până la Molsheim.
  A355 -  Grand contournement ouest de Strasbourg
- De o lungime de 24 km, aceasta leagă intersecția A4/A35 la nord de Strasbourg de intersecția A35/A352 la sud de Strasbourg (a fost pusă în funcțiune pe 17 decembrie 2021).
- Tronsonul este cu plată și are scopul de a permite vehiculelor grele care utilizează A35 în apropierea Strasbourgului să ocolească orașul.
- Dispune de 4 ieșiri: A4-A35 la nord; D1004 în apropiere de Ittenheim; D811 la Duppigheim; A35-A352 la sud.

A391 - ramificație a A39. Lungă de 3,5 km, leagă orașul Poligny și RN83 de A39. Este punctul de plecare al proiectului de autostradă între Poligny și Besançon.
 A404 - ramificație a A40 către Arbent, aproape de Oyonnax în departamentul Ain. A40 Saint-Martin-du-Frêne - Arbent măsoară 20 km (SAPRR). Tronsonul de 5 km între Bellignat și Arbent este gratuit.
 A406 - centura de ocolire sud a Mâcon. Proiect concesionat către SAPRR, această autostradă a fost deschisă pe 7 martie 2011. Leagă capătul RCEA (N79) de A40. A fost prelungită cu câțiva kilometri la sfârșitul anului 2019.
  A410 - între Allonzier-la-Caille și A40, tronsonul a făcut parte din A41 înainte de deschiderea tronsonului dintre Allonzier-la-Caille și Geneva.
 A411 - ramificație a A40 către Geneva, în Elveția. A40 Annemasse - Geneva (drumul alb care devine Route de Malagnou) are 2 km (SAPRR).
 A430 - A43 (Aiton) - Gilly-sur-Isère

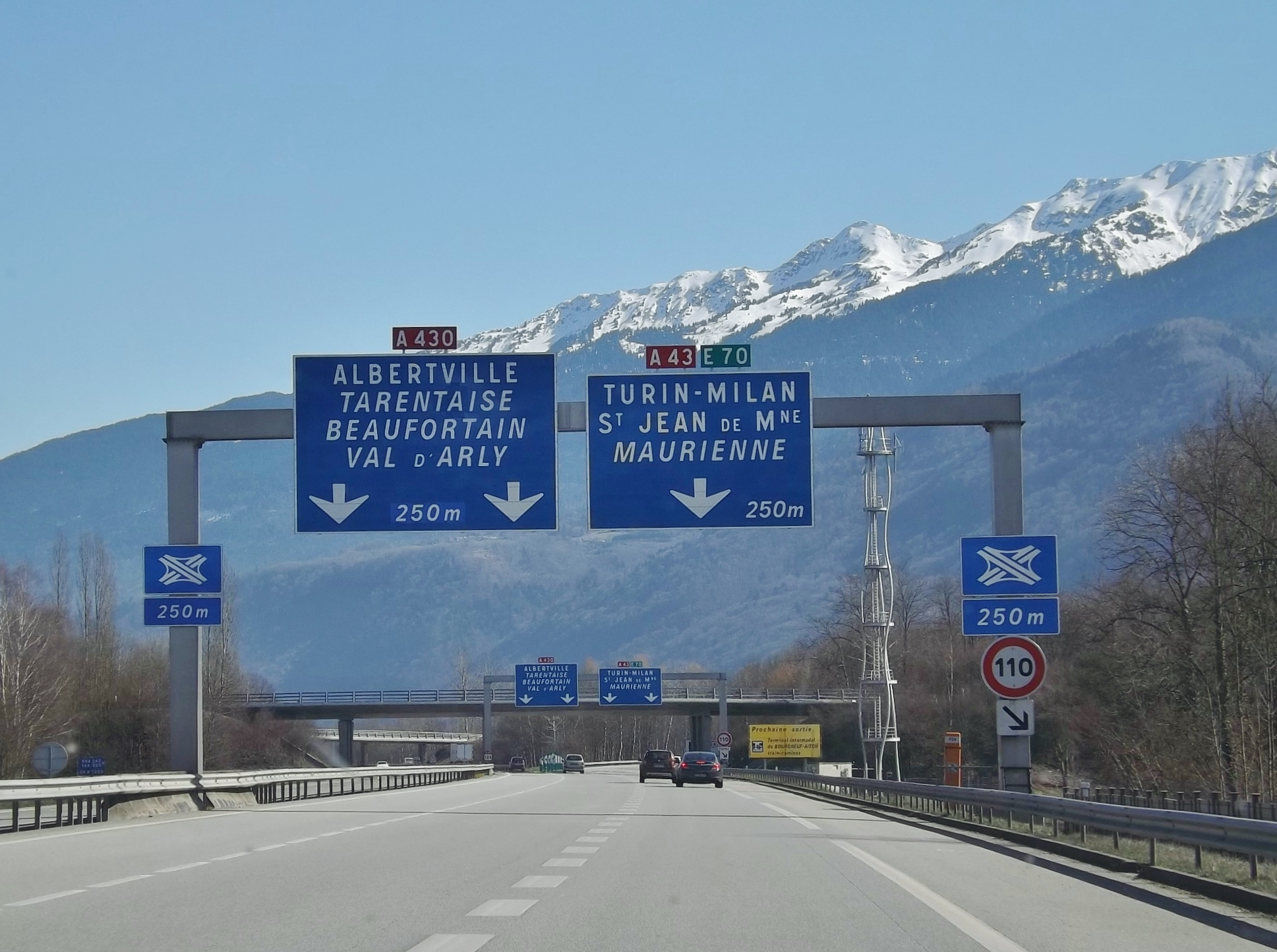
Începutul A430 la intersecția cu A43.

- ramificație a A43 către Albertville, având o lungime de 15,1 km. Concesionată AREA, a fost pusă în funcțiune în 1992 cu ocazia Jocurilor Olimpice de Iarnă de la Albertville. Anterior, a fost o secțiune integrală a A43, dar a fost renumerotată în 1996, odată cu deschiderea autostrăzii de Maurienne (spre Saint-Jean-de-Maurienne și tunelul Fréjus[n 9]).
- Prelungită de N90 până la Moûtiers și apoi la Bourg-Saint-Maurice, A430 este un element important al rețelei, oferind acces la renumitele văi Tarentaise, Beaufortain și Val d'Arly.
- Are doar o singură ieșire: Sainte-Hélène-sur-Isère.

 A432 - leagă A43 la Saint-Laurent-de-Mure de A42 la Montluel. Lungă de 24 km și administrată de APRR, această autostradă oferă acces estic la aglomerația lyonnaise și la Aeroportul Lyon–Saint Exupéry.
 A450 - autostradă urbană care servește sudul regiunii lyonnaise, conectând A7 la Pierre-Bénite cu RD 386 la Brignais.
 A466 - tronson de autostradă situat la nord de Lyon, care leagă A6 de A46.
 A480 - Autoroute du Drac - centura vestică a orașului Grenoble. Aceasta leagă A48 de A51 și a fost deschisă în 1968 sub denumirea B48. Are o lungime de 9 km.
 A500 - A8 (La Turbie) - Èze
- Lungă de 2,9 kilometri, aceasta leagă autostrada A8 de la Moyenne Corniche printr-un tronson în tunel cu 3 benzi (tunelul Monaco), situat la aproximativ 4 km de principat. Pusă în funcțiune în anii 1990, autostrada este concesionată companiei Escota, la fel ca celelalte autostrăzi din estul regiunii Sud.
- Nu are nicio ieșire.

 A501 - A50 (Aubagne) - A52 (Aubagne)
- Lungă de 5,4 kilometri, această autostradă leagă A50 , venind din Marsilia, de A52 către A8, traversând nordul localității Aubagne, pe teritoriul căreia este situată în întregime. Autostrada este concesionată companiei Escota.
- Are două ieșiri, fiecare deservind un cartier din Aubagne.

 A502 - legătură între A50 și N8, actualmente D8n, la nivelul localității Aubagne.
 A507 -  Centura de ocolire a Marsiliei - conectează A7 la Marsilia Arnavaux cu A50 la Marsilia Saint-Loup.
 A515 - legătură la Bouc-Bel-Air, pornind de la A51.
 A517 - legătură suplimentară între A7 și A51, situată la Septèmes-Les-Vallons. Aceasta face joncțiunea între Bouc-Bel-Air și Vitrolles.
 A520 - legătură la Auriol, conectând A52 cu N560.
A551 - constituie legătura între Vitrolles și l'Estaque și are un racord în fiecare sens la A552.
A552 - constituie legătura între Gignac și Saint-Antoine și are un racord în fiecare sens la A551.
 A557 - legătură de la A7 la A55 (tronsonul există doar în sensul de la A7 către A55)
 A570 - A57 (La Garde) - Hyères
- Cu o lungime de 8,9 km, este un braț al A57 care permite, din Toulon, accesul către Hyères și Aeroportul Toulon–Hyères. Prelungită de N98, facilitează accesul la coasta varoise. A fost dată în folosință în 1992.
- Are 3 ieșiri și, în ciuda lungimii sale reduse, dispune de o stație de servicii, disponibilă doar în direcția Hyères către A57.

A620    A620 - Périphérique ouest Toulouse.
 A621 - este o autostradă urbană care leagă centura de ocolire Toulouse de Aeroportul Toulouse–Blagnac.
 A623 - autostradă urbană care leagă fostul RN 113 (acum RD 813), la nivelul stației de metrou „Ramonville”, de ieșirea 15 a périphérique-ului din Toulouse. Este cunoscută pentru că este una dintre cele mai scurte autostrăzi din Franța. A623 are două benzi pe sens (2×2) sau, în unele zone, o bandă pe sens (2×1).
 A624 - este o autostradă urbană care leagă centura de ocolire Toulouse (A620) de RN 124.
A630 N630    A630 - Centura de ocolire Bordeaux
A631  A631 - a fost o autostradă care lega inițial ieșirea 21 a centurii de ocolire Bordeaux) cu podul Saint-Jean, urmând cursul râului Garonne. Ulterior, a fost scurtată și s-a oprit la intersecția cu bulevardele, secțiunea retrasă devenind boulevard des Frères Moga. În 2017, A631 a fost retrogradată și transformată într-un bulevard urban.
 A641 - este o autostradă care face legătura între Peyrehorade și A64.
 A645 - este o autostradă de ramificație care leagă Montréjeau de A64.
 A660 - este o autostradă care leagă A63 de Arcachon. În trecut, aceasta era cunoscută sub denumirea de A66.
 A680 - a fost vechiul nume al autostrăzii A69, care leagă Castelmaurou (conectată la A68) de Verfeil.
 A709 - este o autostradă urbană care asigură accesul local în Montpellier. În trecut, a fost parte din autostrada A9 înainte ca aceasta să fie deviată spre sudul aglomerației Montpellier. Deși concesionată de ASF (Autoroutes du Sud de la France), A709 este gratuită pentru utilizatori și are o limitare de viteză de 90 km/h.
 A711 - este o autostradă de 12 km care leagă Clermont-Ferrand de A89. Aceasta este gestionată de DIR Massif Central până la ieșirea 1.4, iar din acel punct încolo, administrarea trece la ASF (Autoroutes du Sud de la France).
A712 A712 - este o autostradă de 1 km care constituie un braț al autostrăzii A711, conectând ieșirea 1.4 de pe A711 la rond-point-ul de Champ-Lamet, situat între Lempdes și Pont-du-Château, în departamentul Puy-de-Dôme. La acest nod de trafic, se intersectează cu drumurile departamentale 2089, 52 și 766. A712 este complet formată din două benzi pe sens și este gestionată de DIR Massif Central.
A714 A714 - A714 este o autostradă care leagă A71 în comuna Bizeneuille de RN 145 în zona Saint-Victor. Face parte din RCEA și a fost dată în folosință în iunie 2011.
 A719 - este o autostradă de 23 km care leagă A71 la Gannat de D 2209 în comuna Espinasse-Vozelle. Gestionată de APRR (Autoroutes Paris-Rhin-Rhône), A719 a fost inaugurată în două etape: prima parte, care ocolește Gannat, a fost deschisă în 1997, iar extinderea pentru îmbunătățirea accesului la Vichy a fost finalizată la începutul anului 2015.
 A750 - este o autostradă care face legătura între A75 și Montpellier. Aceasta este o ramificație a autostrăzii A75 (La Méridienne), care conectează Ceyras la Grabels și, ulterior, la Montpellier. A750 include o porțiune a fostei rute naționale RN109, care a fost modernizată și adaptată la standardele autostrăzii.
 A811 - este o autostradă de 6 km care deservește estul Nantes. Începe de la A11 și leagă Carquefou de Sainte-Luce-sur-Loire, continuând apoi prin boulevardul de la Prairie aux Mauves în Nantes. În trecut, această rută era cunoscută sub numele de C11 și avea planificată o extindere până în centrul orașului Nantes, dar proiectul a fost abandonat. Partea intra-muros, cu două benzi pe sens, a fost retrogradată, dar secțiunea de autostradă cu două benzi pe sens pe direcția est-vest se oprește la centura de ocolire Nantes.
 A813 - este o autostradă de 4 km care se ramifică din A13 și este destinată să finalizeze conturul centurii de ocolire sudice a orașului Caen.
A821 A821 - a fost o autostradă de legătură situată la nord-est de Nantes. Aceasta se continua din A11, la ieșirea de Vieillevigne, și conecta A844 cu poarta de Gesvres.
  A837 - Autoroute des Oiseaux și Autoroute des Estuaires - este o autostradă de 36 km care leagă RD 137 în Rochefort de A10 în Saintes. A fost deschisă în 1997.
   A844 - este un segment din centura de ocolire a orașului Nantes, situat în partea de nord a orașului. Această autostradă leagă Porte de Gesvres, unde se intersectează cu A11, și Porte d'Orvault, unde se conectează cu N165 și A82.

## Outre-Mer
A1 (Martinica) - este singura autostradă franceză situată în afara metropolei continentale. Aceasta leagă Aeroportul Internațional Martinique Aimé Césaire, situat în Le Lamentin, cu centura de ocolire a Fort-de-France, care este prefectura Martinicii. La sud, A1 (Martinica) se continuă cu RN 5, care duce până la Le Marin.